# Liste der Baudenkmäler in Nürnberg/Südliche Außenstadtteile
Dies ist eine Teilliste der Liste der Baudenkmäler in Nürnberg. Sie enthält die in der Bayerischen Denkmalliste ausgewiesenen Baudenkmäler auf dem Gebiet des statistischen Stadtteils Südliche Außenstadt der kreisfreien Stadt Nürnberg in Bayern. Grundlage ist die Bayerische Denkmalliste, die auf Basis des bayerischen Denkmalschutzgesetzes vom 1. Oktober 1973 erstmals erstellt wurde und seither durch das Bayerische Landesamt für Denkmalpflege geführt und aktualisiert wird. Die folgenden Angaben ersetzen nicht die rechtsverbindliche Auskunft der Denkmalschutzbehörde.
Diese Teilliste enthält Objekte aus folgenden statistischen Stadtteilen und deren statistischen Distrikten:
- 03 Südöstliche Außenstadt: 30 Dutzendteich, 31 Rangierbahnhof-Siedlung, 32, 33, 36, 37 Langwasser Gesamt, Zollhaus, 32 Langwasser Nordwest, 33, 34 Beuthener Straße, 35 Altenfurt Nord, 36 Langwasser Südost, 37 Langwasser Südwest, Zollhaus, 38 Altenfurt, Moorenbrunn, 39 Gewerbepark Nürnberg-Feucht
- 04 Südliche Außenstadt: 40 Hasenbuck, 41 Rangierbahnhof, 42 Katzwanger Straße, 43 Dianastraße, 44 Trierer Straße, Falkenheim, Kettelersiedlung, 45 Gartenstadt, 46 Werderau, 47 Maiach, 48 Katzwang, Reichelsdorf Ost, Reichelsdorfer Keller, 49 Herpersdorf, Kornburg, Worzeldorf, Königshof, Pillenreuth, Steinbrüchlein, Weiherhaus
- 05 Südwestliche Außenstadt: 50 Hohe Marter, 51, 52 Röthenbach bei Schweinau, West, Ost und Neuröthenbach, 53 Eibach, 54 Reichelsdorf, 55 Krottenbach, Mühlhof
- 06 Westliche Außenstadt: 60 Großreuth bei Schweinau, 61 Gebersdorf, 62 Gaismannshof, 63 Höfen, Kleinreuth bei Schweinau, Leyh, 64 Eberhardshof, 65 Muggenhof

## Ensembles
| Lage       | Objekt                           | Beschreibung | Akten-Nr.     | Bild                           |
| ---------- | -------------------------------- | --- | ------------- | ------------------------------ |
| (Standort) | Arbeitersiedlung Rangierbahnhof  | Das Ensemble umfasst den historischen Teil der Eisenbahnersiedlung Rangierbahnhof, also ohne Wiederaufbauten am Westrand und ohne die Parkwohnanlage am Ostrand. Ab 1902 entstand ein Wohnungskolonie für den 1903 in Betrieb genommenen Centralrangierbahnhof Nürnberg, einer flächendeckenden Gleisanlage vom Typus des Gefällebahnhofs. Schon in dieser Frühzeit der Siedlung entstanden auf dem Gelände des Forstbezirks Lichtenhof des Lorenzer Reichswaldes, der 1905 eingemeindet worden war, die ersten Bauten. Doch erst mit der Gründung der „Baugenossenschaft des Eisenbahnerpersonals Nürnberg und Umgebung“, die die Trägerschaft für die bald beginnende Bautätigkeit der staatlichen Eisenbahnerverwaltung übernahm, begann die eigentliche Siedlungsbautätigkeit um 1907/08. Sie ist ein Beispiel für den vorbildlichen und umfangreichen Einsatz der Eisenbahnverwaltung zur Lösung des Arbeiterwohnungsproblems. Bei dieser Siedlungsanlage sind Planungsideen eingegangen, die an die Merkmale der ungefähr gleichzeitig entstandenen Gartenstädte erinnern; so wurden selbstverständlich auch die wichtigsten Gemeinschaftsbauten wie Läden, Schule, Arzthaus, Gasthaus errichtet; so sind zwischen den Wohnanlagen Kleingartenbereiche eingefügt und es ist insbesondere mit geschwungenen Straßenzügen und abwechslungsreicher unsymmetrischer Baukörperanordnung das unregelmäßige Siedlungskonzept der Gartenstädte in Anwendung gekommen. Für den ältesten Siedlungskern ist vor allem auf den burgartigen Wohnhauskomplex an der Ecke Pauli-/Schnorrstraße hinzuweisen, der extrem unregelmäßig, was Fluchtlinie und Dachgliederung betrifft, 1905 errichtet worden ist. Er verbildlicht zugleich den ideellen Ausgangspunkt vom mittelalterlichen Stadtbild. Zentrum und Hauptachse der Siedlung schaffen die beiden in Sichtbeziehung angeordneten Pfarrkirchen. Mit Errichtung von Pfarrkirchen für die beiden großen Konfessionen und damit der Einrichtung von Pfarrsprengeln, erhielt die Siedlung Rangierbahnhof frühzeitig Bauten und Institutionen, die nicht grundsätzlicher Bestandteil des Gartenstadtkonzeptes sind, hier jedoch in städtebaulich höchst wirkungsvoller Weise die Eigenständigkeit der Siedlung signalisieren. Die Evangelisch-Lutherische Pfarrkirche ist eine Doppelturmanlage, die 1912/13 von Hans Lehr errichtet worden ist. Mit ihr zusammengebaut sind das Pfarrhaus und ein Saalbau; außerdem steht in der Nähe das ehemalige Arzthaus. Gegenüber wurde gleichzeitig 1912/13 das durch einen Dachreiter ebenfalls monumental akzentuierte Schulhaus von Georg Kuch errichtet. Von diesem Monumentalbereich führt die Zengerstraße nach Südosten, zu Anfang als Geschäfts- und Ladenzentrum ausgebildet, endet sie in einem Platz vor der Katholischen Pfarrkirche. Die Katholische Pfarrkirche St. Willibald, die schon 1909/10, also vor der evangelischen Pfarrkirche, errichtet worden ist, besitzt nicht nur einen Turm, ist dagegen durch ihre erhöhte Lage und die Zuordnung des Pfarrhauses sehr wirksam situiert. Die Wohnbebauung ist verschieden ausgebildet, neben der malerischen Hausanlage die wenigen Einzelhausgruppen, dann die Mehrfamilienhäuser, die locker zueinander geordnet sein können oder auch relativ enge Straßenschluchten bilden. Ein solcher enger Straßenabschnitt der Paulistraße findet dann aber einen wirksamen städtebaulichen Bezugspunkt in der katholischen Pfarrkirche. Die Straße zeigt auch, wie trotz aller Schlichtheit ein malerisch abwechslungsreiches Bild durch Erker, Giebel und sehr verschieden gestaltete Haustüren (samt Oberlichtern) möglich war. Stilistisch gesehen verbindet die Architektur barockisierende Formen mit „altstädtischen“ Giebelmotiven.                                                                                     | E-5-64-000-10 | weitere Bilder                 |
| (Standort) | Parkwohnanlage Nürnberg-Zollhaus | Die Parkwohnanlage Nürnberg-Zollhaus, eine als geschlossene Einheit geplante Wohnsiedlung für Bedienstete der Deutschen Bundesbahn, ist eines der ersten und gleichzeitig qualitätvollsten Beispiele für ein Demonstrativbauvorhaben des Bundesministeriums für Wohnungswesen und Städtebau der fünfziger Jahre. Speziell für Nürnberg war sie im Bereich der Deutschen Bundesbahn bis dahin einzigartig. In unmittelbarer Nähe zur nordöstlich angrenzenden, ca. 50 Jahre früher entstandenen Eisenbahnersiedlung „Nürnberg-Rangierbahnhof“ von German Bestelmeyer stand ein Gelände von etwa 30 Hektar zur Verfügung, das zuerst als Dauergrünfläche ausgewiesen, dann zur Bebauung freigegeben wurde. 1957 beauftragten die beiden Bauträger, die Eisenbahn-Wohnbaugesellschaft Nürnberg GmbH und die Baugenossenschaft des Eisenbahnpersonals Nürnberg und Umgebung eGmbH, den Nürnberger Architekten Gerhard Günther Dittrich mit diesem Projekt, das Mitte der sechziger Jahre fertig gestellt war. Bestimmend für die Planung waren die Lage der Stadt Nürnberg und die vorbeiführende Münchner Straße (vormals Allersberger Straße), die sich hier in die Zufahrtsstraße nach Langwasser und den Zubringer zur Autobahn München-Berlin verzweigt. | E-5-64-000-34 | weitere Bilder                 |
| (Standort) | Gartenstadt Nürnberg             | Das Ensemble umfasst die Gartenstadt Nürnberg in ihrer Bebauung von 1911 bis zum Beginn des Zweiten Weltkrieges mit dem Wiederaufbau bis zum Jahr 1953. Die Gartenstadt Nürnberg ist eine der größten nach den Prinzipien der 1902 gegründeten Deutschen Gartenstadtgesellschaft realisierten Gartenstädte. Die am 1. September 1908 gegründete Genossenschaft Gartenstadt Nürnberg (zwei Jahre nach der Hellerau bei Dresden) erfuhr als „ideale Form der Wohnungsfürsorge“ staatliche Unterstützung, was sich vor allem bei dem Erwerb der Forstabteilung Hirschensuhl von der bayerischen Staatsforstabteilung vorteilhaft auswirkte. Trotz der Förderung dauerte es drei Jahre bis dann am 6. Juni 1911 der Bau begonnen werden konnte, da zur Verwirklichung des Konzepts erst baupolizeiliche Erleichterungen durchgesetzt werden mussten. Die erste Gesamtplanung sowie die ersten Entwürfe für einzelne Typenhäuser stammen 1909 von Richard Riemerschmid, der durch die Planungen zu der anderen großen und bedeutenden Gartenstadt Deutschlands, der Hellerau in Dresden, in Nürnberg bekannt geworden war. Nach Riemerschmids Plänen und dem in dieser Anfangsphase auch beteiligten Heinrich Lotz, der Werkstätten zum Kleinwohnungsbau leitete, sind jedoch nur wenige Kleinhausgruppen oder Doppelhäuser angelegt worden. Seit 1912 plante und baute der Architekt Hans Lehr, später in Verbindung mit Karl Leubert als Architekturbüro Lehr & Leubert. Von diesem stammen die meisten Bauten und Bautengruppen des historischen Bereichs der Gartenstadt. Im Grundkonzept waren Einzelhäuser der angestrebte Haustyp, die jedoch zumeist zu langgestreckten vielgliederigen Reihenhausgruppen oder teilweise auch in Höfe eingrenzende Umbauungen (Sackgassen) zusammengeschlossen wurden. Abwechslungsreiche Dachformen, selten das reine Satteldach, meistens Umformungen zum Mansarddach, zum Krüppelwalmdach bzw. additive Konglomerate der verschiedenen Dachformen sind Ausdruck der frühen Bebauung. Die Fluchtlinien und die Straßenführung sind zumeist nicht gerade, sie sind vielmehr leicht geschwungen oder unregelmäßig, mit platzartigen Erweiterungen und Verästelungen in Sackgassen. In den Fortschreibungen, die sich wie Jahresringe um den Riemerschmidschen Kern legen, und zu immer strengeren Formen übergehen, blieb an sich das Einzelhausprogramm erhalten. Doch infolge von Notzeiten, und dies somit anschaulich machend, wurde das Konzept durchbrochen und es wurden auch Mehrfamilienhäuser errichtet. In den Fortschreibungen änderten sich entsprechend ihrer Entstehungszeit auch die Gestaltungselemente. Die zunächst mehr historisierend malerische und noch kleinteilig gestaltete Architektur mit Elementen des Fachwerkstils bei Riemerschmid wird fortgesetzt von der reich malerisch- barockisierenden Formensprache von Lehr & Leubert. Noch nach dem Ersten Weltkrieg blieben die barockisierenden Elemente, jedoch sachlich reduziert, bis dann auch Bauten ganz im Sinne der Neuen Sachlichkeit möglich wurden. Zuletzt wird dieser wieder mehr in Richtung eines heimatgebundenen Bauens, wie er im Dritten Reich für Wohnbauten propagiert wird, abgewandelt. Nach den Zerstörungen des Zweiten Weltkriegs hat man von 1948 bis 1953 die Gebäude teils rekonstruierend, teils vereinfachend wiederaufgebaut. | E-5-64-000-13 | BW                             |
| (Standort) | Gartenstadt Werderau             | Das Ensemble Gartenstadt Werderau umfasst die Gartenstadt der MAN in ihrer historischen Ausdehnung von 1936, lediglich zwei jüngere Hausblöcke von 1938 und 1941 sind hierin eingeschlossen, die ebenfalls wichtige bauliche Bestandteile des Ensembles sind. Entstanden ist die Siedlung auf Initiative des Generaldirektors und Bauingenieurs Anton von Rieppel, um den notwendigen Wohnraum für die immer mehr wachsende Belegschaft der 1899 fusionierten Maschinenfabrik Augsburg-Nürnberg (MAN) zu schaffen. 1910 wurde bereits mit dem Bau begonnen, doch erst 1911 erfolgte die offizielle Gründung der Baugesellschaft m.b.H., deren Gesellschafter Anton von Rieppel, die Maschinenfabrik, mehrere Beamte der MAN sowie eine Vertretung der Wohnungssuchenden waren. In der Gartenstadt sollten nämlich nicht nur die Arbeiter zur Miete wohnen und sich wie Eigentümer fühlen, es sollten auch die „Beamten“ (die höheren Angestellten) der Maschinenfabrik hier wohnen können. Die Siedlung wurde in der Tradition wohltätiger Fabrikherrensiedlungen nach Johann Ludwig Werder, einem Direktor von Cramer-Klett, benannt und so den Gründern ein Denkmal gesetzt. Formal schließt sie sich an die für die Gartenstädte gleichzeitig entwickelten Prinzipien an. So sollte der Direktanschluss (=Reihenhaus) und die verbindenden Bögen den Gemeinschaftsgedanken zum Ausdruck bringen. Jedes Einfamilienhaus sollte eine eigene Tür und einen Hausgarten haben, zum Nutzen und Vergnügen, hiermit war ein „ländlicher“ Charakter in weitläufiger Bebauungsweise programmiert. Interessanterweise gab es für die Bewohner bereits seit 1911 eine eigene Gärtnerei. Der Wohnungsstandard mit obligatorischem Bad und Klo war fortschrittlich. Die Bebauungspläne stammen von dem insgesamt für die Siedlung verantwortlichen Architekten Ludwig Ruff (1878–1934), dessen Sohn Franz Ruff nach dem Tod des Vaters dessen Atelier und Arbeit weiterführte. Nach dem Bebauungsplan von 1910 war grundsätzlich vermieden, gleich von Anfang an alles umfassend planerisch festzulegen, vielmehr sollte sich die Bebauungnach und nach entwickeln. So wird die Siedlung auch gerne in zeitgenössischer Literatur als stilles Dorf oder als gewachsene Stadt des 18. Jahrhunderts beschrieben, d. h. als organisch gewachsene Siedlung. Formal ist eine deutliche Entwicklung von reicheren malerischen oder barockisierenden Hausgruppen zu schlichten und sachlichen Hauseinheiten abzulesen., bereits im Ansatz bei Bauten vor dem Ersten Weltkrieg. Nach dem Ersten Weltkrieg wurde bewusst versucht, einfache Neubauten mit nach Möglichkeit weitgehendster Typisierung zu errichten und in den letzten Jahren vor dem Zweiten Weltkrieg wurden die äußeren Hausformen noch schlichter, zugunsten eines geräumigen Wohnungsprogramms. Uniformität wurde dadurch vermieden, dass bis in diese Zeit die Straßenverläufe geschwungen blieben und abwechslungsreiche Straßen- und Platzbilder in der späten Nachfolge von Camillo Sitte hergestellt wurden. Die Gartenstadt Werderau wurde bis in den Zweiten Weltkrieg hinein weitergebaut. Nach Zerstörungen im Krieg wurden die Gebäude in den Jahren 1946 bis 1952 rekonstruierend wiederaufgebaut und die entstandenen Baulücken behutsam wieder geschlossen. In Anlehnung an den Gedanken der Gartenstadt wurden auch Gemeinschaftsbauten errichtet, so neben der erwähnten Gärtnerei das obligate Gasthaus und ab 1913 auch der „Marktplatz“, ein Gemeinschaftszentrum mit dem formal charakteristischen Torhaus und dem Öffentlichkeit signalisierenden Uhrtürmchen, sowie den zugehörigen Kaufläden. Diese zentrale Bebauung konnte erst nach dem Ersten Weltkrieg fertig gebaut werden und besitzt charakteristischerweise in Entsprechung seines städtischen Charakters die ersten Stockwerkswohnungen. | E-5-64-000-14 | BW                             |
| (Standort) | Ehemaliges Hammerwerk Katzwang   | Das Ensemble umfasst das ehemalige Hammerwerk (bzw. Kunstmühle) in dem erst 1972 eingemeindeten alten Dorf Katzwang. Von älterer Bausubstanz sind nur Reste des 18. Jahrhunderts erhalten, so ein Wappenstein von 1758 am Hauptgebäude. Das Zentrum des Ensembles bildet die historische Mühlenanlage, welche mit ihren historischen Gebäuden und Freiflächen sowie dem aufgestauten historischen Rednitzlauf erhalten ist. Im Übrigen besteht das Ensemble aus Sandsteinhäusern des späteren 19. Jahrhunderts, welche die Bautradition vor- oder frühindustrieller Zeit fortsetzen. Das Ensemble Am Hammer in Katzwang ist ein besonderes Beispiel einer noch im heutigen Nürnberger Stadtgebiet erhaltenen Industrieansiedlung von dörflichem Charakter. | E-5-64-000-2  | Ehemaliges Hammerwerk Katzwang |
| (Standort) | Kirchhof Katzwang                | Das Ensemble umfasst das kirchliche Zentrum Katzwangs, ein altes Dorf an der ehemaligen wichtigen Rednitzfurt, das 1152 erstmals urkundlich überliefert ist. Die Pfarrkirche Zu unserer lieben Frauen, deren älteste Teile aus der Zeit von 1293 (dendro. dat.) stammen, gehört zu einer ehemaligen Wehrkirchenanlage. Der heutige Kirchenbau ist Ende des 15. bzw. Anfang des 16. Jahrhunderts neu gebaut und neu ausgestattet worden. Neben der Kirche ist ein Karner vom Anfang des 14. Jahrhunderts erhalten, das Pfarrhaus und das Schulhaus, zwei Walmdachbauten des 18. und 19. Jahrhunderts, die im Kern mittelalterlichen Gebäude Kellerhaus und Pfarrscheune, ein Backhaus des 17. Jahrhunderts und der Pfarrgarten. Ein Teil der Bauten wird von der ehemaligen Wehrmauer eingeschlossen, die auch bildmäßig den höchst wirkungsvollen historischen Kern des alten Dorfes darstellen. | E-5-64-000-16 | Kirchhof Katzwang              |
| (Standort) | Ortskern Kornburg                | Das Ensemble umfasst den dreipoligen Ortskern mit den ehemaligen Adelssitzen, der Kirche und dem „Markt“ des Marktortes Kornburg. Die ursprüngliche und wichtige Bedeutung Kornburgs lag in seiner Funktion als Adelssitz. Monumental wird dies heute noch repräsentiert durch die schlossartige Wasserburg mit ihrem noch vollständig umbauten Wirtschaftshof. Ursprünglich im späten 12. Jahrhundert als Burg der Reichsministerialen von Kornburg entstanden, war der Ansitz von 1447 bis 1753 in Besitz der Nürnberger Patrizierfamilie Rieter. Das Wasserschloss ist somit auch im Zusammenhang mit den das Umland Nürnbergs als besondere Denkmallandschaft prägenden Patrizierschlössern zu sehen. Die Wasserburg, wovon heute noch der trockene Graben Zeugnis ablegt, wurde wiederholt zerstört und wiederaufgebaut, mehr schlossartig nach den Zerstörungen des Dreißigjährigen Krieges und zuletzt 1923 romantisierend-historisierend. Im Ostflügel des südlich vom Schloss gelegenen Wirtschaftshofes wohnten die Amtsboten, Vogler, Gärtner und Tagelöhner, im Westflügel waren ehem. die Remisen und Stallungen. An Funktion und Bedeutung für den Ort erinnern auch die beiden Fachwerkscheunen des 17. Jahrhunderts, die auf die Hauptstraße orientiert sind. Auf das direkt an den nördlichen Burggraben anschließende Grundstück wurde 1709 als Witwensitz der Sofie von Rieter das spätere Seckendorff-Egloffstein`sche Freihaus erbaut, als die Burg noch in Rieter`schem Besitz war. Der Burg als abgeschlossenem, separaten Komplex steht also das neue barocke Freihaus gegenüber, das nunmehr nach Norden auf den Markt und das Gemeinwesen orientiert ist. Mit seinem Wächter- bzw. Gartenhäuschen gegen den alten Burggraben scheint auch der zeitgemäße Anspruch auf einen Patriziergarten bzw. die Orientierung aus dem Ort heraus erfüllt worden zu sein. Kornburg besaß eine seit 1345 erwähnte Kapelle St. Nikolaus; in der 2. Hälfte des 14. Jahrhunderts erfolgte die Trennung von der Mutterpfarrei Altdorf-Rasch. Von den mittelalterlichen Vorgängerbauten ist seit dem Neubau von 1740 nichts erhalten. Jedoch wird diese evangelisch-lutherische Pfarrkirche vom Typus der barocken Markgrafenkirche noch von einer an eine Kirchhofbefestigung gemahnenden Ummauerung eingefasst. Außer diesem befestigten Kirchhof als Fluchtort und der Befestigung des Wasserschlosses war auch der Marktort Kornburg, der 1364 Marktgerechtigkeit erhalten hatte, selber behelfsmäßig befestigt gewesen. Heute stellt sich der Ort als ehem. Marktort, der häufig zerstört und wiederaufgebaut worden war, insbesondere in seinem west-ost-ziehenden, platzartig erweiterten Teil der Kornburger Hauptstraße dar. Unter der verschiedenartigen Bebauung treten die beiden barocken Freihäuser städtebaulich hervor. Sie repräsentieren auch die prägend gebliebene Wiederaufbauphase, die um 1700 die Zerstörungen des Dreißigjährigen Krieges endgültig behob. Dem zweigeschossigen Walmdachbau von 1709 (Seckendorff-Egloffstein`sches Freihaus, Kornburger Hauptstraße 16) an der Südseite folgte, in städtebaulich wirksamer Position den Straßenzug im Osten begrenzend, 1731 das ähnliche Müller-Varget`sche Freihaus (Kornburger Hauptstraße 29). Vor dessen Seitenfassade steht heute das Hirschendenkmal, das 1712 am Westrand des Ortes errichtet worden war. Dieses Monument erinnerte ursprünglich an eine Jagd, die symbolisch markgräfliche Hoheitsansprüche aufzeigen sollte. Heute ist es sowohl Denkmal der Markgrafenzeit und dieses Teils der Herrschaftsgeschichte als auch seltenes volkskundlich-künstlerisches Beispiel eines Tierdenkmals: | E-5-64-000-23 | BW                             |
| (Standort) | Weiler Gerasmühle                | Die aus einem alten Hammerwerk entstandene kleine Ortschaft Gerasmühle hieß ursprünglich Gerhardmühle und war Eigentum des Klosters Engelthal. Im Süden der Stadt Nürnberg an der Rednitz gelegen besteht der kleine Weiler heute aus der Anlage eines Hammerwerks, jetzt Bronzestampfwerk, den zugehörigen Verwaltungsgebäuden, Arbeiterwohnhäusern und dem Gasthaus. Hierbei handelt es sich um ein noch von Bauten und Bauteilen des 18. und frühen 19. Jahrhunderts geprägtes Industriedorf, welches mit schlichten, den übrigen Bauten angepassten Arbeiterwohnhäusern der 2. Hälfte des 19. Jahrhunderts aufgefüllt ist. Westlich den Gebäuden entlang der Rednitz öffnet sich ein zentraler umbauter Platz, von dem aus nach Westen parallel gestellte Arbeiterhäuser bezogen und ebenfalls platzartig Begrenzungen schaffend, folgen Bauten der Zeit um 1810, das Verwaltungsgebäude mit repräsentativem Volutengiebel. Bei den Bauten handelt es sich vorwiegend um Sandsteinbauten. Die Gerasmühle zeigt in hervorragender Weise die im Nürnberger Raum typische Entwicklung der Hammerwerke zur kleinen Industriesiedlung, wo noch Dorf und Industriekultur vereinigt, wo Wohnen und Arbeiten von Fabrikherr und Arbeiter beieinandergeblieben sind, die Trennung durch die Entwicklung zur Großindustrie des späteren 19. Jahrhunderts also noch keinen Einfluss genommen haben. Die Gärten gehören zum Hammerwerk. Die ehemalige Feuchtwiese im Norden der Anlage bildet eine wichtige Grünfläche innerhalb des Ensembles. Der aufgestaute Wasserlauf der Rednitz entspricht weitgehend dem historischen Flusslauf um 1800 und prägt das Ensemble bis heute. | E-5-64-000-6  | BW                             |
| (Standort) | Weiler Muggenhof                 | Das Ensemble umfasst den ehemaligen Weiler Muggenhof. Dieser, ehedem zur Pfarrei Poppenreuth gehörig, ist 1808/1818 mit dem Übergang an das Königreich Bayern an die Gemeinde Höfen gekommen, bis er schließlich 1889 in Nürnberg eingemeindet worden ist. 1818 wurden für Muggenhof 7 Hauptgebäude und 8 Nebengebäude überliefert, ein Baubestand, den auch die Katasteruraufnahme von 1821 beschreibt. Diesen Umfang hat der Weiler heute noch, lediglich zwei Grundstücke haben ihre Bebauung verloren, die aber auch als unbebaute Grundstücke den Ortsrand des historischen Weilers bestimmen. Der Baubestand Muggenhofs ist reich an historischen Bauten. Hier sind erdgeschossige Fachwerkhäuser des 17./18. Jahrhundert erhalten, die durchaus ein Dorfbild des Nürnberger Umlandes zu Zeiten der Blütezeit als Freie Reichsstadt überliefern. Außerdem gibt es die charakteristischen Ersatzbauten des 19. Jahrhunderts, erdgeschossige Sandsteinbauten, die auch in Muggenhof zum Dorfbild gehören. Dass die Baukultur der ersten Hälfte des 19. Jahrhunderts in Nürnberg durch den Kanalbau und den Bau der ersten deutschen Eisenbahn beflügelt wurde, darauf weist auch hin, dass in Muggenhof in der Nähe der Eisenbahn um die Mitte des Jahrhunderts ein stattliches zweigeschossiges Gasthaus mit Wirtsgarten errichtet worden ist. Dieses Beispiel der Nürnberger Zeit und einen Vorgängerbau ersetzend bzw. erweiternd wurde damit der Weiler seiner Geschichte entsprechend fortgeschrieben und abgegrenzt. Trotz Bedrängung durch das Klärwerk im Norden und das Straßenbahndepot im Süden, trotz der nicht störungsfreien Umnutzung der ehem. Bauernhöfe ist Muggenhof als völlig geschlossener Weiler in seinem historischen Umgriff erhalten geblieben. | E-5-64-000-33 | BW                             |

## Baudenkmäler in Südöstliche Außenstadt

### Dutzendteich
| Lage                                                                    | Objekt                                                            | Beschreibung | Akten-Nr.                | Bild           |
| ----------------------------------------------------------------------- | ----------------------------------------------------------------- | --- | ------------------------ | -------------- |
| Bayernstraße 150 (Standort)                                             | Musikpavillon, ehemals zugehörig zum ehemaligen Strandcafé Wanner | Hufeisenförmiger Bau in Holzkonstruktion über gemauertem Sockel mit muschelförmig eingefasster Bühne mit Dreiecksgiebel und Lisenen, Reformstil, von Wilhelm Schemm, 1927 | D-5-64-000-2515 Wikidata | weitere Bilder |
| Bayernstraße 155 (Standort)                                             | Mietshaus                                                         | Zweigeschossiger Mansardwalmdachbau mit Sichtziegelmauerwerk und Sandsteingliederung, Eckerkern, Zwerchhäusern, Dachgauben und Eisenbalkonen, Neurenaissance-Formen, bezeichnet „1900“ | D-5-64-000-166 Wikidata  | weitere Bilder |
| Bayernstraße 157 (Standort)                                             | Mietshaus                                                         | Dreigeschossiger Satteldachbau mit Sichtziegelmauerwerk und Sandsteingliederung, Eckerkern, Zwerchgiebeln, Eisenbalkon und hölzernen Giebelgauben, in neugotischen Formen, bezeichnet „1900“ | D-5-64-000-167 Wikidata  | weitere Bilder |
| Hans-Kalb-Straße 42 / 44; Karl-Steigelmann-Straße 9 (Standort)          | Stadionbad                                                        | Freibadanlage mit Versorgungsgebäuden, sämtliche Gebäude im Internationalen Stil, von Otto Ernst Schweizer, 1926/28, 1999 umgebaut und modernisiert | D-5-64-000-715 Wikidata  | BW             |
| Hans-Kalb-Straße 42 (Standort)                                          | Stadionbad: Umkleidehalle                                         | Langgestreckter, erdgeschossiger Eisenbetonbau mit Flachdach | D-5-64-000-715           | weitere Bilder |
| Karl-Steigelmann-Straße 9 (Standort)                                    | Stadionbad: Nördliche Terrassenanlage                             | Mit Lindenalleen beidseitig des Schwimmbeckens | D-5-64-000-715           | BW             |
| Hans-Kalb-Straße 42 / 44 (Standort)                                     | Stadionbad: Südliche Terrassenanlage                              | Mit Lindenalleen beidseitig des Schwimmbeckens | D-5-64-000-715           | BW             |
| Hans-Kalb-Straße 44 (Standort)                                          | Stadionbad: Südliches Brausegebäude                               | Erdgeschossige, winkelförmige Eisenbetonbauten mit Flachdach | D-5-64-000-715           | BW             |
| Hans-Kalb-Straße 44 (Standort)                                          | Stadionbad: Nördlichesi Brausegebäude                             | Erdgeschossige, winkelförmige Eisenbetonbauten mit Flachdach | D-5-64-000-715           | BW             |
| Hans-Kalb-Straße 44 (Standort)                                          | Stadionbad: Sonnenbadwiese                                        | Mit ehemaliger arenaartiger Freilichtbühne | D-5-64-000-715 Wikidata  | weitere Bilder |
| Jakob-Wolff-Straße 8 (Standort)                                         | Einfamilienhaus                                                   | Erdgeschossiger, verputzter Satteldachbau mit ausgebautem Dach, von Friedrich Seegy, 1949, als Siedlerhaus auf dem Gelände der ehemaligen Deutschen Bauausstellung an der Allersberger Straße errichtet und später hierher transloziert. | D-5-64-000-908 Wikidata  | BW             |
| Max-Morlock-Platz 1 (Standort)                                          | Ehemaliges Städtisches Stadion, dann Frankenstadion               | Stadionbau über der Grundlinie des gestreckten Achtecks, mit Westtribüne in den Formen des Internationalen Stils, Stahlbeton- und Glaskonstruktion, und Erdwällen, von Otto Ernst Schweizer, 1926/28, erweitert 1963/65, umgebaut und teilweise erneuert 1987–91                                                                                      | D-5-64-000-713 Wikidata  | weitere Bilder |
| Karl-Steigelmann-Straße 5, nordwestlich der Westtribüne (Standort)      | Ehemaliges Bürogebäude                                            | Lang gestreckte Pfeilerhalle, 1926/28 | D-5-64-000-713 Wikidata  | weitere Bilder |
| Seumestraße 18 (Standort)                                               | Villa                                                             | Zweigeschossiger Walmdachbau mit Risaliten, zweigeschossigem Bodenerker, gusseisernem Wintergarten, Waschhaus und Terrasse, in barockisierenden Stilformen, von Hans Pylipp, 1907 | D-5-64-000-2846 Wikidata | weitere Bilder |
| Seumestraße 18 (Standort)                                               | Umfassungsmauer                                                   | gleichzeitig | D-5-64-000-2846 Wikidata | weitere Bilder |
| Volkspark Dutzendteich (Bayernstraße / Große Straße) (Standort)         | Ehemaliges Reichsparteitagsgelände                                | Nach einem Gesamtplan von Albert Speer von 1934 zwischen 1934 und 1943 gestaltete Anlage, flächenmäßig in der Umgrenzung von: Schultheißallee – Bayernstraße – Seumestraße – Zeppelinstraße – Beuthener Straße – Anschluss Karl-Schönleben-Straße – Otto-Bärnreuther-Straße – Münchener Straße                                                        | D-5-64-000-2367 Wikidata | weitere Bilder |
| Volkspark Dutzendteich (Bayernstraße 100 / 110) (Standort)              | Kongresshalle, jetzt sogenannter Ausstellungsrundbau              | Monumentale dreigeschossige und hufeisenförmige Anlage mit zwei rechteckigen Kopfbauten mit Innenhöfen, nach dem Vorbild des römischen Kolosseums, Backsteinmauerwerk mit Muschelkalk- und Granitverkleidung, von Ludwig Ruff, 1937–39 (unvollendet), nördlicher Kopfbau 1998/2001 von Günther Domenig zu Dokumentationszentrum umgebaut              | D-5-64-000-2367 Wikidata | weitere Bilder |
| Volkspark Dutzendteich (Beuthener Straße / Hans-Kalb-Straße) (Standort) | Brücke Beuthenerstraße/Hans-Kalb-Straße                           | Durchlaufbalkenbrücke in Leichtbeton, Pfeiler und Widerlager mit Muschelkalksteinverkleidung, 1938 | D-5-64-000-2367 Wikidata | weitere Bilder |
| Volkspark Dutzendteich (Große Straße) (Standort)                        | Große Straße                                                      | In Nord-Süd-Erstreckung zwischen Kongresshalle und ehemaligem Märzfeld verlaufende, teilweise mit Granitplatten belegte Aufmarschstraße, Entwurf 1934, Ausführung bis 1939 (unvollendet) | D-5-64-000-2367 Wikidata | weitere Bilder |
| Volkspark Dutzendteich (Große Straße) (Standort)                        | Standtribünen an der Großen Straße                                | Im südöstlichen Teil mit ehemaligen Standtribünen, Entwurf 1934, Ausführung bis 1939 (unvollendet) | D-5-64-000-2367          | weitere Bilder |
| Volkspark Dutzendteich (Zeppelinstraße 5) (Standort)                    | Ehemaliges Stationsgebäude des Bahnhofs Dutzendteich              | Zweigeschossiger Walmdachbau mit erdgeschossigem Nebenflügel und zweischiffiger offener Wartehalle auf Sandsteinpfeilern mit Walmdach, von Fritz Limpert, 1934 | D-5-64-000-2367 Wikidata | weitere Bilder |
| Volkspark Dutzendteich (Zeppelinstraße 10) (Standort)                   | Zeppelinfeld und Zeppelinhaupttribüne                             | Als Aufmarschfeld errichtet, rechteckige Arena mit Haupttribüne und Rednerkanzel im Nordosten sowie tribünenartigen Erdwällen mit 34 turmartigen Bauten an den drei anderen Seiten, Backsteinmauerwerk mit Muschelkalksteinplattenverkleidung, Haupttribünenbau in Anlehnung an den Pergamonaltar, von Albert Speer, Entwurf 1934, Ausführung 1935–37 | D-5-64-000-2367 Wikidata | weitere Bilder |

### Rangierbahnhof-Siedlung

#### Bauernfeindstraße - Arbeitersiedlung Rangierbahnhof
| Lage                                                              | Objekt                                           | Beschreibung | Akten-Nr.                | Bild           |
| ----------------------------------------------------------------- | ------------------------------------------------ | --- | ------------------------ | -------------- |
| Bauernfeindstraße 5, Röcklstraße 2/4 (Standort)                   | Wohnhaus in Ecklage                              | Gruppenbau mit erdgeschossigen Mansarddach- und Mansardwalmdachbauten, Risalit und Zwerchhaus, in barockisierenden Formen, um 1906 | D-5-64-000-154 Wikidata  | weitere Bilder |
| Bauernfeindstraße 21 (Standort)                                   | Evangelisch-lutherische Pfarrkirche St. Paul     | Saalbau mit polygonalen Chor, Doppelturmfassade mit schiefergedeckten Hauben und Vorhalle, Spätjugendstil; mit Ausstattung | D-5-64-000-155 Wikidata  | weitere Bilder |
| Ebermayerstraße 15 (Standort)                                     | Pfarrhaus                                        | mit angeschlossenem Gemeindesaal, zweigeschossiger Walmdachbau mit Eckerker, Zwerchhaus mit schieferverkleidetem Giebel und erdgeschossigem Saalbau mit Satteldach, sämtlich von Hans Lehr, 1912/13; südlich an Kirche angeschlossen                | D-5-64-000-155 Wikidata  | weitere Bilder |
| Bauernfeindstraße 21 (Standort)                                   | Einfriedung                                      | Verputzte Sandsteinmauer, gleichzeitig | D-5-64-000-155           | weitere Bilder |
| Bauernfeindstraße 23 (Standort)                                   | Ehemaliges Arzthaus                              | Erdgeschossiger Mansardwalmdachbau mit Zwerchhaus und Dachgauben, in barockisierenden Formen, 1914 | D-5-64-000-156 Wikidata  | weitere Bilder |
| Bauernfeindstraße 24 (Standort)                                   | Schulhaus                                        | Dreiflügelanlage, zweigeschossiger Walmdachbau auf hohem Sockelgeschoss mit mittigem Uhrendachreiter und zwei Eingangseckflügeln mit Dachreitern und reich dekorierten Sandsteinportalen, Spätjugendstil, von Georg Kuch, bezeichnet „1912/13“.     | D-5-64-000-157 Wikidata  | weitere Bilder |
| Ebermayerstraße 9, Rüberstraße 1, 3, 5 (Standort)                 | Wohnblock der Eisenbahnersiedlung Rangierbahnhof | Abgewinkelte, zweigeschossige Mansarddachbauten mit Eckerker, Dachgauben und Voluten-Zwerchgiebeln, in barockisierenden Formen, um 1910 | D-5-64-000-1709 Wikidata | weitere Bilder |
| (Standort)                                                        | Vorgarten-Einfriedung                            | Niedrige Ziegelsteinmauer, gleichzeitig | D-5-64-000-1709 Wikidata | weitere Bilder |
| Klenzestraße 1/2a, Romigstraße 17/19, Zengerstraße 3/5 (Standort) | Wohnblock der Eisenbahnersiedlung Rangierbahnhof | Dreiflügelanlage, bestehend aus zwei- und dreigeschossigen Walmdachbauten mit mittiger Tordurchfahrt und eingestellten Ecktreppentürmen, in barockisierenden Formen, bezeichnet „1913“                                                              | D-5-64-000-1031 Wikidata | weitere Bilder |
| Klenzestraße 11 (Standort)                                        | Bahnhof Nürnberg-Zollhaus                        | Abgestufter kubischer zwei- bis dreigeschossiger Bau mit flachen Walmdächern, östlich angebaut offene Wartehalle mit Flachwalmdach, Neue Sachlichkeit, Reichsbahndirektion Nürnberg, 1937, im Inneren Wandmalerei von Karl Gries, bezeichnet „1937“ | D-5-64-000-2809 Wikidata | weitere Bilder |
| Matthäus-Herrmann-Platz (Standort)                                | Vater- und Sohn-Brunnen                          | Kelchförmiges Kalksteinbecken auf quadratischer Steinplattform mit Betonzylinder und Bronzefigur, umgeben von schmiedeeisernem Stabgitter, in expressionistischen Formen, von Karl Baur, bezeichnet „1927“                                          | D-5-64-000-1279 Wikidata | weitere Bilder |
| Matthäus-Herrmann-Platz 2 (Standort)                              | Gasthaus Genossenschaftssaalbau                  | Gruppenbau, bestehend aus zwei abgewinkelten, erdgeschossigen Staffelgiebelbauten mit Saalbau und Zwerchgiebeln, in expressionistischen Formen, um 1925                                                                                             | D-5-64-000-1278 Wikidata | weitere Bilder |
| Matthäus-Herrmann-Platz 2 (Standort)                              | Einfriedung                                      | Bruchsteinmauer, gleichzeitig | D-5-64-000-1278 Wikidata | weitere Bilder |
| Paulistraße 1 (Standort)                                          | Wohnhaus in Ecklage                              | Erdgeschossiger Sandsteinquaderbau mit Satteldach mit Volutengiebeln und Risalit mit Volutengiebel, um 1905 | D-5-64-000-1503 Wikidata | weitere Bilder |
| Paulistraße 2/4, Schnorrstraße 2/4 (Standort)                     | Mehrfamilienhaus                                 | Dreiflügeliger Gruppenbau in der Art einer Burganlage mit zwei Toreinfahrten und dreigeschossigem, giebelständigem Mittelpavillon, Putzbauten, zum Teil mit Sandsteinerdgeschoss, bezeichnet „1905“                                                 | D-5-64-000-1504 Wikidata | weitere Bilder |
| Paulistraße 2/4, Schnorrstraße 2/4 (Standort)                     | Gartenpavillon                                   | Erdgeschossiger, polygonaler Sandsteinbau mit Walmdach, gleichzeitig | D-5-64-000-1504 Wikidata | BW             |
| Paulistraße 2/4, Schnorrstraße 2/4 (Standort)                     | Sandsteinmauer                                   | im Hof, gleichzeitig | D-5-64-000-1504 Wikidata | BW             |
| Schnorrstraße (Standort)                                          | Wasserturm des Rangierbahnhofs                   | Achteckiger, fünfgeschossiger Betonbau mit gebrochenem Zeltdach, in expressionistischen Formen, bezeichnet „1911“ | D-5-64-000-1586 Wikidata | weitere Bilder |
| Schnorrstraße 5 (Standort)                                        | Wohnhaus                                         | Erdgeschossiger, traufständiger Sandsteinquaderbau mit Halbwalmdach und Walmdachzwerchhaus, 1908 | D-5-64-000-2502 Wikidata | weitere Bilder |
| Schnorrstraße 11 (Standort)                                       | Wohnhaus in Ecklage                              | Erdgeschossiger, abgewinkelter Mansardwalmdachbau mit Zwerchgiebel und Fachwerk-Obergeschoss an Hofseite, um 1905 | D-5-64-000-1793 Wikidata | weitere Bilder |
| Zengerstraße (Standort)                                           | Torbogen                                         | Rundbogiger, verputzter Massivbau mit im Giebel eingestelltem Modell der Dampflokomotive Rosenheim, um 1915/20 | D-5-64-000-2203 Wikidata | weitere Bilder |
| Zengerstraße 10 (Standort)                                        | Katholische Pfarrkirche St. Willibald            | Saalbau mit seitlichem Turm, halbrunder Apsis, Vorhalle und kassettiertem Tonnengewölbe, in barockisierenden Formen, von Hans Weiß, 1909/10, nach 1945 wiederaufgebaut; mit Ausstattung                                                             | D-5-64-000-2205 Wikidata | weitere Bilder |
| Zengerstraße 10 (Standort)                                        | Einfriedung                                      | Steinmauer, gleichzeitig | D-5-64-000-2205 Wikidata | weitere Bilder |
| Zengerstraße 12 (Standort)                                        | Katholisches Pfarrhaus                           | Zweigeschossiger Halbwalmdachbau mit Eckerker, in barockisierenden Formen, um 1910 | D-5-64-000-2206 Wikidata | weitere Bilder |
| Zengerstraße 14/16/18 (Standort)                                  | Wohnblock der Eisenbahnersiedlung Rangierbahnhof | Abgewinkelter Gruppenbau mit zweigeschossigem Walmdachbau und zweigeschossigem Satteldachbau mit geschweiftem Treppengiebel, Eckerker und Dachgauben, in barockisierenden Formen, um 1910                                                           | D-5-64-000-2207 Wikidata | BW             |

#### Planetenring - Parkwohnanlage Nürnberg-Zollhaus
| Lage                                             | Objekt                                                                               | Beschreibung | Akten-Nr.                | Bild           |
| ------------------------------------------------ | ------------------------------------------------------------------------------------ | --- | ------------------------ | -------------- |
| Im Erdwinkel (Standort)                          | Straßenschild „Im Erdwinkel“                                                         | Freistehende Betonstütze in Form eines Zirkels mit Glasmosaik mit Gestirnemblem, von Leo Birkmann, 1960 | D-5-64-000-2425 Wikidata | weitere Bilder |
| Jupiterwinkel (Standort)                         | Straßenschild „Jupiterwinkel“                                                        | Freistehende Betonstütze in Form eines Zirkels mit Glasmosaik mit Gestirnemblem, von Leo Birkmann, 1960 | D-5-64-000-2426 Wikidata | weitere Bilder |
| Marsweg (Standort)                               | Straßenschild „Marsweg“ (westliches)                                                 | Zwei freistehende Betonstützen in Form eines Zirkels mit Glasmosaik mit Gestirnemblem, von Leo Birkmann, 1960 | D-5-64-000-2427 Wikidata | weitere Bilder |
| Marsweg (Standort)                               | Straßenschild „Marsweg“ (östliches)                                                  | Zwei freistehende Betonstützen in Form eines Zirkels mit Glasmosaik mit Gestirnemblem, von Leo Birkmann, 1960 | D-5-64-000-2427          | weitere Bilder |
| Neptunweg (Standort)                             | Straßenschild „Neptunweg“ (südliches)                                                | Zwei freistehende Betonstützen in Form eines Zirkels mit Glasmosaik mit Gestirnemblem, von Leo Birkmann, 1960 | D-5-64-000-2428 Wikidata | weitere Bilder |
| Neptunweg (Standort)                             | Straßenschild „Neptunweg“ (nördliches)                                               | Zwei freistehende Betonstützen in Form eines Zirkels mit Glasmosaik mit Gestirnemblem, von Leo Birkmann, 1960 | D-5-64-000-2428          | weitere Bilder |
| Planetenring (Standort)                          | Straßenschild „Planetenring“ (westliches)                                            | Zwei freistehende Betonstützen in Form eines Zirkels mit Glasmosaik mit Gestirnemblem, von Leo Birkmann, 1960 | D-5-64-000-2429 Wikidata | weitere Bilder |
| Planetenring (Standort)                          | Straßenschild „Planetenring“ (östliches)                                             | Zwei freistehende Betonstützen in Form eines Zirkels mit Glasmosaik mit Gestirnemblem, von Leo Birkmann, 1960 | D-5-64-000-2429          | weitere Bilder |
| Planetenring (Standort)                          | Grünanlage der Parkwohnanlage Nürnberg-Zollhaus                                      | Begrenzt von Ladenzentrum im Norden, Einfamilien-Gartenhofhäusern im Osten, Mehrfamilienhäusern im Westen und Hochhaus im Süden, mit Pflanzenteich, Gartengestaltung von Architekt Heil, 1958                                                                       | D-5-64-000-2438          | weitere Bilder |
| Planetenring (Standort)                          | Grünanlage der Parkwohnanlage Nürnberg-Zollhaus: Brücke                              | mit Eisenziergitter südlich des Teiches, von Leo Birkmann, 1960 | D-5-64-000-2438          | weitere Bilder |
| Planetenring (Standort)                          | Grünanlage der Parkwohnanlage Nürnberg-Zollhaus: Brunnen mit Betonskulptur „Susanna“ | am Südostrand der Grünanlage, von Emil Zentgraf, 1959 | D-5-64-000-2438          | weitere Bilder |
| Planetenring (Standort)                          | Grünanlage der Parkwohnanlage Nürnberg-Zollhaus: Betonskulptur Paar                  | westlich des Teiches, von Hella Rößner-Böhnlein, 1960 | D-5-64-000-2438 Wikidata | weitere Bilder |
| Planetenring 1/3/49 (Standort)                   | Ladenzentrum der Parkwohnanlage Nürnberg-Zollhaus                                    | Zweigeschossiger, parabelförmig angelegter Stahlbetonskelettbau mit vorgezogenem, im Erdgeschoss auf Rundstützen freistehendem Kopfbau mit dreiläufiger Treppe, Obergeschoss außenseitig vorkragend, innenseitig mit Laubengang, von Gerhard Günther Dittrich, 1958 | D-5-64-000-2434          | weitere Bilder |
| Planetenring 49 (Standort)                       | Kunst am Bau                                                                         | Fünf Keramikbilder Eisenbahner an Ostflügel, von Hilde von Collande, 1958 | D-5-64-000-2434          | BW             |
| Planetenring 49 (Standort)                       | Kunst am Bau                                                                         | Keramikmosaik Die Welt der Frau nahe der Treppe, von Hilde von Collande, 1958 | D-5-64-000-2434          | BW             |
| Planetenring 23 (Standort)                       | Garagenanlage mit Wagenunterstellplatz der Parkwohnanlage Nürnberg-Zollhaus          | Erdgeschossiger Sichtziegelbau mit Flachdach, 1958 | D-5-64-000-2433 Wikidata | weitere Bilder |
| Planetenring 23, an der Nordseite (Standort)     | Kunst am Bau                                                                         | Sgraffito Kubische Figurationen, von Georg Mayer-Pröger und Jakob Dietz, gleichzeitig | D-5-64-000-2433          | weitere Bilder |
| Planetenring 29 (Standort)                       | Wasch- und Heizhaus der Parkwohnanlage Nürnberg-Zollhaus                             | Gekurvt aufsteigender Betonbau mit verglaster Schauwand in unregelmäßigem Raster, vorgezogenem Portikus und grün patiniertem Kupferdach, von Gerhard Günther Dittrich, 1958/59                                                                                      | D-5-64-000-2435 Wikidata | weitere Bilder |
| Planetenring 29 (Standort)                       | Kunst am Bau                                                                         | Flacheisenornament Tropfen, Flammen, Blasen über dem Eingang zum Waschhaus, von Leo Birkmann, gleichzeitig | D-5-64-000-2435          | weitere Bilder |
| Planetenring 35-43 (ungerade Nummern) (Standort) | Einfamilien-Gartenhofhäuser der Parkwohnanlage Nürnberg-Zollhaus                     | Fünf zweigeschossige, gestaffelt angeordnete, kubenförmige Stahlbetonskelettbauten mit Flachdach, Sichtziegelfassade und eingeschossigen, einen Gartenhof bildenden Verbindungsbauten, von Gerhard Günther Dittrich, 1958                                           | D-5-64-000-2436 Wikidata | weitere Bilder |
| Saturnweg (Standort)                             | Straßenschild „Saturnweg“ (südliches)                                                | Zwei freistehende Betonstützen in Form eines Zirkels mit Glasmosaik mit Gestirnemblem, von Leo Birkmann, 1960 | D-5-64-000-2430          | weitere Bilder |
| Saturnweg (Standort)                             | Straßenschilder „Saturnweg“ (nördliches)                                             | Zwei freistehende Betonstützen in Form eines Zirkels mit Glasmosaik mit Gestirnemblem, von Leo Birkmann, 1960 | D-5-64-000-2430 Wikidata | weitere Bilder |
| Saturnweg 17/19 (Standort)                       | Garagenanlage der Parkwohnanlage Nürnberg-Zollhaus                                   | Erdgeschossiger Sichtziegelbau mit Flachdach, 1958 | D-5-64-000-2432 Wikidata | weitere Bilder |
| Saturnweg 17/19, auf der Nordseite (Standort)    | Kunst am Bau                                                                         | Sgraffito Vogelflugmotiv, von Georg Mayer-Pröger und Jakob Dietz, gleichzeitig | D-5-64-000-2432          | BW             |
| Sonnenstraße (Standort)                          | Straßenschild „Sonnenstraße“ (nördliches)                                            | Freistehende Betonstütze in Form eines Zirkels mit Glasmosaik mit Gestirnemblem, von Leo Birkmann, 1960 | D-5-64-000-2431          | weitere Bilder |
| Sonnenstraße (Standort)                          | Straßenschild „Sonnenstraße“ (südliches)                                             | Freistehende Betonstütze in Form eines Zirkels mit Glasmosaik mit Gestirnemblem, von Leo Birkmann, 1960 | D-5-64-000-2431 Wikidata | weitere Bilder |

### Katzwanger Straße
| Lage | Objekt                                         | Beschreibung | Akten-Nr.                | Bild           |
| --- | ---------------------------------------------- | --- | ------------------------ | -------------- |
| Frankenstraße 140 (Eingangsbereich der MAN an der Frankenstraße) (Standort)                                           | MAN-Kriegerdenkmal                             | Mächtiger, mehrteiliger Klinker-Pfeiler, im unteren Bereich gemauerter Adler, von Fritz Behn, 1936 | D-5-64-000-2301 Wikidata | weitere Bilder |
| Katzwanger Straße 150 (Standort)                                                                                      | Trafowerk                                      | Langgestreckter, schmaler, viergeschossiger Putzbau mit Walmdach, von fünf sehr flach hervortretenden Risaliten mit Ziergiebeln gegliedert, barockisierende Jugendstilformen, bezeichnet „1912“ | D-5-64-000-962 Wikidata  | BW             |
| Ulmenstraße 52 d; Ulmenstraße 52 e; Ulmenstraße 52 f; Ulmenstraße 52 g; Ulmenstraße 52 h; Ulmenstraße 52 i (Standort) | Ehemalige Vereinigte Fränkische Schuhfabriken  | Drei Flügel (Südflügel I, Nordflügel III und Ostflügel IV) einer fünfgeschossigen Fabrikanlage mit Walmdach, Eisenbetonkonstruktion mit Lisenengliederung, im neuklassizistischen Stil, von Philipp Jakob Manz, 1913–1923 | D-5-64-000-2361 Wikidata | weitere Bilder |
| Vogelweiherstraße 33 (Auf dem Werksgelände der MAN) (Standort)                                                        | Theodor von Cramer-Klett                       | Monumentale Sitzfigur in Aluminium auf hohem Kalksteinsockel mit Ummauerung und Vorgarten, von Richard Knecht, Guss von Hermann Noack, 1939/40. | D-5-64-000-961 Wikidata  | weitere Bilder |
| Vogelweiherstraße 33 (Standort)                                                                                       | Zwei Figuren eines ehemaligen. Nymphenbrunnens | Fischweibchen und Putto, Gusseisen, von August von Kreling (Entwurf) und Hans Rößner (Guss), 1860–1874; ursprünglicher Aufstellungsort des Brunnens im ehemaligen Maschinenbaugelände in Wöhrd, ehemalige Aufstellung im Garten des ehemaligen Verwaltungsgebäudes der MAN an der Frankenstraße 150a-160 (derzeit eingelagert) | D-5-64-000-2365 Wikidata | BW             |

### Dianastraße
| Lage                                                                         | Objekt                                        | Beschreibung | Akten-Nr.                | Bild           |
| ---------------------------------------------------------------------------- | --------------------------------------------- | --- | ------------------------ | -------------- |
| Dianastraße 16 (Standort)                                                    | Wohn- und Geschäftshaus mit Imbiss in Ecklage | Viergeschossiger Walmdachbau mit Dacherkern, dreigeschossigem Bodenerker mit Eisenbalkonbrüstung und zweigeschossigem Sandsteinchörlein, Putzbau mit Sandsteinerdgeschoss, barockisierender Heimatstil, bezeichnet „1914/15“ | D-5-64-000-367 Wikidata  | weitere Bilder |
| Dianastraße 24 bis Dianastraße 66 (gerade Nr.); Dianastraße 30 a; (Standort) | Kleinwohnungsanlage                           | Umfangreiche Wohnungsanlage mit Innenhöfen und Tordurchfahrten und ehemaliger Saalbau, viergeschossige Mansarddachbauten mit Zwerchgiebeln, Erkern, Loggien und Dachgauben, Putzbauten mit Gesimsgliederung und Sandsteinelementen, Saalbau (Nr. 28) mit Satteldach und getrepptem Volutengiebel, barockisierender Heimatstil, von Ludwig Ruff, ab 1908, teilweise bezeichnet „1909“ (Nr. 66) und „1910“ (Nr. 50) | D-5-64-000-368 Wikidata  | weitere Bilder |
| Platenstraße 12 (Standort)                                                   | Mietshaus in Ecklage                          | Viergeschossiger Mansarddachbau mit Volutenzwerchgiebel, Backsteinbau mit Sandsteinerdgeschoss und Hausteingliederung, Neurenaissance, um 1900 | D-5-64-000-1561 Wikidata | weitere Bilder |
| Platenstraße 14 (Standort)                                                   | Mietshaus                                     | Viergeschossiger Mansarddachbau mit Sandsteinfassade und Dacherkern, Neu-Nürnberger-Stil, um 1900 | D-5-64-000-1562 Wikidata | weitere Bilder |
| Platenstraße 16 (Standort)                                                   | Mietshaus                                     | Viergeschossiger Mansarddachbau mit Dachgauben, Backsteinbau mit Sandsteinerdgeschoss und Hausteingliederung, Neurenaissance, um 1890/1900 | D-5-64-000-1563 Wikidata | weitere Bilder |
| Platenstraße 16 (Standort)                                                   | Rückgebäude                                   | Mietshaus, zweigeschossiger Ziegelbau mit Mansardgiebeldach, gleichzeitig | D-5-64-000-1563 Wikidata | BW             |

### Langwasser
| Lage                                           | Objekt                                                                                       | Beschreibung | Akten-Nr.                | Bild           |
| ---------------------------------------------- | -------------------------------------------------------------------------------------------- | --- | ------------------------ | -------------- |
| Bertolt-Brecht-Straße 40 (Standort)            | Wohnanlage                                                                                   | zwei parallel angeordnete, fünfgeschossige Flachdachbauten mit sichtbarem Stahlbetonskelett mit Konsolenträgern und industriell gefertigten Aluminium- und Stahlfensterbauteilen als Außenhaut, Erschließung über ein mittig zwischen den Gebäuden eingestelltes, gegenläufiges Treppensystem auf Stahlbetonkonsolträgern und einem senkrecht von Versorgungsschächten begleiteten Aufzug an der Südseite, experimentelle Wohnanlage nach strukturalistischen Prinzipien, errichtet im Rahmen des Bundeswettbewerbs Elementa 72, von Otto Steidle, Partick Deby, Gerhard Niese und Roland Sommerer, 1973–74.                                   | D-5-64-000-2831 Wikidata | weitere Bilder |
| Dr.-Linnert-Ring 26, 28, 30 (Standort)         | Evangelisch-lutherische Passionskirche (Pfarrkirche) mit Gemeindezentrum                     | Langgezogene, erdgeschossige Rechteckanlage mit Pfarrhaus mit Pfarrgarten, Kirche mit Vorhof und Gemeindehaus, alle Bauen von Wilhelm Schlegtendal, 1965–68 | D-5-64-000-2461          | weitere Bilder |
| Dr.-Linnert-Ring 28 (Standort)                 | Evangelisch-lutherische Passionskirche                                                       | Mittig in der Anlage, viereckiger Zentralbau mit an vier Eisenbetonpylonen aufgehängtem Zeltdach; mit Ausstattung | D-5-64-000-2461          | weitere Bilder |
| Dr.-Linnert-Ring 30 (Standort)                 | Pfarrhaus                                                                                    | Erdgeschossiger Ziegelbau mit Flachdach | D-5-64-000-2461 Wikidata | weitere Bilder |
| Dr.-Linnert-Ring 26 (Standort)                 | Gemeindehaus                                                                                 | Erdgeschossiger Ziegelbau mit Flachdach | D-5-64-000-2461          | weitere Bilder |
| Dr.-Linnert-Ring 26, 28 (Standort)             | Ummauerter Vorhof                                                                            | zwischen Kirche und Gemeindehaus angelegt | D-5-64-000-2461          | weitere Bilder |
| Dr.-Linnert-Ring 26, 28 (Standort)             | Freistehender Glockenstuhl                                                                   | Betonbau | D-5-64-000-2461 Wikidata | weitere Bilder |
| Giesbertsstraße 71, 73, 75 (Standort)          | Katholische Pfarrkirche Heiligste Dreifaltigkeit mit Gemeindezentrum                         | Mehrteiliger geschlossener Baukomplex mit katholische Pfarrkirche Heiligste Dreifaltigkeit, Pfarrkindergarten, Pfarrhaus und Schwesternwohnheim, erschlossen über Vorhof mit Treppenanlage und Querachse zwischen Glockenstuhl über Südeingang und Betonskulptur, im Zentrum Pfarrkirche, Betonbau mit verputztem, teils geschlämmtem Ziegelmauerwerk und Flachdach, Zentralbau als längsgerichteter Ovalraum mit tonnengewölbtem Umgang und Betonrundpfeilern, nach Norden angehängte Taufkapelle, im Süden durch Werktagskirche Verbindung zum Pfarrhausflügel; mit Ausstattung, smätliche Bauten von Alexander Freiherr von Branca, 1963/64 | D-5-64-000-2460 Wikidata | weitere Bilder |
| Giesbertsstraße 71, 73 (Standort)              | Treppenanlage und Betonbrunnen                                                               | teilweise überdachter Vorhof mit Treppenanlage und Betonbrunnen | D-5-64-000-2460 Wikidata | weitere Bilder |
| Giesbertsstraße 75 (Standort)                  | Pfarrhaus mit Pfarrbüro                                                                      | Zweiflügeliger, zweigeschossiger Pultdachbau mit verputztem Ziegelmauerwerk | D-5-64-000-2460 Wikidata | BW             |
| Giesbertsstraße 73 (Standort)                  | Pfarrkindergarten                                                                            | Erdgeschossiger, breit gelagerter Pultdachbau mit gartenseitiger, geschosshoher Verglasung | D-5-64-000-2460 Wikidata | weitere Bilder |
| Giesbertsstraße 71 (Standort)                  | Schwesternwohnheim                                                                           | Erdgeschossiger, breit gelagerter Pultdachbau mit gartenseitiger, geschosshoher Verglasung | D-5-64-000-2460 Wikidata | BW             |
| Giesbertsstraße 73, 75 (Standort)              | Glockenstuhlaufsatz                                                                          | über dem Südeingang zwischen Pfarrhaus und Kindergarten, Betonbau | D-5-64-000-2460 Wikidata | weitere Bilder |
| Giesbertsstraße 71 (Standort)                  | Dreifach gestapelte Betonskulptur                                                            | Hinter Schwesternwohnheim aufgestellt, um 1964 | D-5-64-000-2460 Wikidata | weitere Bilder |
| Glogauer Straße 21/23/25 (Standort)            | Evangelisch-lutherische Paul-Gerhardt-Kirche (Pfarrkirche) mit Pfarrhaus und Gemeindezentrum | Von der Straße zurückgesetztes Kirchhaus, giebelständiger Sichtziegelbau mit Betonbindern, Satteldach und traufseitigen spatenförmigen Fenstern, Saalbau mit eingezogenen Betonbindern und Chorwand mit zwöflteiliger, farbverglaster Befensterung; mit Ausstattung, von Franz Reichel, 1960/61 | D-5-64-000-2458 Wikidata | weitere Bilder |
| Glogauer Straße 21/23/25 (Standort)            | Evangelisch-lutherische Paul-Gerhardt-Kirche: Kirchturm                                      | Freistehender Sichtziegelbau mit Klangöffnungen in durchlöchertem Betonband und zwei Kupfer gedeckten Spitzhelmen, von Franz Reichel, 1960/61 | D-5-64-000-2458 Wikidata | weitere Bilder |
| Glogauer Straße 21/23/25 (Standort)            | Gemeindezentrum                                                                              | erdgeschossige, um Innenhof angelegte Flachdachbauten mit Sichtziegelmauerwerk, von Franz Reichel, 1960/61 | D-5-64-000-2458 Wikidata | weitere Bilder |
| Glogauer Straße 21/23/25 (Standort)            | Offener Laubengang mit anschließendem Pfarrhaus                                              | Erdgeschossiger Flachdachbau, teils mit Sichtziegelmauerwerk, von Franz Reichel, 1960/61 | D-5-64-000-2458 Wikidata | weitere Bilder |
| Groß-Strehlitzer Straße (Standort)             | Ehemaliger Bahnhof Märzfeld bzw. Bahnhof Nürnberg-Langwasser                                 | Rest der Bahnhofsanlage mit zwei Bahnsteigabgängen und monumentaler Schauwand nach Norden, Backsteinmauerwerk mit Muschelkalksteinverkleidung, 1937/38 Teil des ehemaligen Reichsparteitagsgeländes; siehe auch Dutzendteich | D-5-64-000-2367          | weitere Bilder |
| Hermann-Thiele-Weg/Montessoristraße (Standort) | Bauliche Fragmente des ehemaligen Märzfeldes                                                 | Ehemalige Rechteckarena zur Abhaltung militärischer Manöver mit Tribüne und Befestigungstürmen, Backstein- und Betonbauten, 1938–40 (unvollendet), 1966/67 zugunsten der Wohnbebauung gesprengt, bauliche Fragmente im Bereich der Grünanlage um den Langwassersee findbar Teil des ehemaligen Reichsparteitagsgeländes; siehe auch Dutzendteich | D-5-64-000-2367 Wikidata | weitere Bilder |
| Münchener Straße (Standort)                    | Grenzstein                                                                                   | Eine von sieben Sandsteinstelen, mit Betonsockel sowie mit der Aufschrift Nürnberg und dem Stadtwappen in farbigem Steinmosaik, 1951 Weitere Standorte: Erlanger Straße, Mühlhofer Hauptstraße, Laufamholzstraße 370, B 4, Erlenstegenstraße, Äußere Bayreuther Straße | D-5-64-000-2975 Wikidata | weitere Bilder |
| Namslauer Straße 7 (Standort)                  | Katholische Pfarrkirche Zum Guten Hirten mit Gemeindezentrum                                 | Sechseckiger Zentralbau mit Ziegelmauerwerk, horizontal verstärkenden Betonrippen, farbverglasten Lichtschlitzen und flachem Zeltdach; mit Ausstattung von Egino Weinert | D-5-64-000-2459 Wikidata | weitere Bilder |
| Namslauer Straße 9 (Standort)                  | Pfarramt und Gemeindesaal mit Pfarrbücherei                                                  | Erdgeschossige, um einen Innenhof gruppierte Ziegelbauten mit Flachdach, über vorkragenden Laubengang miteinander verbunden, von Dr. Winfried Leonhardt und Peter Leonhardt, 1960/61 | D-5-64-000-2459 Wikidata | weitere Bilder |
| Namslauer Straße 11 (Standort)                 | Pfarrkindergarten                                                                            | Hufeisenförmiger, erdgeschossiger Ziegelbau mit Flachdach, von Dr. Winfried Leonhardt und Peter Leonhardt, 1960/61 | D-5-64-000-2459 Wikidata | weitere Bilder |
| Namslauer Straße 7 (Standort)                  | Vorhof                                                                                       | zwischen Kirche und Gemeindezentrum, mit schlankem Betonmast mit Kreuz,von Dr. Winfried Leonhardt und Peter Leonhardt, 1960/61 | D-5-64-000-2459 Wikidata | weitere Bilder |
| Reinerzer Straße 16 (Standort)                 | Verwaltungs- und Bürogebäude                                                                 | Zweigeschossiger Massivbau mit vorkragendem, zum Teil mit Kupferblech verkleidetem Obergeschoss, sehr flachem Walmdach und Tragesystem aus Stahlbeton, im Obergeschoss Saal, Franz Reichel und Albin Hennig, 1960–64 | D-5-64-000-4912 Wikidata | weitere Bilder |

### Altenfurt
| Lage                                 | Objekt                                                          | Beschreibung | Akten-Nr.                | Bild           |
| ------------------------------------ | --------------------------------------------------------------- | --- | ------------------------ | -------------- |
| Leonhard-Übler-Platz (Standort)      | Katholische Kapelle St. Johannes und St. Katharina              | Sandsteinquaderbau mit Kegeldach, Dreiviertelapsis und umlaufendem Rundbogenfries, Rundbau mit Kuppelwölbung und Fragmenten von Kuppelfresken, romanisch, wohl zweite Hälfte 12. Jahrhundert, Apsis um 1260/80, 1947/48 wiederhergestellt; mit Ausstattung | D-5-64-000-1459 Wikidata | weitere Bilder |
| Leonhard-Übler-Platz 1 (Standort)    | Ehemaliger Scheurl’scher Herrensitz                             | Zweigeschossiger, traufständiger und verputzter Walmdachbau mit Gurtgesims, Eckrustika und hofseitigem Treppenturm mit Walmdach, im Kern 17. Jahrhundert, bezeichnet „1691“, um 1753/54 modernisiert                                                       | D-5-64-000-1460 Wikidata | weitere Bilder |
| Leonhard-Übler-Platz 3 (Standort)    | Ehemaliger Scheurl’scher Herrensitz: Ehemaliges Ökonomiegebäude | Erdgeschossiger, zweiflügeliger Walmdachbau mit Giebelgaube, Dachreiter und Eckrustika, erste Hälfte 18. Jahrhundert | D-5-64-000-1460 Wikidata | weitere Bilder |
| Leonhard-Übler-Platz 1 (Standort)    | Ehemaliger Scheurl’scher Herrensitz: Ehemaliges Stallgebäude    | Erdgeschossiger Walmdachbau mit Eckrustika, im Kern 17. Jahrhundert, 1805 erneuert, 20. Jahrhundert ausgebaut | D-5-64-000-1460 Wikidata | BW             |
| Leonhard-Übler-Platz 1, 3 (Standort) | Ehemaliger Scheurl’scher Herrensitz: Hoftor                     | Verputzte Steinmauer mit Rundbogenöffnung und rustizierten Torpfeilern, wohl 17. Jahrhundert | D-5-64-000-1460 Wikidata | BW             |
| Oelser Straße (Standort)             | Wasserausgleichsturm Hoher Bühl                                 | Über Wasserbehälter errichteter, wuchtiger Turmbau aus Buckelquadermauerwerk, östlich in den Hang gebaut Pumpenhaus mit Eingang aus Buckelquadermauerwerk, von Albert Speer, 1936/38, Pumpenhaus mit Teil der technischen Ausstattung                      | D-5-64-000-2333 Wikidata | weitere Bilder |
| Oelser Straße 4 (Standort)           | Kleinhaus, wohl ehemaliges Hirtenhaus                           | Erdgeschossiger Sandsteinquaderbau mit Walmdach, bezeichnet „1786“ | D-5-64-000-1457 Wikidata | weitere Bilder |
| Oelser Straße 9 (Standort)           | Forsthaus                                                       | Zweigeschossiger Sandsteinquaderbau mit Satteldach, um 1850 | D-5-64-000-1458 Wikidata | weitere Bilder |
| Oelser Straße 9 (Standort)           | Scheune                                                         | Sandsteinquaderbau mit Satteldach, um 1850 | D-5-64-000-1458 Wikidata | BW             |
| Oelser Straße 9 (Standort)           | Ökonomiegebäude                                                 | Sandsteinquaderbau mit Satteldach, um 1850 | D-5-64-000-1458 Wikidata | BW             |
| Oelser Straße 9 (Standort)           | Backhaus                                                        | Kleiner Sandsteinquaderbau mit Satteldach, um 1850 | D-5-64-000-1458 Wikidata | BW             |
| Von-Soden-Straße 26 (Standort)       | Katholische Pfarrkirche St. Sebaldus                            | Verputzter Satteldachbau mit Arkaden-Vorhalle und Chorturm mit Pyramidendach, Saalbau mit flachem Holztonnengewölbe und rechteckigem Chorraum, von Fritz Mayer, bezeichnet „1934/35“, Langhauserweiterung 1956/57; mit Ausstattung                         | D-5-64-000-2054 Wikidata | weitere Bilder |
| Von-Soden-Straße 28 (Standort)       | Katholisches Pfarrhaus                                          | eingeschossiger, verputzter Massivbau mit steilem Satteldach und Schleppgauben, von Fritz Schmidt, 1937 | D-5-64-000-4854 Wikidata | BW             |

### Moorenbrunn
| Lage                          | Objekt                         | Beschreibung                                                                                   | Akten-Nr.               | Bild |
| ----------------------------- | ------------------------------ | ---------------------------------------------------------------------------------------------- | ----------------------- | ---- |
| Bonifatiusstraße 4 (Standort) | Historische Kirchenausstattung | Historische Ausstattung der 1967 neu errichteten katholischen Pfarrkirche Mutter vom Guten Rat | D-5-64-000-242 Wikidata | BW   |

### Zollhaus
| Lage                       | Objekt                                                                                             | Beschreibung | Akten-Nr.                | Bild           |
| -------------------------- | -------------------------------------------------------------------------------------------------- | --- | ------------------------ | -------------- |
| Am Zollhaus (Standort)     | Ehemaliges Zollhaus an der Grenze Markgräflich Brandenburgisches Gebiet/Freie Reichsstadt Nürnberg | Erdgeschossiger giebelständiger Satteldachbau mit giebelseitiger Bemalung, bezeichnet „1708“ und „1806“, Bemalung erneuert bezeichnet „1985“ | D-5-64-000-2223 Wikidata | weitere Bilder |
| Am Zollhaus 150 (Standort) | Terrasse der Gaststätte Zollhauspark                                                               | Mit Balustrade und zwei kolossalen Sitzfiguren der Arbeit und Muße auf würfelförmigen Sockeln, Kalkstein, in historistischen Formen, von Joseph Wackerle und vermutlich Konrad Roth, 1906 in der ehemaligen Bayerischen Landesausstellung am Luitpoldhain aufgestellt, seit 1935 im Garten der Gaststätte Zollhauspark | D-5-64-000-2225 Wikidata | weitere Bilder |
| Am Zollhaus 150 (Standort) | Saalbau der Gaststätte Zollhauspark                                                                | Zweigeschossiger traufständiger Fachwerkbau mit Satteldach, Ziegelausfachung und Mittelrisalit mit Dreiecksgiebel, in historistischen Formen, um 1900 | D-5-64-000-2277 Wikidata | BW             |

## Baudenkmäler in Südliche Außenstadt

### Hasenbuck
| Lage                              | Objekt                                                                                       | Beschreibung | Akten-Nr.                | Bild           |
| --------------------------------- | -------------------------------------------------------------------------------------------- | --- | ------------------------ | -------------- |
| Frankenstraße 208, 210 (Standort) | Ehemalige SS-Kaserne, später Merrell Barracks, jetzt Bundesamt für Migration und Flüchtlinge | Hauptbau, drei- und viergeschossige, dreiflügelige Anlage mit Backsteinmauerwerk, Walmdach, betontem, mit Kalksteinplatten verkleidetem Mittelportal und Innenhöfen, im klassizierenden Monumentalstil der nationalsozialistischen Architekturideologie, von Franz Ruff, 1938/40, in unmittelbarer Nähe des ehemaligen Reichsparteitagsgeländes gelegen | D-5-64-000-2302 Wikidata | weitere Bilder |
| Frankenstraße 200 (Standort)      | Ehemaliges Führerheim, sogenannter Z-Bau                                                     | Zweigeschossiger Backsteinbau mit Walmdach, m klassizierenden Monumentalstil der nationalsozialistischen Architekturideologie, von Franz Ruff, 1938/40, in unmittelbarer Nähe des ehemaligen Reichsparteitagsgeländes gelegen | D-5-64-000-2302 Wikidata | weitere Bilder |
| Südtiroler Platz (Standort)       | Marterl                                                                                      | Aufsatz mit Kreuzigungsrelief, Sandstein, von Julius Lincke neu errichtet, 1942. Eine Martersäule in Gedenken an die gefallenen Soldaten am 19. Juni 1502 bei der "Schlacht vor den Toren" | D-5-64-000-1386 Wikidata | weitere Bilder |

### Falkenheim
| Lage                               | Objekt                               | Beschreibung | Akten-Nr.                | Bild           |
| ---------------------------------- | ------------------------------------ | --- | ------------------------ | -------------- |
| Saarbrückener Straße 26 (Standort) | Schulhaus                            | Erdgeschossiger, traufständiger Steilsatteldachbau mit holzverschalten Giebeln, Schleppgauben und Uhrtürmchen, von Heinz Schmeißner und Wilhelm Schlegtendal, 1938 | D-5-64-000-1721 Wikidata | weitere Bilder |
| Saarbrückener Straße 63 (Standort) | Katholische Pfarrkirche St. Wunibald | Giebelständig zur Straße ausgerichteter Flachsatteldachbau in Stahlbetonskelettbauweise und Sichtziegelbauweise an Giebelseiten und mit wandhohen Fensterbändern an Südseite, Saalbau mit Holzdecke und an Nordseite integrierter Werktagskapelle; Glockenturm, fünfgeschossiger, an Sakristei angeschlossener Stahlbetonskelettbau mit Satteldach und gitterartigen Schallöffnungen; Nachkriegsmoderne mit traditionellen Formelementen, von Karlheinz Grün und Ferdinand Reubel, 1957/58; mit Ausstattung | D-5-64-000-2497 Wikidata | weitere Bilder |

### Kettelersiedlung
| Lage                            | Objekt                             | Beschreibung | Akten-Nr.                | Bild           |
| ------------------------------- | ---------------------------------- | --- | ------------------------ | -------------- |
| Kornburger Straße 60 (Standort) | Steinkreuz Schneiderscher          | Sandstein, um 1500 | D-5-64-000-1100 Wikidata | weitere Bilder |
| Kornburger Straße 65 (Standort) | Eselskreuz                         | Steinkreuz, wohl spätmittelalterlich | D-5-64-000-1101 Wikidata | weitere Bilder |
| Leerstetter Straße 2 (Standort) | Katholische Pfarrkirche St. Rupert | Flach geneigter Satteldachbau mit Chorwinkelturm, Saalbau mit hölzerner Flachdecke, traditionelle Architektursprache mit Formelementen der Nachkriegsmoderne, von Robert Vogel unter Mitarbeit von Heinrich Graber, 1953/54; mit Ausstattung | D-5-64-000-2496 Wikidata | weitere Bilder |

### Gartenstadt
| Lage                                                               | Objekt                                                              | Beschreibung | Akten-Nr.                | Bild           |
| ------------------------------------------------------------------ | ------------------------------------------------------------------- | --- | ------------------------ | -------------- |
| Armin-Knab-Straße 3 (Standort)                                     | Kath. Kirche                                                        | großer, rechteckiger Hallenbau mit flachem Satteldach und Lisenengliederung, zum Teil mit Betonwerksteinplatten verkleidet, Robert Gruber, 1957–60; mit Ausstattung | D-5-64-000-4921          | BW             |
| Buchenschlag 2-38 (gerade Nummern) (Standort)                      | Reihenhausgruppe der Gartenstadt Nürnberg                           | Langgestreckte, mittig zurückversetzte, eingeschossige Mansarddachbauten mit im Fachwerkstil ausgebauten Dachgeschossen, Reformstil, von Richard Riemerschmid, 1911 | D-5-64-000-259 Wikidata  | weitere Bilder |
| Buchenschlag 3-23 (ungerade Nummern) (Standort)                    | Reihenhausgruppe der Gartenstadt Nürnberg                           | Eingeschossige Mansardwalmdachbauten mit mittig hervortretendem, zweigeschossigem Pavillon mit Walmdach und einseitig zurückversetztem, zweigeschossigem Eckpavillon mit Walmdach, barocker Heimatstil, von Hans Lehr, 1912 | D-5-64-000-260 Wikidata  | weitere Bilder |
| Buchenschlag 25-33 (ungerade Nummern) (Standort)                   | Reihenhausgruppe der Gartenstadt Nürnberg                           | Erdgeschossiger Mansardwalmdachbau mit einseitig zurückversetztem, zweigeschossigem Eckpavillon mit Walmdach, barockisierender Heimatstil, von Hans Lehr, 1912 | D-5-64-000-2812 Wikidata | weitere Bilder |
| Buchenschlag 38a (Standort)                                        | Ehemaliges Zentralwaschhaus der Gartenstadt Nürnberg                | Eingeschossiger, stark verglaster Stahlbetonskelettbau mit halbkreisförmiger Waschhalle und Flachdach, 1956/57 | D-5-64-000-2290 Wikidata | weitere Bilder |
| Buchenschlag 43, 45 (Standort)                                     | Reihenhaus der Gartenstadt Nürnberg                                 | Eingeschossiger Mansardwalmdachbau, barockisierender Heimatstil, von Hans Lehr, 1912 | D-5-64-000-2813 Wikidata | weitere Bilder |
| Buchenschlag 47 / 49 (Standort)                                    | Reihenhaus der Gartenstadt Nürnberg                                 | Eingeschossiger Mansardwalmdachbau, barockisierender Heimatstil, von Hans Lehr, 1912 | D-5-64-000-2814 Wikidata | weitere Bilder |
| Buchenschlag 51-61 (ungerade Nummern) (Standort)                   | Reihenhausgruppe der Gartenstadt Nürnberg                           | Leicht abgewinkelter, eingeschossiger Mansardwalmdachbau mit Dachgauben und einseitigem, zweigeschossigem Eckpavillon mit Walmdach, barockisierender Heimatstil, vom Architekturbüro Lehr & Leubert, bezeichnet „1913“ | D-5-64-000-2811 Wikidata | weitere Bilder |
| Buchenschlag 63, 65, 67 (Standort)                                 | Reihenhausgruppe der Gartenstadt Nürnberg                           | Eingeschossiger Mansardwalmdachbau mit Dachgauben und einseitigem, zweigeschossigem Eckpavillon mit Spitzhelm, barockisierender Heimatstil, vom Architekturbüro Lehr & Leubert, 1914 | D-5-64-000-2810 Wikidata | weitere Bilder |
| Buchenschlag 69-85 (ungerade Nummern) (Standort)                   | Reihenhausgruppe der Gartenstadt Nürnberg                           | Abgewinkelter, eingeschossiger Mansarddachbau mit Dachgauben und zwei zweigeschossigen Eckpavillons mit Walmdach, barockisierender Heimatstil, vom Architekturbüro Lehr und Leubert, 1914 | D-5-64-000-261 Wikidata  | weitere Bilder |
| Finkenbrunn 5-11 (ungerade Nummern) (Standort)                     | Reihenhausgruppe der Gartenstadt Nürnberg                           | Zweigeschossiger, traufständiger Satteldachbau mit Obergeschoss im Fachwerkstil, Reformstil, von Richard Riemerschmid, 1911 | D-5-64-000-453 Wikidata  | weitere Bilder |
| Finkenbrunn 6–24 (gerade Nummern) (Standort)                       | Reihenhausgruppe der Gartenstadt Nürnberg                           | Eingeschossiger Mansarddachbau mit im Fachwerkstil ausgebautem Dachgeschoss und zweigeschossigem Eckpavillon mit Krüppelwalmdach, Reformstil, von Richard Riemerschmid, 1911 | D-5-64-000-454 Wikidata  | weitere Bilder |
| Finkenbrunn 15–29 (Standort)                                       | Reihenhausgruppe der Gartenstadt Nürnberg                           | Gestaffelter, eingeschossiger Mansarddachbau mit Schopf und im Fachwerkstil ausgebautem Dachgeschoss und zweigeschossigem Eckpavillon mit Krüppelwalmdach, über Rundbogenportal mit Reihenhausgruppe Finkenbrunn 5/7/9/11 verbunden, Reformstil, von Richard Riemerschmid, 1911                                                                                               | D-5-64-000-455 Wikidata  | weitere Bilder |
| Finkenbrunn 13 (Standort)                                          | Rückgebäude                                                         | Eingeschossiger, traufständiger Satteldachbau, gleichzeitig | D-5-64-000-455 Wikidata  | BW             |
| Finkenbrunn 26/28/30 (Standort)                                    | Reihenhausgruppe der Gartenstadt Nürnberg in Ecklage                | Zweigeschossiger, traufständiger Satteldachbau mit geschweiftem Zwerchgiebel, Reformstil, von Richard Riemerschmid, 1911 | D-5-64-000-456 Wikidata  | weitere Bilder |
| Finkenbrunn 32 (Standort)                                          | Symbolisches Relief der Gartenstadt am ehemaligen Gesellschaftshaus | Kalkstein, bezeichnet „1929/30“ | D-5-64-000-457 Wikidata  | weitere Bilder |
| Im Winkel 1–13 (ungerade Nummern) (Standort)                       | Reihenhausgruppe der Gartenstadt Nürnberg                           | Hufeisenförmig um einen Hof gruppierte, eingeschossige Mansarddachbauten mit Dachgauben und zwei zweigeschossigen Eckpavillons mit Satteldach und Fußwalm, barockisierender Heimatstil, vom Architekturbüro Lehr & Leubert, bezeichnet „1914“ | D-5-64-000-863 Wikidata  | weitere Bilder |
| Julius-Loßmann-Straße 53 (Standort)                                | Südfriedhof                                                         | Als Waldfriedhof angelegt, mit Grabmälern des frühen 20. Jahrhunderts und Brunnenbassins von Otto Ernst Schweizer | D-5-64-000-934 Wikidata  | weitere Bilder |
| Julius-Loßmann-Straße 53 (Standort)                                | Pförtnerwohnhaus und Friedhofsverwaltung                            | Dreigeschossiger Walmdachbau, von Friedrich Küfner, 1911–13 | D-5-64-000-934 Wikidata  | weitere Bilder |
| Julius-Loßmann-Straße 53 (Standort)                                | Ladenpavillon                                                       | Erdgeschossiger Walmdachbau, von Friedrich Küfner, 1911–13 | D-5-64-000-934 Wikidata  | weitere Bilder |
| Julius-Loßmann-Straße 53 (Standort)                                | Toilettenhaus                                                       | Erdgeschossiger Walmdachbau, von Friedrich Küfner, 1911–13 | D-5-64-000-934 Wikidata  | weitere Bilder |
| Julius-Loßmann-Straße 53 (Standort)                                | Eingangstor                                                         | Ädikula mit Dreiecksgiebel, über Laubengang mit Ladenpavillon, Toilettenhaus und Pförtnerwohnhaus verbunden, von Friedrich Küfner, 1911–13 | D-5-64-000-934 Wikidata  | weitere Bilder |
| Julius-Loßmann-Straße 53 (Standort)                                | Gedächtnishalle                                                     | Stahlbetonbau mit Satteldach und Kuppel, dreiseitig umlaufenden Arkaden und freistehendem Glockenturm, von Friedrich Küfner, 1911–13 | D-5-64-000-934 Wikidata  | weitere Bilder |
| Julius-Loßmann-Straße 53 (Standort)                                | Kreuzigungsgruppe                                                   | im Giebelfeld über Eingang, von Philipp Widmer | D-5-64-000-934           | weitere Bilder |
| Julius-Loßmann-Straße 53 (Standort)                                | Leichenhalle                                                        | Erdgeschossiger, dreiflügeliger Walmdachbau mit umlaufendem Fensterband und breitem Fußwalm; mit Seziertisch, von Friedrich Küfner, 1911–13 | D-5-64-000-934 Wikidata  | weitere Bilder |
| Julius-Loßmann-Straße 53, an Nordseite der Leichenhalle (Standort) | Anbau der Aussegnungshalle                                          | Mit Satteldach, von Friedrich Küfner, 1911–13 | D-5-64-000-934           | weitere Bilder |
| Ludwig-Donau-Main-Kanal (Schleusen 72) (Standort)                  | Schleuse 72                                                         | Bestandteil des Ludwig-Donau-Main-Kanals, Kammerschleuse mit Steg, Sandstein, 1836/45. | D-5-64-000-1528 Wikidata | weitere Bilder |
| Ludwig-Donau-Main-Kanal (Schleusen 72) (Standort)                  | Schleusenwärterhaus Schleuse 72                                     | Schleusenwärterhaus, eingeschossiger massiver Flachsatteldachbau, Rotsandstein, 1836/45. | D-5-64-000-1528 Wikidata | weitere Bilder |
| Ludwig-Donau-Main-Kanal (Schleusen/Schleusen 72) (Standort)        | Abschnitt des Ludwig-Donau-Main-Kanals                              | Künstlich angelegte Wasserstraße zwischen Kelheim und Bamberg auf einer Länge von 173 km mit ehemals 100 Schleusen, zahlreichen wasser- und schifffahrtstechnischen Anlagen und Gebäuden zur Herstellung eines durchgehenden Wasserweges zwischen Nordsee und dem Schwarzen Meer, auf Veranlassung König Ludwigs I. von Bayern durch Heinrich Freiherr von Pechmann, 1836–45. | D-5-64-000-2731 Wikidata | weitere Bilder |
| Ludwig-Donau-Main-Kanal (Schleusen/Schleusen 72) (Standort)        | Abschnitt des Ludwig-Donau-Main-Kanals                              | Einlaufbauwerk, 1836–45. | D-5-64-000-2731 Wikidata | weitere Bilder |
| Ludwig-Donau-Main-Kanal (Standort)                                 | Abschnitt des Ludwig-Donau-Main-Kanals                              | Künstlich angelegte Wasserstraße zwischen Kelheim und Bamberg auf einer Länge von 173 km mit ehemals 100 Schleusen, zahlreichen wasser- und schifffahrtstechnischen Anlagen und Gebäuden zur Herstellung eines durchgehenden Wasserweges zwischen Nordsee und dem Schwarzen Meer, auf Veranlassung König Ludwigs I. von Bayern durch Heinrich Freiherr von Pechmann, 1836–45. | D-5-64-000-1230 Wikidata | weitere Bilder |
| Ludwig-Donau-Main-Kanal (Standort)                                 | Abschnitt des Ludwig-Donau-Main-Kanals                              | Bogenbrücke, 1836–45. | D-5-64-000-1230 Wikidata | weitere Bilder |
| Ludwig-Donau-Main-Kanal (Finkenbrunn) (Standort)                   | Schleuse 73                                                         | Bestandteil des Ludwig-Donau-Main-Kanals, Kammerschleuse verfüllt, Sandstein, 1836/45 | D-5-64-000-1602 Wikidata | weitere Bilder |
| Ludwig-Donau-Main-Kanal (Standort)                                 | Schleuse 74                                                         | Bestandteil des Ludwig-Donau-Main-Kanals, Reste der Kammerschleuse verfüllt, Sandstein, 1836–45 | D-5-64-000-2735 Wikidata | weitere Bilder |
| Ludwig-Donau-Main-Kanal (Standort)                                 | Kilometerstein                                                      | Bestandteil des Ludwig-Donau-Main-Kanals, 1836–45 | D-5-64-000-2734 Wikidata | weitere Bilder |
| Minervaplatz (Standort)                                            | Bronzefigur Bergarbeiter                                            | Auf kubusförmigem Sandsteinsockel, von Fritz Koelle, 1927, ursprünglich 1929 an der Kunstausstellungshalle am Marientor aufgestellt, am heutigen Aufstellungsort seit 1956 | D-5-64-000-1323 Wikidata | weitere Bilder |
| Pachelbelstraße 15 (Standort)                                      | Evangelisch-lutherische Emmauskirche (Pfarrkirche)                  | Einschiffiger Satteldachbau mit Dachglockenreiter und seitlich angebauter Vorhalle mit offenem Dreiecksgiebel, von Fritz Kälberer, bezeichnet „1930/31“, bis 1958 wiederaufgebaut; mit Ausstattung | D-5-64-000-1479 Wikidata | weitere Bilder |
| Pachelbelstraße 15, im Dreiecksgiebel der Vorhalle (Standort)      | Figurengruppe                                                       | Jesus und die Jünger auf dem Weg nach Emmaus, Eichenholz, von Hans Kreutzer, 1932 | D-5-64-000-1479          | weitere Bilder |
| Raupenschlag 1–11 (ungerade Nummern) (Standort)                    | Reihenhausgruppe der Gartenstadt Nürnberg                           | Langgestreckter, eingeschossiger Mansarddachbau mit Gaubenreihe, barockisierender Heimatstil, vom Architekturbüro Lehr & Leubert, bezeichnet „1914“ | D-5-64-000-1595 Wikidata | weitere Bilder |
| Raupenschlag 2 bis 12 (gerade Nummern) (Standort)                  | Reihenhausgruppe der Gartenstadt Nürnberg                           | Langgestreckter, eingeschossiger Mansarddachbau mit Gaubenreihe, barockisierender Heimatstil, vom Architekturbüro Lehr & Leubert, bezeichnet „1914“ | D-5-64-000-1596 Wikidata | weitere Bilder |
| Raupenschlag 13 (Standort)                                         | Ehemaliges Arzthaus der Gartenstadt                                 | Eckpavillon eines Reihenhauses, zweigeschossiger Walmdachbau mit Dachgauben und Lisenengliederung, sachlich barockisierender Heimatstil, vom Architekturbüro Lehr & Leubert, 1925 | D-5-64-000-1597 Wikidata | weitere Bilder |
| Tannenhof 1–25 (Standort)                                          | Reihenhausgruppe der Gartenstadt Nürnberg                           | T-förmige Sackgasse mit einem begrünten Hof, zweigeschossige Walmdachbauten mit Dachgauben, sachlich barockisierender Heimatstil, vom Architekturbüro Lehr & Leubert, 1925 | D-5-64-000-1935 Wikidata | weitere Bilder |
| Waldhof 1-8 (Standort)                                             | Reihenhausgruppe der Gartenstadt Nürnberg                           | Drei um einen kleinen Hof gruppierte, eingeschossige Mansarddach- und Mansardwalmdachbauten mit Dachgauben, barockisierender Heimatstil, vom Architekturbüro Lehr & Leubert, 1920/21 | D-5-64-000-2067 Wikidata | weitere Bilder |

### Werderau
| Lage                                                       | Objekt                                                                   | Beschreibung | Akten-Nr.                | Bild           |
| ---------------------------------------------------------- | ------------------------------------------------------------------------ | --- | ------------------------ | -------------- |
| Resedenweg 3 (Standort)                                    | Katholische Kirche St. Gabriel                                           | Hallenbau mit Satteldach, Giebelseiten aus Sichtziegelsteinmauerwerk, Traufseiten aus Wabenbetonsteinen mit Strebepfeilern aus Stahlbeton, Robert Gruber, 1959–61; mit Ausstattung | D-5-64-000-4923          | BW             |
| Heisterstraße 62/64, Volckamerplatz 2/4/6 (Standort)       | Nordteil des Marktplatzes                                                | Zentrale Wohn- und Geschäftsbebauung der Gartenstadt Werderau, den Platz rahmende gekrümmte Flügelbauten mit anschließender Fortsetzung in der Heisterstraße, zweigeschossige Mansarddachbauten mit Dachgauben, Erkern, polygonalem Eckerker und reicher Putzgliederung, dreigeschossige Eckpavillons (Volckamerplatz 2 und Heisterstraße 62) mit Walmdach und Erker, barockisierender Heimatstil, von Ludwig Ruff, 1919–22; Teil des Ensembles Gartenstadt Werderau | D-5-64-000-2035 Wikidata | weitere Bilder |
| Heisterstraße 70/72/74, Volckamerplatz 14/16/18 (Standort) | Südteil des Marktplatzes                                                 | Zentrale Wohn- und Geschäftsbebauung der Gartenstadt Werderau, den Platz rahmende gekrümmte Flügelbauten mit anschließender Fortsetzung in der Heisterstraße, zweigeschossige Mansarddachbauten mit Dachgauben, polygonalen Erkern und Eckerkern und reicher Putzgliederung, dreigeschossiger Eckpavillon (Volckamerplatz 18) mit Mansardwalmdach, polygonalem Eckerker und Erdgeschossloggia, zweigeschossiger Eckpavillon (Heisterstraße 74) mit Mansardwalmdach und Sandsteinerker, barockisierender Heimatstil, von Ludwig Ruff, 1913–14, Heisterstraße 70–74 bezeichnet „1921“; Teil des Ensembles Gartenstadt Werderau | D-5-64-000-748 Wikidata  | weitere Bilder |
| Hoffmannstraße 1/3/5 (Standort)                            | Reihenhausgruppe der Gartenstadt Werderau                                | Erdgeschossige Mansarddachbauten mit Schopf, mittigem Zwerchgiebel und Sandsteintürrahmen, an Rückseite zweigeschossiger Mittelrisalit mit Walmdach, barockisierender Heimatstil, von Ludwig Ruff, 1911; Teil des Ensembles Gartenstadt Werderau | D-5-64-000-813 Wikidata  | weitere Bilder |
| Hoffmannstraße 2-12 (gerade Nummern) (Standort)            | Reihenhausgruppe der Gartenstadt Werderau                                | Zweigeschossige, traufständige Satteldachbauten mit giebelständigen (Nr. 2) und traufständigen (Nr. 10/12) erdgeschossigen Eckpavillons mit Mansarddach und Schweifgiebeln, Rauputzbauten mit Gesimsgliederung und Sandsteintürrahmen, barockisierender Heimatstil, von Ludwig Ruff, 1911; Teil des Ensembles Gartenstadt Werderau | D-5-64-000-814 Wikidata  | weitere Bilder |
| Hoffmannstraße 7-17 (ungerade Nummern) (Standort)          | Reihenhausgruppe der Gartenstadt Werderau                                | Zweigeschossige Walmdachbauten mit Rauputz und Gesimsgliederung, Risaliten und Eckpavillon (Nr. 17) mit Mansarddach mit Schopf, barockisierender Heimatstil, von Ludwig Ruff, 1911; Teil des Ensembles Gartenstadt Werderau | D-5-64-000-2795 Wikidata | weitere Bilder |
| Hoffmannstraße 14–32 (gerade Nummern) (Standort)           | Reihenhausgruppe der Gartenstadt Werderau                                | Zweigeschossige Walmdachbauten mit Zwerchgiebel, Rauputz und Gesimsgliederung, zurückgesetzter, zweigeschossiger Eckpavillon (Nr. 14) mit einseitiger Mansarde und Tordurchfahrt zu Nr. 12, giebelständiger, erdgeschossiger Eckpavillon (Nr. 28) mit Mansarddach und Schweifgiebel und zurückgesetzter, zweigeschossiger Pavillon (Nr. 30/32) mit Walmdach, barockisierender Heimatstil, von Ludwig Ruff, 1911; Teil des Ensembles Gartenstadt Werderau | D-5-64-000-2796 Wikidata | weitere Bilder |
| Volckamerplatz (Standort)                                  | Denkmal für Anton von Rieppel                                            | Muschelkalk-Sockel mit Aufsatzblock und bronzener Bildnisplakette, von Wilhelm Nida-Rümelin, 1936 | D-5-64-000-2036 Wikidata | weitere Bilder |
| Volckamerstraße 3/4 (Standort)                             | Torhaus mit Durchfahrt der zentralen Hausgruppe der Gartenstadt Werderau | Dreigeschossiger Walmdachbau mit Uhrturm und doppelgiebligem Mittelrisalit mit zweibogiger Tordurchfahrt in Sandstein, barockisierender Heimatstil, von Ludwig Ruff, 1920; Teil des Ensembles Gartenstadt Werderau | D-5-64-000-2038 Wikidata | weitere Bilder |
| Volckamerstraße 7-13 (ungerade Nummern) (Standort)         | Reihenhausgruppe der Gartenstadt Werderau                                | Zweigeschossige Walmdachbauten mit teilweise heruntergezogener Mansarde, Risaliten und Eckpavillon (Hr. 7), Rauputzbauten mit Sandsteintürrahmung, barockisierender Heimatstil, von Ludwig Ruff, bezeichnet „1911“; Teil des Ensembles Gartenstadt Werderau | D-5-64-000-2039 Wikidata | weitere Bilder |
| Volckamerstraße 19 (Standort)                              | Gaststätte Werderau                                                      | Erdgeschossiger Putzbau mit Steilsatteldach, Dachgauben, Zwerchgiebel und polygonaler Eckerker mit Holzpfeilervorlagen, rückseitig polygonaler Risalit und erdgeschossiger Anbau mit Eckpavillon, barockisierender Heimatstil, von Ludwig Ruff, bezeichnet „1912“ | D-5-64-000-2040 Wikidata | weitere Bilder |
| Volckamerstraße 19 (Standort)                              | Kegelbahn                                                                | Langgestreckter, erdgeschossiger Walmdachbau mit zum Garten hin offener Loggia auf Holzpfeilern, von Ludwig Ruff, gleichzeitig | D-5-64-000-2040 Wikidata | weitere Bilder |

### Maiach
| Lage                    | Objekt                                          | Beschreibung | Akten-Nr.      | Bild           |
| ----------------------- | ----------------------------------------------- | --- | -------------- | -------------- |
| Innstraße 43 (Standort) | Sogenanntes Vorderes Schloss                    | Ehemaliges Herrenhaus und Voitenhaus des Tucherschlosses, zweigeschossiger, giebelständiger Sandsteinbau mit Satteldach und Fachwerk-Obergeschoss, von Conrad Steinmüller, 1681/82, dendrochronologisch datiert 1679/80, dendrochronologisch datiert Umbau 1661/62, 1891 umgebaut | D-5-64-000-870 | weitere Bilder |
| Innstraße 47 (Standort) | Ehemaliges Tucherschloss, ehemaliges Weiherhaus | Erdgeschossiger vierseitiger Satteldachbau mit Innenhof, Teilen der ehemaligen Kapelle und Tucherwappen, Ende 17. und 19. Jahrhundert, 1956 fragmentarisch wiederaufgebaut | D-5-64-000-871 | weitere Bilder |

### Katzwang
| Lage                                                                    | Objekt                                                    | Beschreibung | Akten-Nr.                | Bild           |
| ----------------------------------------------------------------------- | --------------------------------------------------------- | --- | ------------------------ | -------------- |
| Am Hammer 17 (Standort)                                                 | Wohnhaus                                                  | Zweigeschossiger Sandsteinquaderbau mit Satteldach, an südlicher Giebelseite Fachwerk-Anbau mit Ziegelausfachung, bezeichnet „1877“ | D-5-64-000-80 Wikidata   | weitere Bilder |
| Am Hammer 21/23 (Standort)                                              | Ehemaliges Hammerwerk, jetzt Kunstmühle                   | Zweigeschossiger, traufständiger Sandsteinquaderbau mit Satteldach und Zwerchhaus mit Fachwerkgiebel und Schopfwalm, bezeichnet „1758“, südlich anschließend dreigeschossiger Anbau, Sandsteinquaderbau mit Satteldach, verm. gleichzeitig                                                         | D-5-64-000-81 Wikidata   | weitere Bilder |
| Am Hammer 23, nördlich anschließend (Standort)                          | Erweiterungsbau                                           | Viergeschossiger, giebelständiger Sandsteinquaderbau mit Fachwerkgiebel und Schopfwalm, um 1930, dazu zweigeschossiger Anbau mit fünfseitiger Grundlinie und östlich ansteigendem Satteldach, Mitte 19. Jahrhundert                                                                                | D-5-64-000-81 Wikidata   | weitere Bilder |
| Ellwanger Straße 3a, 3b, an der nördlichen Grundstücksgrenze (Standort) | Scheune                                                   | Eingeschossiger Sandsteinquaderbau mit Steilsatteldach und Fachwerkgiebel, 18. Jahrhundert | D-5-64-000-81 Wikidata   | weitere Bilder |
| Am Hammer 25 (Standort)                                                 | Wohnhaus                                                  | Zweigeschossiger, traufständiger Sandsteinquaderbau mit Satteldach und leichter Risalitgliederung, um 1880 | D-5-64-000-82 Wikidata   | weitere Bilder |
| Am Hammer 27 (Standort)                                                 | Wohnhaus                                                  | Zweigeschossiger Sandsteinquaderbau mit Satteldach, bezeichnet „1879“ | D-5-64-000-83 Wikidata   | weitere Bilder |
| Rennmühlstraße (Standort)                                               | Martersäule                                               | Achtseitiger Pfeiler auf quaderförmigem Sockel mit Reliefgehäuse, Sandstein, bezeichnet „1476“ | D-5-64-000-1631 Wikidata | weitere Bilder |
| Rennmühlstraße (Standort)                                               | Steinkreuz                                                | Wegkreuz, Sandstein, wohl zweite Hälfte 15. Jahrhundert | D-5-64-000-1631 Wikidata | weitere Bilder |
| Rennmühlstraße (Standort)                                               | Muldenstein                                               | Sandstein, wohl spätmittelalterlich | D-5-64-000-1631 Wikidata | weitere Bilder |
| Rennmühlstraße 14 (Standort)                                            | Evangelisch-lutherisches Pfarrhaus                        | Zweigeschossiger Sandsteinquaderbau mit Walmdach und Schleppgauben, 1780 | D-5-64-000-1627 Wikidata | weitere Bilder |
| Rennmühlstraße 14 (Standort)                                            | Scheune                                                   | Fachwerkbau auf Sandsteinsockel mit Halbwalmdach, im Kern dendrochronologisch datiert 1469, dendrochronologisch datiert 1618 und 1849 umgebaut | D-5-64-000-1627 Wikidata | weitere Bilder |
| Rennmühlstraße 14 (Standort)                                            | Sogenanntes Kellerhaus                                    | Erdgeschossiger Sandsteinquaderbau mit Satteldach und verfülltem Keller, teilweise Fachwerk, im Kern dendrochronologisch datiert 1436, im 19. Jahrhundert umgebaut | D-5-64-000-1627 Wikidata | weitere Bilder |
| Rennmühlstraße 14 (Standort)                                            | Backhaus                                                  | Sandsteinquaderbau mit Satteldach, im Kern 1662 | D-5-64-000-1627 Wikidata | weitere Bilder |
| Rennmühlstraße 16 (Standort)                                            | Evangelisch-lutherische Pfarrkirche Unserer Lieben Frauen | Sandsteinquaderbau mit Satteldach und Chorturm mit steilem Pyramidendach, Saalkirche mit Holztonnendecke, Emporen und eingezogenem Chor mit Kreuzrippengewölbe, im Kern dendrochronologisch datiert 1293, dendrochronologisch datiert 1516 und 1711 Verbreiterung und Veränderung; mit Ausstattung | D-5-64-000-1628 Wikidata | weitere Bilder |
| Rennmühlstraße 16 (Standort)                                            | Friedhofsbefestigung mit Wehrgang                         | Sandsteinquader und Bruchsteinmauerwerk, im Kern Ende 13. Jahrhundert, um 1430/35 ausgebaut | D-5-64-000-1628 Wikidata | weitere Bilder |
| Rennmühlstraße 16 (Standort)                                            | Friedhof                                                  | mit Grabsteinen, um 1298 | D-5-64-000-1628 Wikidata | weitere Bilder |
| Rennmühlstraße 18 (Standort)                                            | Ehemaliges Schulhaus                                      | Zweigeschossiger, größtenteils verputzter Sandsteinbau mit Walmdach, 1825 | D-5-64-000-1629 Wikidata | weitere Bilder |
| Rennmühlstraße 20 (Standort)                                            | Ehemaliger Karner                                         | Zweigeschossiger Sandsteinquaderbau mit Satteldach und Fachwerkgiebel, um 1300, dendrochronologisch datiert 1430 umgebaut | D-5-64-000-1630 Wikidata | weitere Bilder |

### Herpersdorf
| Lage                      | Objekt        | Beschreibung                                                                                 | Akten-Nr.                | Bild           |
| ------------------------- | ------------- | -------------------------------------------------------------------------------------------- | ------------------------ | -------------- |
| Am Wiesengrund (Standort) | Steinkreuz    | Sühnekreuz, Sandstein, frühes 16. Jahrhundert                                                | D-5-64-000-2825 Wikidata | weitere Bilder |
| Kubinstraße 2 (Standort)  | Wohnstallhaus | Erdgeschossiger Massivbau mit Fachwerkgiebel und Schopfwalm, Ende 18./Anfang 19. Jahrhundert | D-5-64-000-1154 Wikidata | BW             |

### Kornburg
| Lage                                             | Objekt | Beschreibung | Akten-Nr.                | Bild           |
| ------------------------------------------------ | --- | --- | ------------------------ | -------------- |
| Am Herpersdorfer Weg (Flurname) (Standort)       | Sogenanntes Schwedenkreuz                                                                                 | Steinkreuz, Sandstein, Ende 15./Anfang 16. Jahrhundert | D-5-64-000-2255 Wikidata | weitere Bilder |
| Am Neuseser Weg (Flurname) (Standort)            | Steinkreuz                                                                                                | Ein Kreuzarm abgebrochen, Sandstein, wohl spätmittelalterlich | D-5-64-000-2253 Wikidata | weitere Bilder |
| An den Schwedenkreuzen / Römerstraße (Standort)  | Drei Steinkreuze                                                                                          | Das mittlere mit abgebrochenen Kreuzarmen, Sandstein, wohl spätmittelalterlich | D-5-64-000-2254 Wikidata | weitere Bilder |
| Flockenstraße 20 (Standort)                      | Wohnhaus                                                                                                  | Zweigeschossiger, giebelständiger und verputzter Sandsteinbau mit Schopfwalmdach, verputztem Fachwerkgiebel und Fledermausgauben, im Kern 1736 | D-5-64-000-479 Wikidata  | weitere Bilder |
| Flockenstraße 20 (Standort)                      | Hofmauer                                                                                                  | mit profilierten Torpfeilern mit Kugelbekrönung, Sandstein, um 1736 | D-5-64-000-479 Wikidata  | weitere Bilder |
| Flockenstraße 27 (Standort)                      | Scheune                                                                                                   | Erdgeschossiger giebelständiger Fachwerkbau mit Satteldach auf Sandsteinsockel, Anfang 19. Jahrhundert | D-5-64-000-480 Wikidata  | weitere Bilder |
| Gerichtsweg 2 (Standort)                         | Ehemaliges Bäckeranwesen                                                                                  | Zweigeschossiger Sandsteinquaderbau mit Satteldach, verputztem Fachwerkgiebel und Sandstein-Bäckerzeichen an Traufseite, 1738/40 | D-5-64-000-612 Wikidata  | weitere Bilder |
| Im Schloßhof 1 (Standort)                        | Ehemalige Scheune                                                                                         | Erdgeschossiger Fachwerkbau mit Satteldach und Sandsteinsockel, Straßengiebel gegen Kornburger Hauptstraße, im Kern zweite Hälfte 17. Jahrhundert | D-5-64-000-859 Wikidata  | weitere Bilder |
| Im Schloßhof 2 (Standort)                        | Ehemaliges Rieterschloss                                                                                  | Ehemaliges Wasserschloss, hufeisenförmige Anlage um Innenhof mit Bergfried und ehemaligem Wassergraben, zweigeschossiger Bruchstein- und Sandsteinquaderbau mit Satteldach, Eckerkertürmchen mit Spitzhelm, Giebelgauben und viergeschossigem Bergfried mit Walmdach, im Kern 12./13. Jahrhundert, erstes Viertel 17. Jahrhundert, bezeichnet „1686“, 1923/27 umgebaut und teilweise rekonstruiert | D-5-64-000-860 Wikidata  | weitere Bilder |
| Im Schloßhof 2 (Standort)                        | Befestigungsmauer                                                                                         | um ehemaligen Wassergraben mit Schlosshofmauer und Rechtecktor mit hölzernem Gebälk nach Osten, Sandstein- und Bruchsteinmauerwerk, im Kern mittelalterlich, 17. Jahrhundert | D-5-64-000-860 Wikidata  | weitere Bilder |
| Im Schloßhof 2 (Standort)                        | Felsenkeller                                                                                              | Nordwestlich des Schlosses an der Befestigungsmauer | D-5-64-000-860 Wikidata  | weitere Bilder |
| Im Schloßhof 3 (Standort)                        | Scheune                                                                                                   | Erdgeschossiger Fachwerkbau mit Halbwalmdach und Sandsteinsockel, zweite Hälfte 17. Jahrhundert | D-5-64-000-861 Wikidata  | weitere Bilder |
| Im Schloßhof 4-10 (Standort)                     | Äußerer Schlosshof des ehemaligen Rieterschlosses                                                         | Zwei erdgeschossige, traufständige Wohnhauszeilen mit Satteldach, verputztem Sandsteinmauerwerk und Fachwerk, 17./18. Jahrhundert, teilweise erneuert | D-5-64-000-862           | weitere Bilder |
| Kornburger Hauptstraße (Standort)                | Denkmal für die Gefallenen des Deutsch-Französischen Krieges sowie des Ersten und des Zweiten Weltkrieges | Obelisk mit Inschriftmedaillon und Soldatenhelm als Abschluss auf volutengeziertem Sockelpfeiler und allseitig angebrachten Inschriftentafeln mit den Namen der Gefallenen, Sandstein, erweitert um zwei zu beiden Seiten des Denkmals aufgestellten Sandstein-Brüstungsmauern mit den Namen der Gefallenen des Zweiten Weltkriegs, um 1920, um 1950 erweitert                                     | D-5-64-000-2826 Wikidata | weitere Bilder |
| Kornburger Hauptstraße (Standort)                | Hirschendenkmal                                                                                           | Sandsteinfigur eines ruhenden Hirsches mit echtem Geweih auf hoher Sandsteinsäule mit Inschrifttafel, zur Erinnerung an die Erlegung eines Zehnenders durch Markgraf Wilhelm Friedrich von Ansbach, 1712 | D-5-64-000-1099 Wikidata | weitere Bilder |
| Kornburger Hauptstraße 10 (Standort)             | Wohnstallhaus                                                                                             | Breit gelagerter, erdgeschossiger Sandsteinbau mit Satteldach und verputztem Fachwerkgiebel, 18. Jahrhundert | D-5-64-000-1088 Wikidata | weitere Bilder |
| Kornburger Hauptstraße 14 (Standort)             | Kleinhaus, wohl ehemaliges Nebengebäude zum ehemaligen Seckendorff-Egloffstein’schen Freihaus             | Erdgeschossiger, giebelständiger Sandsteinbau mit Satteldach und verputztem Fachwerkgiebel, im Kern 1709 | D-5-64-000-1089 Wikidata | weitere Bilder |
| Kornburger Hauptstraße 16 (Standort)             | Ehemaliges Seckendorff-Egloffstein’sches Freihaus: Ehemaliges Herrenhaus                                  | Zweigeschossiger, verputzter Sandsteinbau mit Walmdach, Ecklisenen und profiliertem Portal mit Wappen, 1708/09 | D-5-64-000-1090 Wikidata | weitere Bilder |
| Kornburger Hauptstraße 14 (Standort)             | Ehemaliges Seckendorff-Egloffstein’sches Freihaus: Scheune                                                | Im Hof, erdgeschossiger Fachwerkbau mit Satteldach und Sandsteinsockel, um 1709 | D-5-64-000-1090 Wikidata | BW             |
| Kornburger Hauptstraße 18 (Standort)             | Ehemaliges Seckendorff-Egloffstein’sches Freihaus: Ökonomiegebäude                                        | Erdgeschossiger Satteldachbau mit Fachwerkgiebel und Aufzugsgaube, erste Hälfte 18. Jahrhundert | D-5-64-000-1090 Wikidata | weitere Bilder |
| Kornburger Hauptstraße 14, 16, 18 (Standort)     | Ehemaliges Seckendorff-Egloffstein’sches Freihaus: Ehemaliges Wächterhäuslein, jetzt Gartenhaus           | Zweigeschossiger Sandsteinbau mit Fachwerkobergeschoss und Walmdach, um 1709 | D-5-64-000-1090 Wikidata | weitere Bilder |
| Kornburger Hauptstraße 14, 16, 18 (Standort)     | Rechteckportal                                                                                            | Mit Profilgebälk gegen Wasserschloss, Sandstein, am Sturz bezeichnet „1708“ | D-5-64-000-1090 Wikidata | weitere Bilder |
| Kornburger Hauptstraße 18 (Standort)             | Kleinhaus                                                                                                 | Erdgeschossiger, giebelständiger Sandsteinbau mit Satteldach und traufseitig und rückwärtiger Giebel in Fachwerk, teils verputzt, wohl Anfang 19. Jahrhundert | D-5-64-000-1091 Wikidata | weitere Bilder |
| Kornburger Hauptstraße 19 (Standort)             | Gasthaus Zum Roten Ochsen                                                                                 | Zweigeschossiger, traufständiger Sandsteinbau mit Satteldach, im Kern 18. Jahrhundert, 1866 | D-5-64-000-1092 Wikidata | weitere Bilder |
| Kornburger Hauptstraße 19 (Standort)             | Scheune                                                                                                   | Erdgeschossiger, traufständiger Sandsteinbau mit Satteldach und Fachwerkgiebel, 18./19. Jahrhundert | D-5-64-000-1092 Wikidata | weitere Bilder |
| Kornburger Hauptstraße 24 (Standort)             | Wohnhaus in Ecklage                                                                                       | Zweigeschossiger Sandsteinquaderbau mit Walmdach und großem Dacherker mit Giebel, 1786, Dachausbau 19. Jahrhundert | D-5-64-000-1094 Wikidata | weitere Bilder |
| Kornburger Hauptstraße 29 (Standort)             | Ehemaliges Müller-Vargeth’sches Freihaus, später Rathaus                                                  | Zweigeschossiger Sandsteinquaderbau mit Walmdach und profilierten Portalen, 1731 | D-5-64-000-1095 Wikidata | weitere Bilder |
| Kornburger Hauptstraße 29 (Standort)             | Scheune                                                                                                   | Erdgeschossiger, giebelständiger Sandsteinquaderbau mit Satteldach, 18. Jahrhundert | D-5-64-000-1095 Wikidata | weitere Bilder |
| Kornburger Hauptstraße 31 (Standort)             | Evangelisch-lutherisches Pfarrhaus                                                                        | Zweigeschossiger, traufständiger Sandsteinquaderbau mit Satteldach und Fachwerkobergeschoss, im Kern erstes Viertel 17. Jahrhundert, Mitte 17. Jahrhundert | D-5-64-000-1096 Wikidata | weitere Bilder |
| Kornburger Hauptstraße 31 (Standort)             | Ehemalige Scheune, jetzt Heimatmuseum                                                                     | Erdgeschossiger, traufständiger Fachwerkbau mit Krüppelwalmdach, Sandsteinsockel und giebelseitigem Anbau mit Walmdach, 1693 | D-5-64-000-1096          | BW             |
| Kornburger Hauptstraße 31 (Standort)             | Sandsteinhofmauer                                                                                         | Mit stichbogiger Toreinfahrt, zweite Hälfte 17. Jahrhundert | D-5-64-000-1096 Wikidata | weitere Bilder |
| Kornburger Hauptstraße 37 (Standort)             | Türumrahmung und Wappenkartusche                                                                          | Sandstein, bezeichnet „1743“; an erneuertem Giebelhaus | D-5-64-000-1097 Wikidata | weitere Bilder |
| Ludwig-Donau-Main-Kanal, Ludwig-Kanal (Standort) | Abschnitt des Ludwig-Donau-Main-Kanals                                                                    | siehe Baudenkmäler im Forst Kleinschwarzenlohe | D-5-76-453-1             | weitere Bilder |
| Ludwig-Donau-Main-Kanal (Standort)               | Abschnitt des Ludwig-Donau-Main-Kanals                                                                    | Künstlich angelegte Wasserstraße zwischen Kelheim und Bamberg auf einer Länge von 173 km mit ehemals 100 Schleusen, zahlreichen wasser- und schifffahrtstechnischen Anlagen und Gebäuden zur Herstellung eines durchgehenden Wasserweges zwischen Nordsee und dem Schwarzen Meer, auf Veranlassung König Ludwigs I. von Bayern durch Heinrich Freiherr von Pechmann, 1836–45                       | D-5-64-000-2733          | weitere Bilder |
| Sudermannstraße 7 (Standort)                     | Ehemaliges Hirtenhaus                                                                                     | Erdgeschossiger, traufständiger Satteldachbau mit Fachwerkgiebel, 1721 | D-5-64-000-1923 Wikidata | weitere Bilder |
| Sudermannstraße 7 (Standort)                     | Scheune                                                                                                   | Erdgeschossiger Fachwerkbau mit Satteldach und Sandsteinsockel, 18. Jahrhundert | D-5-64-000-2820 Wikidata | weitere Bilder |
| Venatoriusstraße 1 (Standort)                    | Ehemaliges Mesner- und Schulhaus                                                                          | Zweigeschossiger Sandsteinquaderbau mit Walmdach, 1796/97 | D-5-64-000-2017 Wikidata | weitere Bilder |
| Venatoriusstraße 2 (Standort)                    | Evangelisch-lutherische Pfarrkirche St. Nikolaus                                                          | Sandsteinquaderbau mit Walmdach, Ecklisenen und Ostturm mit oktogonalem Aufsatz und Spitzhelm, Saalbau mit seitenschiffartigen Erweiterungen, im sogenannten Markgrafenbarockstil, wohl von Johann David Steingruber, 1739/40; mit Ausstattung | D-5-64-000-2018 Wikidata | weitere Bilder |
| Venatoriusstraße 2 (Standort)                    | Kirchhofmauer                                                                                             | Pfarrkirche St. Nikolaus ist umgeben von hoher Kirchhofmauer, Sandstein- und Bruchstein, gleichzeitig | D-5-64-000-2018 Wikidata | weitere Bilder |
| Venatoriusstraße 2 (Standort)                    | Torhaus                                                                                                   | Sandsteinquaderbau mit Walmdach und Rundbogenportal, gleichzeitig | D-5-64-000-2018 Wikidata | weitere Bilder |
| Venatoriusstraße 4 (Standort)                    | Ehemaliges Mesnerhaus mit Amtsknechtswohnung und Ortsgefängnis                                            | Zweigeschossiger, traufständiger Satteldachbau mit teils Sandsteinerdgeschoss und Fachwerkobergeschoss und -giebel, in die Kirchhofmauer eingebunden, modern bezeichnet „1579“, Ende 17. oder Anfang 18. Jahrhundert aufgestockt, 1752 erweitert | D-5-64-000-2019 Wikidata | weitere Bilder |
| Venatoriusstraße 6 (Standort)                    | Wohnhaus                                                                                                  | Erdgeschossiger, giebelständiger und verputzter Massivbau mit Frackdach, straßenseitig aufgestockt mit Fachwerkobergeschoss und -giebel, Ende 18. Jahrhundert | D-5-64-000-2020 Wikidata | weitere Bilder |
| Venatoriusstraße 9 (Standort)                    | Wohnstallhaus                                                                                             | Erdgeschossiger, giebelständiger Sandsteinquaderbau mit Frackdach, einseitig Traufseiten-Aufstockung mit Fachwerkobergeschoss, 17./18. Jahrhundert, Aufstockung Anfang 19. Jahrhundert | D-5-64-000-2022 Wikidata | weitere Bilder |
| Venatoriusstraße 10 (Standort)                   | Scheune                                                                                                   | Erdgeschossiger, traufständiger Sandsteinquaderbau mit Satteldach und Fachwerkgiebel, erste Hälfte 19. Jahrhundert | D-5-64-000-2023 Wikidata | BW             |

### Worzeldorf
| Lage                                                     | Objekt                                 | Beschreibung | Akten-Nr.                          | Bild           |
| -------------------------------------------------------- | -------------------------------------- | --- | ---------------------------------- | -------------- |
| Friedrich-Overbeck-Straße 1 (Standort)                   | Ehemaliges Kanalgehöft                 | Zweigeschossiger Sandsteinquaderbau mit Satteldach und quer angebauter ehemaliger Scheune, erdgeschossiger Sandsteinbau mit Satteldach, erste Hälfte 19. Jahrhundert | D-5-64-000-510 Wikidata            | weitere Bilder |
| Ludwig-Donau-Main-Kanal (Nähe Spitzwegstraße) (Standort) | Abschnitt des Ludwig-Donau-Main-Kanals | Abschnitt des Ludwig-Donau-Main-Kanals, künstlich angelegte Wasserstraße zwischen Kelheim und Bamberg auf einer Länge von 173 km mit ehemals 100 Schleusen, zahlreichen wasser- und schifffahrtstechnischen Anlagen und Gebäuden zur Herstellung eines durchgehenden Wasserweges zwischen Nordsee und dem Schwarzen Meer, auf Veranlassung König Ludwigs I. von Bayern durch Heinrich Freiherr von Pechmann, 1836–45 | D-5-64-000-2261 Wikidata           | weitere Bilder |
| Ludwig-Donau-Main-Kanal (Spitzwegstraße) (Standort)      | Schleuse 67                            | Bestandteil des Ludwig-Donau-Main-Kanals, Kammerschleuse, durch Straße gestört, Sandstein, 1836–45 | D-5-64-000-2263 Wikidata           | weitere Bilder |
| Ludwig-Donau-Main-Kanal (Standort)                       | Schleuse 68                            | Bestandteil des Ludwig-Donau-Main-Kanals, Kammerschleuse mit Steg, Sandstein, 1836/45 | D-5-64-000-2264 Wikidata           | weitere Bilder |
| Ludwig-Donau-Main-Kanal (Standort)                       | Kanalhafen Worzeldorf                  | | D-5-64-000-2264 Wikidata           | weitere Bilder |
| Ludwig-Donau-Main-Kanal (Standort)                       | Kanalhafen Worzeldorf                  | Kanalkran der Firma I. W. Spaeth Dutzendteich, bez. 1849 | D-5-64-000-2264 zugehörig Wikidata | weitere Bilder |
| Seckendorfstraße (Standort)                              | Steinkreuz                             | Sandstein, wohl spätmittelalterlich | D-5-64-000-2267 Wikidata           | weitere Bilder |
| Seckendorfstraße (Standort)                              | Steinkreuz                             | Sandstein, wohl spätmittelalterlich | D-5-64-000-2266 Wikidata           | weitere Bilder |
| Worzeldorfer Hauptstraße 15 (Standort)                   | Gasthaus Schwarzer Adler               | Zweigeschossiger giebelständiger Sandsteinquaderbau mit Satteldach, im rückwärtigen Teil verputztes Fachwerkobergeschoss und Krüppelwalm, bezeichnet „1699“ | D-5-64-000-2196 Wikidata           | BW             |
| Worzeldorfer Hauptstraße 15 (Standort)                   | Wirtschaftsgebäude                     | Scheune und Stallungen, langgestreckter, erdgeschossiger und traufständiger Backsteinbau mit Satteldach und Aufzugsgauben, um 1903 | D-5-64-000-2196 Wikidata           | BW             |

### Königshof
| Lage                    | Objekt                                      | Beschreibung | Akten-Nr.                | Bild           |
| ----------------------- | ------------------------------------------- | --- | ------------------------ | -------------- |
| Marthweg 120 (Standort) | Worzeldorfer Gutshof: Ehemaliges Herrenhaus | Erdgeschossiger, traufständiger Sandsteinquaderbau mit Satteldach, Fachwerkgiebel und Fachwerk-Zwerchhaus mit Walmdach, 1796, Anfang 20. Jahrhundert ausgebaut | D-5-64-000-2195 Wikidata | weitere Bilder |
| Marthweg 120 (Standort) | Worzeldorfer Gutshof: Scheune               | Fachwerkbau auf Sandsteinsockel mit Satteldach, wohl spätes 18. Jahrhundert                                                                                    | D-5-64-000-2195 Wikidata | BW             |
| Marthweg 120 (Standort) | Worzeldorfer Gutshof: Stallgebäude          | Backsteinbau mit Satteldach, Ende 19. Jahrhundert | D-5-64-000-2195 Wikidata | BW             |
| Marthweg 120 (Standort) | Worzeldorfer Gutshof: Sandsteinpfeiler      | Wohl spätes 18. Jahrhundert | D-5-64-000-2195 Wikidata | BW             |

### Pillenreuth
| Lage                          | Objekt | Beschreibung | Akten-Nr.                | Bild           |
| ----------------------------- | --- | --- | ------------------------ | -------------- |
| Zum Klösterle 1 (Standort)    | Ehemalige Klostermauern des ehemaligen Augustinerinnenklosters Pillenreuth                                     | Sandsteinquadermauerzüge mit stichbogigem Torbogen mit Zinnenaufsätzen in Ziegelmauerwerk im Osten und mit stichbogigem Torbogen aus Sandsteinmauerwerk mit Voluten im Westen, im Kern 15. Jahrhundert, mit Veränderungen wohl bis ins 19. Jahrhundert | D-5-64-000-2233 Wikidata | weitere Bilder |
| Zum Klösterle 6 (Standort)    | Ehemaliger Klosterbauernhof des ehemaligen Augustinerinnenklosters Pillenreuth, Wohnstallhaus                  | Zweigeschossiger, teils verputzter Sandsteinquaderbau mit Fachwerkgiebel, teilweise Fachwerkobergeschoss und einseitigem Halbwalmdach, im Kern Anfang 17. Jahrhundert, bezeichnet „1607“                                                               | D-5-64-000-2230 Wikidata | weitere Bilder |
| Zum Klösterle 6/14 (Standort) | Kirchenmauerreste der ehemaligen Augustinerinnenklosterkirche Pillenreuth                                      | Sandstein- und Bruchsteinmauerwerk, spätmittelalterlich, Klosterkirche 1418 geweiht, 1552 zerstört, in Nord-Süderstreckung zwischen Zum Klösterle 14 und 6                                                                                             | D-5-64-000-2229 Wikidata | BW             |
| Zum Klösterle 14 (Standort)   | Ehemaliges Pröpstinnenhaus des ehemaligen Augustinerinnenklosters Pillenreuth, später Gaststätte Zum Klösterle | Zweigeschossiger, giebelständiger Satteldachbau mit hohen Stichbogenfenstern, im Kern 14. Jahrhundert, Anfang 17. Jahrhundert, Umbauten 19./20. Jahrhundert. Das Gebäude wurde am 4. Januar 2012 durch eine Gasexplosion zerstört.                     | D-5-64-000-2231 Wikidata | BW             |
| Zum Klösterle 16 (Standort)   | Ehemaliges Austragshaus                                                                                        | Kleinhaus, erdgeschossiger traufständiger Satteldachbau mit Sandstein- und Bruchsteinmauerwerk, neu aufgebaut mit Resten der ehemaligen Klostermauer, 1892                                                                                             | D-5-64-000-2232 Wikidata | BW             |
| Zum Klösterle 18 (Standort)   | Ehemaliges Austragshaus, Kleinhaus                                                                             | Erdgeschossiger Satteldachbau mit Sandstein- und Bruchsteinmauerwerk, mit Resten der ehemaligen Klostermauern anstelle von Nonnenhaus und Dormitorium errichtet, 1919                                                                                  | D-5-64-000-2819 Wikidata | BW             |

### Eibacher Forst
| Lage                               | Objekt                                    | Beschreibung | Akten-Nr.                | Bild           |
| ---------------------------------- | ----------------------------------------- | --- | ------------------------ | -------------- |
| Ludwig-Donau-Main-Kanal (Standort) | Schleuse 69                               | Bestandteil des Ludwig-Donau-Main-Kanals, Kammerschleuse mit Steg, Sandstein, 1836–45. | D-5-64-000-2377 Wikidata | weitere Bilder |
| Ludwig-Donau-Main-Kanal (Standort) | Abschnitt des Ludwig-Donau-Main-Kanals    | Künstlich angelegte Wasserstraße zwischen Kelheim und Bamberg auf einer Länge von 173 km mit ehemals 100 Schleusen, zahlreichen wasser- und schifffahrtstechnischen Anlagen und Gebäuden zur Herstellung eines durchgehenden Wasserweges zwischen Nordsee und dem Schwarzen Meer, auf Veranlassung König Ludwigs I. von Bayern durch Heinrich Freiherr von Pechmann, künstl. Wasserzulauf für den Kanalabschnitt, 1836–45. | D-5-64-000-2732 Wikidata | weitere Bilder |
| Ludwig-Donau-Main-Kanal (Standort) | Ottergraben                               | 1836–45. | D-5-64-000-2732 Wikidata | weitere Bilder |
| Ludwig-Donau-Main-Kanal (Standort) | Schleuse 70                               | Bestandteil des Ludwig-Donau-Main-Kanals, Kammerschleuse mit Steg, Sandstein. | D-5-64-000-2378 Wikidata | weitere Bilder |
| Ludwig-Donau-Main-Kanal (Standort) | Schleuse 70                               | Schleusengesicherter Kreuzungspunkt von Überlaufgräben und Kanalzuläufen, Ottergraben, 1836–45. | D-5-64-000-2378 Wikidata | weitere Bilder |
| Ludwig-Donau-Main-Kanal (Standort) | Schleuse 70                               | Schleusenwärterhaus, eingeschossiger massiver Flachsatteldachbau, Rotsandstein, 1836/45 | D-5-64-000-2378 Wikidata | weitere Bilder |
| Ludwig-Donau-Main-Kanal (Standort) | Schleuse 71                               | Bestandteil des Ludwig-Donau-Main-Kanals, Kammerschleuse teilweise überbaut, Sandstein, 1836–45 | D-5-64-000-2736 Wikidata | weitere Bilder |
| Worzeldorfer Lach (Standort)       | Sogenanntes Ullherkreuz bzw. Dilherrkreuz | Steinkreuz, Sandstein, wohl spätmittelalterlich | D-5-64-000-2379 Wikidata | weitere Bilder |

### Weiherhaus
| Lage                              | Objekt                                             | Beschreibung | Akten-Nr.                | Bild           |
| --------------------------------- | -------------------------------------------------- | --- | ------------------------ | -------------- |
| An den Weihern 3 (Standort)       | Ehemaliger Herrensitz Weiherhaus                   | Zweigeschossiger, verputzter Massivbau mit Walmdach und rustizierten Ecklisenen, um 1692                                                                           | D-5-64-000-101 Wikidata  | weitere Bilder |
| An den Weihern 29 / 31 (Standort) | Ehemalige Holzschuher’sche Scheune, jetzt Wohnhaus | Erdgeschossiger Putzbau mit Halbwalmdach, Schleppgauben und breiter Fachwerk-Gaube, im Kern 17./18. Jahrhundert, im 20. Jahrhundert ausgebaut; mit Wappenkartusche | D-5-64-000-102 Wikidata  | BW             |
| Radmeisterstraße (Standort)       | Sogenanntes Schwedenkreuz                          | Steinkreuz, Sandstein, wohl Anfang 16. Jahrhundert | D-5-64-000-2260 Wikidata | weitere Bilder |

## Baudenkmäler in Südwestliche Außenstadt

### Hohe Marter
| Lage                                                   | Objekt                                                    | Beschreibung | Akten-Nr.                | Bild           |
| ------------------------------------------------------ | --------------------------------------------------------- | --- | ------------------------ | -------------- |
| Ambergerstraße 25 (Standort)                           | Schulhaus                                                 | Zweigeschossiger Mansarddachbau mit dreigeschossigen Eingangseckpavillons mit Walmdach und Dachreitern, und weit hervortretendem Mittelrisalit mit Rauputz und Zwerchgiebel, Putzbau mit Sandsteinsockel und Spätjugendstildekor, von Georg Kuch, 1910/12 (bezeichnet „1911“)                                                                                         | D-5-64-000-76 Wikidata   | weitere Bilder |
| Ambergerstraße 25 (Standort)                           | Brunnenhäuschen                                           | Im Schulhof, Putzbau mit Walmdach und zweiseitig angebauten Brunnenbassins, Spätjugendstil, gleichzeitig | D-5-64-000-76 Wikidata   | BW             |
| Ambergerstraße 25 (Standort)                           | Remise                                                    | Putzbau mit Walmdach, gleichzeitig | D-5-64-000-76 Wikidata   | weitere Bilder |
| Ambergerstraße 25 (Standort)                           | Einfriedung                                               | Steinmauer mit Holzlattung, gleichzeitig | D-5-64-000-76 Wikidata   | BW             |
| Friesenstraße 19 (Standort)                            | Katholische Pfarrkirche St. Wolfgang                      | Satteldachbau mit im Osten einhüftig angehängtem Seitenschiff, Ziegelsteinbau mit horizontaler Klinkermusterung und senkrechten Fensterschlitzen und quadratischen Fensteröffnungen an der südlichen Giebelseite, Innenraum durch acht Betonbinder gegliedert; mit Ausstattung                                                                                        | D-5-64-000-2483 Wikidata | weitere Bilder |
| Friesenstraße 17a (Standort)                           | Sakristei                                                 | Erdgeschossiger Ziegelbau mit Satteldach, traufständig westlich an Kirche angeschlossen | D-5-64-000-2483 Wikidata | weitere Bilder |
| Friesenstraße 17 (Standort)                            | Pfarrhaus                                                 | Zweigeschossiger, traufständiger Ziegelbau mit Satteldach und Klinkermusterung, westlich an Sakristei angeschlossen, sämtlich von Winfried und Peter Leonhardt, 1957/58 | D-5-64-000-2483 Wikidata | weitere Bilder |
| Hansastraße 7A (Standort)                              | Fernmeldeturm Nürnberg                                    | Fernmelde- bzw. Fernsehturm, sich nach oben verjüngender 292,80 m hoher Stahlbetonturm mit mehrfach gestaffeltem Korb, verglastes Eingangsfoyer mit steilem Flugdach aus Beton, von Erwin Heinle und Fritz Leonhardt, 1977–80 Höchstes Bauwerk in Bayern und dritthöchster Fernsehturm in Deutschland Wegen seines eiförmigen Turmkorbes auch „Nürnberger Ei“ genannt | D-5-64-000-4827 Wikidata | weitere Bilder |
| Hansastraße 7A (Standort)                              | Außenanlage                                               | Gestaltete, die Gebäude mit einbeziehende Grünfläche mit Wegen, Bäumen, Buschwerk und Rasenflächen sowie terrassierter Böschung, gleichzeitig | D-5-64-000-4827          | weitere Bilder |
| Zweibrückener Straße 5 (Standort)                      | Villa                                                     | Zweigeschossiger Schopfwalmdachbau mit Risaliten, Bodenerker und hölzerner, zweigeschossiger Loggia, Putzbau mit Fachwerkgiebel, Heimatstil, von Emil Hecht, 1905/06 | D-5-64-000-2376 Wikidata | weitere Bilder |
| Zweibrückener Straße 5 (Standort)                      | Garten                                                    | um die Villa | D-5-64-000-2376 Wikidata | BW             |
| Zweibrückener Straße 54, vor dem Hochbunker (Standort) | Denkmal für die Gefallenen des Krieges 1870/71            | Steinsäule mit bekrönendem Bronzeadler auf hohem Podest, im Stil der Neurenaissance, beziffert 1886 | D-5-64-000-1831 Wikidata | weitere Bilder |
| Zweibrückener Straße 54 (Standort)                     | Hochbunker „Hohe Marter“                                  | ursprünglicher Hochbunker von 1941, jetzt Garnisonmuseum Nürnberg, siebengeschossiger Rundbau mit flachem Kegeldach, Rundbogenportal und Arkadenfries, Eisenbetonbau mit Backsteinverblendung, 1996 innen umgebaut. | D-5-64-000-2234          | weitere Bilder |
| Zweibrückener Straße 68 (Standort)                     | Martersäule                                               | Martersäule, sogenannte Geleitsäule, Sandstein, barock, wohl 17. Jahrhundert; in der Grünanlage Hohe Marter. | D-5-64-000-1833 Wikidata | weitere Bilder |
| Zweibrückener Straße 68 (Standort)                     | Öffentliche Bedürfnisanstalt                              | Öffentliche Bedürfnisanstalt, eingeschossiger Rundbau mit verputztem Ziegelmauerwerk, umlaufenden Fensterband unterhalb der Traufe und vorkragender, runder Stahlbetonplatte als Bedachung, nach Plänen des Städtischen Hochbauamts Nürnberg, 1954/55. | D-5-64-000-2839 Wikidata | weitere Bilder |
| Zweibrückener Straße 68 (Standort)                     | Denkmal für die Gefallenen des Ersten Weltkrieges 1914/18 | Sandsteinpfeiler mit Figur des heiligen Georg zu Pferd, auf getrepptem Postament, um 1920/25; in der Grünanlage Hohe Marter. | D-5-64-000-1832 Wikidata | weitere Bilder |

### Röthenbach bei Schweinau
| Lage                                   | Objekt                                                                            | Beschreibung | Akten-Nr.                | Bild           |
| -------------------------------------- | --------------------------------------------------------------------------------- | --- | ------------------------ | -------------- |
| Ansbacher Straße 136 (Standort)        | Beamtenwohnhaus                                                                   | zweigeschossiger, verputzter Walmdachbau mit Zwerchhäusern, Satteldachgauben, Sohlbankgesimsen und Freitreppe, bez. 1923. | D-5-64-000-4819 Wikidata | weitere Bilder |
| Castellstraße 140 (Standort)           | Fabrikgebäude der Bleistiftfabrik A. W. Faber-Castell; Neues Produktionsgebäude   | Dreigeschossiger, lang gestreckter Satteldachbau mit flachen Dreiecksgiebeln und Lisenen- und Gesimsgliederung, mittig Pilaster mit ionischen Kapitellen, 1924                                                                  | D-5-73-127-54            | BW             |
| Castellstraße 140 (Standort)           | Fabrikgebäude der Bleistiftfabrik A. W. Faber-Castell: Erweiterungsbauten         | Dreigeschossige Satteldachbauten mit flachen Risaliten und Lisenenputzgliederung, 1925/26 | D-5-73-127-54            | BW             |
| Castellstraße 140 (Standort)           | Fabrikgebäude der Bleistiftfabrik A. W. Faber-Castell: Kraftmaschinenhalle        | Dreifach in der Höhe gestaffelter Flachdachbau mit hohem Ziegelsteinkamin, 1926; mit technischer Ausstattung Weitere Gebäude liegen auf dem Gebiet der Stadt Stein; siehe auch Liste der Baudenkmäler in Stein (Mittelfranken). | D-5-73-127-54            | BW             |
| Ellingstraße 9 (Standort)              | Ehemaliges Wohnstallhaus                                                          | Erdgeschossiger, traufständiger und verputzter Satteldachbau mit verputztem Sandsteingiebel im Osten und verputztem Fachwerkgiebel und Schopfwalm im Westen, bezeichnet „1800“                                                  | D-5-64-000-418 Wikidata  | weitere Bilder |
| Jägerstraße 3 (Standort)               | Ehemaliges Bauernhaus                                                             | Zweigeschossiger giebelständiger Sandsteinbau mit Satteldach, Volutengiebel, Dachgauben, Ecklisenen und Stockwerkgesimsen, bezeichnet „1809“ und „1898“                                                                         | D-5-64-000-887 Wikidata  | weitere Bilder |
| Rednitzstraße (Standort)               | Faberpark                                                                         | Landschaftspark im Englischen Stil, von Adolf Wagner, 1850/53 angelegt, in der zweiten Hälfte des 19. Jahrhunderts sukzessive erweitert                                                                                         | D-5-64-000-1600 Wikidata | weitere Bilder |
| Rednitzstraße (Standort)               | Faberpark: Weiher                                                                 | 1880 angelegt, 1910 vergrößert | D-5-64-000-1600 Wikidata | weitere Bilder |
| Rednitzstraße (Standort)               | Faberpark: Künstliche Ruine                                                       | Mit sogenanntem Rolandsbogen und zwei schmiedeeiserne Zugangsbrücken, Tuffsteinmauerwerk, auf Insel im Weiher angelegt, um 1910                                                                                                 | D-5-64-000-1600 Wikidata | weitere Bilder |
| Rednitzstraße (Standort)               | Faberpark: Ehemaliges Mausoleum                                                   | Zentralbau mit Tempelfront, Sandsteinbau, in klassizistischen Formen, um 1898 | D-5-64-000-1600 Wikidata | weitere Bilder |
| Rednitzstraße 32 (Standort)            | Mietswohnhaus                                                                     | Eingeschossiger, traufständiger Sichtziegelsteinbau mit Mansarddach und stehenden Gauben mit Dreiecksgiebeln, von Matthias Letzner, 1896;                                                                                       | D-5-64-000-4842 Wikidata | weitere Bilder |
| Rednitzstraße 32 (Standort)            | Waschhaus                                                                         | Eingeschossiger Sichtziegelsteinbau mit Satteldach, gleichzeitig. | D-5-64-000-4842          | weitere Bilder |
| Rednitzstraße 33 (Standort)            | Ehemaliges Gasthaus                                                               | Zweigeschossiger, verputzter Sandsteinbau mit Satteldach, Volutengiebel, Giebelgauben und profiliertem Rechteckportal, Ende 18. Jahrhundert                                                                                     | D-5-64-000-1598 Wikidata | weitere Bilder |
| Rednitzstraße 80, 84 (Standort)        | Ehemalige Torhäuser einer abgegangenen Marstallanlage des Schlosses Faber-Castell | Erdgeschossige Schopfwalmdachbauten mit Sandsteineckgliederung, Risaliten, Fachwerkgiebeln, Zwerchgiebeln, Dachgauben und Loggien, Heimatstil, um 1905                                                                          | D-5-64-000-1599 Wikidata | weitere Bilder |
| Rednitzstraße 80, 84 (Standort)        | Einfriedung                                                                       | Tuffsteinmauer mit Eisengitterzaun und Torpfeilern, gleichzeitig | D-5-64-000-1599 Wikidata | weitere Bilder |
| Röthenbacher Hauptstraße 74 (Standort) | Ehemaliges Schulhaus                                                              | Zweigeschossiger traufständiger Sandsteinquaderbau mit Satteldach und Uhrtürmchen, bezeichnet „1877“ | D-5-64-000-1671 Wikidata | weitere Bilder |
| Röthenbacher Hauptstraße 76 (Standort) | Ehemaliges Schulhaus, Erweiterungsbau                                             | zweigeschossiger Sandsteinbau mit flachem Mansarddach mit Schopf und Giebelgauben, bezeichnet „1907“ | D-5-64-000-1671          | BW             |

### Röthenbach West
| Lage                              | Objekt              | Beschreibung | Akten-Nr.               | Bild           |
| --------------------------------- | ------------------- | --- | ----------------------- | -------------- |
| Felsenstraße 14, 18 (Standort)    | Schalthaus          | dreigeschossiger, verputzter Massivbau, z. T. Sichtbeton, mit zurückgesetztem Dachgeschoss und Walmdach aus Eisen und Bimsbeton, Jakob Schmeißner, 1912/13, Erweiterung nach Westen 1919–22; errichtet für die Großkraftwerk Franken AG. | D-5-64-000-4886         | BW             |
| Felsenstraße 40 (Standort)        | Hochvolthaus        | zweigeschossiger, verputzter Massivbau mit Satteldach sowie Gesims- und Lisenengliederung, an der Westseite Austritt mit Betonabdeckung mit Pultdach, an der Ostseite zweigeschossiger Seitenflügel mit flachem Pultdach und quergestellter Werkstattbau mit Satteldach, 1922–23; ehem. zum Umspannwerk Nürnberg der Bayernwerk AG gehörig. | D-5-64-000-4894         | BW             |
| Gebersdorfer Straße 89 (Standort) | Ehemaliges Zollhaus | Erdgeschossiger traufständiger Sandsteinbau mit Schopfwalmdach, Fachwerkgiebel und Zwerchhaus mit Walmdach, um 1900 | D-5-64-000-590 Wikidata | weitere Bilder |

### Eibach
| Lage                                  | Objekt                                                   | Beschreibung | Akten-Nr.                | Bild           |
| ------------------------------------- | -------------------------------------------------------- | --- | ------------------------ | -------------- |
| Castellstraße 46, 46a (Standort)      | Gartenpavillon                                           | offener Holzbau mit Pyramidendach, Aufsatz mit Pyramidendach und Holzstabgitterwerk, auf Sandsteinsockel, historistisch, um 1908 | D-5-64-000-4805 Wikidata | BW             |
| Eibacher Hauptstraße 55 (Standort)    | Ehemaliges evangelisch-lutherisches Pfarrhaus            | Zweigeschossiger Sandsteinbau mit Walmdach, zweite Hälfte 19. Jahrhundert | D-5-64-000-400 Wikidata  | weitere Bilder |
| Eibacher Hauptstraße 59 (Standort)    | Evangelisch-lutherische Pfarrkirche St. Johannes Baptist | Sandsteinquaderbau mit Satteldach, Westturm mit Spitzhelm und polygonalem Chor, Langhaussaal mit Holztonne und eingezogenem Chor mit Kehlrippengewölbe, im Kern 1343, Mitte 18. Jahrhundert und bezeichnet „1914“ verändert; mit Ausstattung                                                              | D-5-64-000-402 Wikidata  | weitere Bilder |
| Eibacher Hauptstraße 78 (Standort)    | Wohnhaus                                                 | Zweigeschossiger traufständiger und rustizierter Sandsteinquaderbau mit Satteldach und Zwerchhaus, um 1860/70 | D-5-64-000-403 Wikidata  | weitere Bilder |
| Eibenweg 10 (Standort)                | Historische Kirchenausstattung                           | Historische Ausstattung der neu errichteten katholische Pfarrkirche St. Walburga | D-5-64-000-404 Wikidata  | weitere Bilder |
| Forstweiherstraße 14 (Standort)       | Wohnhaus                                                 | Erdgeschossiger giebelständiger Sandsteinbau mit Satteldach und zweigeschossigem Zwerchgiebel, im Kern 18. Jahrhundert, im 19. Jahrhundert erweitert | D-5-64-000-489 Wikidata  | weitere Bilder |
| Forstweiherstraße 14 (Standort)       | Nebengebäude                                             | Zweigeschossiger giebelständiger Satteldachbau mit teilweise verputztem Fachwerkobergeschoss, 19. Jahrhundert | D-5-64-000-489 Wikidata  | BW             |
| Forstweiherstraße 14 (Standort)       | Scheune                                                  | Traufständiger Sandsteinquaderbau mit Satteldach und Rundbogenportal, bezeichnet „1842“ | D-5-64-000-489 Wikidata  | BW             |
| Forstweiherstraße 20 / 20a (Standort) | Ehemaliges Bauernhaus                                    | Erdgeschossiger giebelständiger Satteldachbau mit Fachwerkgiebel, im Kern 18. Jahrhundert | D-5-64-000-490 Wikidata  | BW             |
| Fritz-Weidner-Straße 1 (Standort)     | Ehemals Gasthaus Schwarzer Adler                         | Zweigeschossiger Sandsteinquaderbau mit Mansardgiebeldach, im Kern 17. Jahrhundert, dendrochronologisch datiert 1649/50, Umbau und Mansarddachausbau von Johann Carl, 1891, bezeichnet „1892“ | D-5-64-000-518 Wikidata  | weitere Bilder |
| Fritz-Weidner-Straße 4 (Standort)     | Ehemaliges Handwerkerhaus mit Schlosserwerkstatt         | Zweigeschossiger traufständiger und gegliederter Klinkerbau mit Mansardgiebeldach und Giebelgauben, bezeichnet „1882“ | D-5-64-000-520 Wikidata  | weitere Bilder |
| Fritz-Weidner-Straße 19 (Standort)    | Leichenhaus im Eibacher Friedhof                         | Erdgeschossiger traufständiger Sandsteinbau mit Satteldach, Mittelrisalit und Spitzbogenportal, neugotisch, bezeichnet „1898“ | D-5-64-000-521 Wikidata  | weitere Bilder |
| Fürreuthweg 95 (Standort)             | Schule am Fürreuthweg                                    | Schulhaus, langgestreckter, zweigeschossiger Putzbau mit Satteldach, vom Städtischen Hochbauamt Nürnberg (Walter Brugmann, Heinz Schmeißner, W. Köthmann), 1937/38 | D-5-64-000-2402 Wikidata | BW             |
| Fürreuthweg 95 (Standort)             | Turnhalle                                                | mit massivem Uhrenturm, traufständiger Satteldachbau mit viergeschossigem Turmanbau mit Satteldach und rundbogigen Durchgängen, mit dem Schulhaus durch offene hölzerne Pausenhalle mit Pultdach verbunden, vom Städtischen Hochbauamt Nürnberg (Walter Brugmann, Heinz Schmeißner, W. Köthmann), 1937/38 | D-5-64-000-2402 Wikidata | BW             |
| Heidestraße 27 (Standort)             | Bauernhaus                                               | Erdgeschossiger giebelständiger Sandsteinquaderbau mit Volutengiebel, dendrochronologisch datiert 1654/55, bezeichnet „1829“ | D-5-64-000-741 Wikidata  | weitere Bilder |
| Motterstraße 39 (Standort)            | Wohnhaus                                                 | Zweigeschossiger Sandsteinquaderbau mit Satteldach und zweigeschossigem Anbau mit Walmdach, bezeichnet „1770“ | D-5-64-000-1370 Wikidata | weitere Bilder |
| Motterstraße (Standort)               | Steinkreuz                                               | Sandstein, angeblich 1386 | D-5-64-000-1371 Wikidata | weitere Bilder |
| Motterstraße (Standort)               | Kriegerdenkmal                                           | Oktogonale, Tempietto-artige Arkadenanlage mit mittig aufgestelltem Postament mit gusseiserner Schale und Inschrifttafeln, Kalkstein, klassizisierend, von Matthias Billmann, 1928 | D-5-64-000-1372 Wikidata | weitere Bilder |
| Zeitenwendeplatz 13 (Standort)        | Wohnstallhaus                                            | Erdgeschossiger giebelständiger Satteldachbau mit Fachwerkgiebel, 18. Jahrhundert | D-5-64-000-2198 Wikidata | weitere Bilder |
| Zeitenwendeplatz 17 / 17a (Standort)  | Ehemaliges Bauernhaus                                    | Erdgeschossiger giebelständiger Sandsteinquaderbau mit Satteldach und Schleppgauben, bezeichnet „1811“ | D-5-64-000-2199 Wikidata | weitere Bilder |
| Forstweiherstraße (Standort)          | Luftschutzbunker                                         | Splitterschutzanlage, sog. Deckungsgraben, eingeschossiger, untertägig angelegter Schutzraum für die Zivilbevölkerung, rechtwinkliges Gangsystem mit Wänden aus Zie-gelmauerwerk, Boden und Decke aus Stahlbeton, 1941/42                                                                                 | D-5-64-000-4821 Wikidata | weitere Bilder |

### Reichelsdorf
| Lage                                                        | Objekt                                                                      | Beschreibung | Akten-Nr.                | Bild           |
| ----------------------------------------------------------- | --------------------------------------------------------------------------- | --- | ------------------------ | -------------- |
| Eichstätter Platz 1 (Standort)                              | Katholische Pfarrkirche Heilige Familie                                     | Sandsteinziegelbau mit Satteldach, polygonalem Chor Glockenturm mit Flachzeltdach, konvexer Westfront, südlich an das Langhaus angebauter Werktagskapelle und zweigeschossigem Sakristeianbau mit Satteldach, in neuromanischen Formen, mit Ausstattung; von Rolf Behringer, 1929/30, 1967/68 von Peter Leonhardt erweitert | D-5-64-000-407 Wikidata  | weitere Bilder |
| Reichelsdorfer Hauptstraße 126 (Standort)                   | Wohnhaus                                                                    | Zweigeschossiger Sandsteinbau mit Walmdach, Mitte 19. Jahrhundert. | D-5-64-000-1616          | BW             |
| Reichelsdorfer Hauptstraße 162 (Standort)                   | Brandenburger Wirtshaus                                                     | Zweigeschossiger, traufständiger Sandsteinquaderbau mit Satteldach, Volutengiebeln, Fachwerk-Aufzugsgaube mit Schopfwalm, Schleppgauben, rustiziertem Rundbogenportal und Ecklisenen, bezeichnet „1680“ | D-5-64-000-1617 Wikidata | weitere Bilder |
| Reichelsdorfer Hauptstraße 181 (Standort)                   | Wohnhaus                                                                    | Zweigeschossiger Sandsteinbau mit Walmdach und Dreiecksgiebel mit Wappen, Mitte 19. Jahrhundert | D-5-64-000-1618 Wikidata | weitere Bilder |
| Reichelsdorfer Hauptstraße 181 (Standort)                   | Einfriedung                                                                 | Pfeilgitterzaun, gleichzeitig | D-5-64-000-1618 Wikidata | weitere Bilder |
| Reichelsdorfer Schulgasse 6 (Standort)                      | Ehemaliger städtischer Verwaltungsbau                                       | Stattlicher, zweigeschossiger Massivbau auf L-förmiger Grundlinie, mit Mansardwalm- und Mansardhalbwalmdächern, östlich eingeschossiger Anbau mit Krüppelwalmdach und Fledermausgauben, errichtet 1922, Erweiterung des Anbaus um eine Achse 1928                                                                           | D-5-64-000-4741 Wikidata | weitere Bilder |
| Schalkhaußerstraße 26 (Standort)                            | Waldstromer-Schlösschen: ehemaliger Herrensitz und ehemaliges Wasserschloss | Dreigeschossiger, traufständiger Sandsteinquaderbau mit Satteldach, Zwerchhaus mit Volutengiebel und von Voluten bekröntem Säulenportal, im Kern von 1651 1651 (dendrochronologisch datiert), Umbauten bezeichnet „1731“ und „1839“                                                                                         | D-5-64-000-1740 Wikidata | weitere Bilder |
| Schalkhaußerstraße 26 (Standort)                            | Waldstromer-Schlösschen: Park                                               | Ehemals aufgefüllter Wassergraben, zweite Hälfte 18. Jahrhundert, zugehörig Brunnen, Vierpassbecken mit Figuren des Merkur und der Minerva am Brunnenschaft und großer Muschelschale, nach 1700, vor dem Schlossportal, romanisches Taufbecken mit Halbpalmettenranke, 12. Jh., und Steinbank erste Hälfte 18. Jahrhundert  | D-5-64-000-1740 Wikidata | BW             |
| Schalkhaußerstraße 26, am nördlichen Parkeingang (Standort) | Waldstromer-Schlösschen: Zugangstor                                         | Profilierte Sandsteinpfeiler mit Kugelaufsätzen, erste Hälfte 18. Jahrhundert | D-5-64-000-1740 Wikidata | BW             |
| Schalkhaußerstraße 24 (Standort)                            | Waldstromer-Schlösschen: Hofmauer                                           | Mit profilierten Sandsteintorpfeilern mit Kugelaufsätzen, erste Hälfte 18. Jahrhundert | D-5-64-000-1740 Wikidata | weitere Bilder |
| Schalkhaußerstraße 24 (Standort)                            | Waldstromer-Schlösschen: Ehemaliges Vogtshaus                               | Zweigeschossiger, abgewinkelter Sandsteinquaderbau mit Walmdach und Korbbogenportal, bezeichnet „1722“ | D-5-64-000-1740 Wikidata | weitere Bilder |
| Schalkhaußerstraße 24 (Standort)                            | Waldstromer-Schlösschen: Ökonomiegebäude                                    | Erdgeschossiger Sandsteinquaderbau mit Walmdach, teilweise Fachwerk, um 1722 | D-5-64-000-1740 Wikidata | weitere Bilder |
| Schalkhaußerstraße 24 (Standort)                            | Waldstromer-Schlösschen: Scheune                                            | Sandsteinquaderbau mit Steilsatteldach, erste Hälfte 19. Jahrhundert. | D-5-64-000-1740 Wikidata | BW             |
| Schalkhaußerstraße 28 (Standort)                            | Bauernhof: Wohnhaus                                                         | Erdgeschossiger, giebelständiger Sandsteinquaderbau mit Satteldach, bezeichnet 1879, Kellerzugang bezeichnet „1843“ Der Bauernhof bildet mit dem Waldstromer Schlösschen und dem Vogthaus (Schalkhauser Straße 24/26) eine geschlossene Anlage                                                                              | D-5-64-000-1741 Wikidata | weitere Bilder |
| Schalkhaußerstraße 28 (Standort)                            | Bauernhof: Scheune                                                          | Fachwerkbau mit Steilsatteldach, Schleppgauben und Brettergiebel, 18. Jahrhundert | D-5-64-000-1741 Wikidata | weitere Bilder |
| Schalkhaußerstraße 28 (Standort)                            | Bauernhof: Ehemaliger Backofen                                              | Sandsteinquaderbau mit Satteldach, bezeichnet „1810“ | D-5-64-000-1741 Wikidata | weitere Bilder |
| Waldstromerstraße 28 (Standort)                             | Ehemaliges Bäckeranwesen                                                    | Zweigeschossiger Walmdachbau in Ecklage mit geschweiften Zwerchgiebeln und Eckbodenerker, barockisierender Heimatstil, vom Bautechnischen Büro Laufamholz, 1910 | D-5-64-000-2370 Wikidata | weitere Bilder |
| Waldstromerstraße 49 (Standort)                             | Fabrikantenvilla                                                            | Erdgeschossiger Mansarddachbau auf hohem Sockelgeschoss mit Erkern und Zwerchgiebel mit Holzgiebelverschalung, Spätjugendstil, von Wilhelm Schemm, 1907 | D-5-64-000-2371 Wikidata | weitere Bilder |

### Krottenbach
| Lage                                     | Objekt                         | Beschreibung | Akten-Nr.               | Bild           |
| ---------------------------------------- | ------------------------------ | --- | ----------------------- | -------------- |
| Deutenbacher Straße 1 (Standort)         | Ehemaliges Feuerwehrgerätehaus | Erdgeschossiger giebelständiger Sandsteinquaderbau mit Satteldach, bezeichnet „1888“                                                                    | D-5-64-000-2830         | BW             |
| Fickenholz (Standort)                    | Sogenanntes Schusserkreuz      | Steinkreuz, Arme abgebrochen, Sandstein | D-5-64-000-369 Wikidata | weitere Bilder |
| Großweismannsdorfer Straße 5 (Standort)  | Bauernhaus                     | Erdgeschossiger, traufständiger Fachwerkbau mit Satteldach, 18./19. Jahrhundert                                                                         | D-5-64-000-680          | BW             |
| Großweismannsdorfer Straße 5a (Standort) | Scheune                        | Sandsteinquaderbau mit Satteldach und verputztem Giebel, 19. Jahrhundert                                                                                | D-5-64-000-680          | BW             |
| Höllwiesenstraße 74/76a (Standort)       | Wohnstallhaus                  | Erdgeschossiger, giebelständiger Fachwerkbau mit Steilsatteldach und Zwerchhaus, im Kern 18. Jahrhundert, erste Hälfte 19. Jahrhundert, Zwerchhaus 1934 | D-5-64-000-810          | BW             |
| Höllwiesenstraße 80 (Standort)           | Ehemaliges Hirtenhaus          | Erdgeschossiger Putzbau mit Satteldach, Fachwerkgiebel und holzverschalter Giebelspitze, 18. Jahrhundert                                                | D-5-64-000-811          | BW             |
| Krottenbacher Straße 81 / 83 (Standort)  | Doppelbauernhaus               | Erdgeschossiger, verputzter Satteldachbau, hofseitig zweigeschossig in Fachwerk aufgestockt, 18./19. Jahrhundert, Ausbau bezeichnet „1925“              | D-5-64-000-1150         | BW             |
| Krottenbacher Straße 86 (Standort)       | Wohnstallhaus                  | Erdgeschossiger Massivbau mit Satteldach, Fachwerkgiebel und breiter Fachwerk-Schleppgaube, 18./19. Jahrhundert, Erneuerung 1922 und bezeichnet „1982“  | D-5-64-000-1151         | BW             |
| Krottenbacher Straße 86 (Standort)       | Stall                          | Erdgeschossiger Sandsteinquaderbau mit Satteldach und Fachwerkgiebeln, Ende 18. Jh.                                                                     | D-5-64-000-1151         | BW             |
| Krottenbacher Straße 86 (Standort)       | Schweinestall                  | kleiner Sandsteinquaderbau mit Satteldach, Ende 18. Jh., erweitert nach 1821                                                                            | D-5-64-000-1151         | BW             |
| Krottenbacher Straße 89 (Standort)       | Bauernhof: Wohnstallhaus       | Erdgeschossiger Sandsteinquaderbau mit Satteldach und Dachgauben, bezeichnet „1876“                                                                     | D-5-64-000-1152         | BW             |
| Krottenbacher Straße 89 (Standort)       | Bauernhof: Scheune             | Fachwerkbau auf Sandsteinsockel mit Satteldach, erste Hälfte 19. Jahrhundert                                                                            | D-5-64-000-1152         | BW             |
| Krottenbacher Straße 89 (Standort)       | Bauernhof: Einfriedung         | Sandsteinmauer und Torpfosten, 19. Jahrhundert | D-5-64-000-1152         | BW             |

### Mühlhof
| Lage                                | Objekt                                                 | Beschreibung | Akten-Nr.                | Bild           |
| ----------------------------------- | ------------------------------------------------------ | --- | ------------------------ | -------------- |
| Härleinstraße 7 (Standort)          | Arbeiterhaus bei den Leonischen Drahtwerken            | Zweigeschossiger, traufständiger Sandsteinbau mit Satteldach, Mitte 19. Jahrhundert | D-5-64-000-692 Wikidata  | weitere Bilder |
| Mühlhofer Hauptstraße (Standort)    | Grenzstein                                             | Eine von sieben Sandsteinstelen, mit Betonsockel sowie mit der Aufschrift Nürnberg und dem Stadtwappen in farbigem Steinmosaik, 1951 weitere Standorte: Erlanger Straße, Laufamholzstraße 370, B 4, Münchener Straße, Erlenstegenstraße, Äußere Bayreuther Straße       | D-5-64-000-2975 Wikidata | weitere Bilder |
| Mühlhofer Hauptstraße 5 (Standort)  | Fabrikgebäude                                          | ehemalige Leonische Drahtfabrik, dreieinhalbgeschossiger Massivbau mit flachem Walmdach, bossiertem Erdgeschoss und Mittelrisalit mit barockisierendem Schweifgiebel und seitlichen Kugelaufsätzen, Erdgeschoss Mitte 19. Jh., Obergeschosse von Christoph Seiler, 1923 | D-5-64-000-4796 Wikidata | weitere Bilder |
| Mühlhofer Hauptstraße 11 (Standort) | Ehemaliges Direktionsgebäude der Leonischen Drahtwerke | Zweigeschossiger, traufständiger Sandsteinbau mit Satteldach und Gurtgesims, um 1860/80 | D-5-64-000-1377 Wikidata | weitere Bilder |
| Mühlhofer Hauptstraße 12 (Standort) | Arbeiterhaus bei den Leonischen Drahtwerken            | Zweigeschossiger, traufständiger Sandsteinbau mit Satteldach, und Gurtgesims, 1854 | D-5-64-000-1378 Wikidata | weitere Bilder |
| Stieberstraße 6-21 (Standort)       | Arbeitersiedlung bei den Leonischen Werken             | Acht Doppelhäuser, erdgeschossige, traufständige Backsteinbauten mit Sandsteingliederung und schiefergedeckten Satteldächern, 1866/69 | D-5-64-000-1919 Wikidata | weitere Bilder |
| Terzkastraße 1 (Standort)           | Wohnstallhaus                                          | eingeschossiger Sandsteinquaderbau mit Steilsatteldach, vor der östlichen Giebelseite Milchkühle, um 1900. | D-5-64-000-4800          | BW             |

### Gerasmühle
| Lage                               | Objekt                        | Beschreibung | Akten-Nr.      | Bild |
| ---------------------------------- | ----------------------------- | --- | -------------- | ---- |
| Bei der Gerasmühle 5, 7 (Standort) | Mühlengebäude                 | Zweigeschossiger, traufständiger Sandsteinquaderbau mit Satteldach, Dachgauben und holzverschaltem Aufzugserker, erste Hälfte 19. Jahrhundert                                                                                           | D-5-64-000-177 | BW   |
| Bei der Gerasmühle 6 (Standort)    | Hofanlage: Arbeiterhaus       | Zweigeschossiger Sandsteinquaderbau mit Satteldach, verputztem Obergeschoss, Profilgesims und Uhrtürmchen mit geschwungenem Helm, Anfang 19. Jahrhundert                                                                                | D-5-64-000-178 | BW   |
| Bei der Gerasmühle 6 (Standort)    | Hofanlage: Ökonomiegebäude    | Erdgeschossiger Sandsteinquaderbau mit Satteldach, gleichzeitig | D-5-64-000-178 | BW   |
| Bei der Gerasmühle 12 (Standort)   | Hofanlage: Ehemalige Scheune  | Erdgeschossiger Fachwerkbau mit Steilsatteldach, gleichzeitig, Umbau bezeichnet „1992“ | D-5-64-000-178 | BW   |
| Bei der Gerasmühle 8 (Standort)    | Arbeiterhaus                  | Zweigeschossiger Sandsteinquaderbau mit Satteldach und Zwerchgiebel, Mitte 19. Jahrhundert | D-5-64-000-180 | BW   |
| Bei der Gerasmühle 9 (Standort)    | Mühlengebäude                 | Zweigeschossiger Sandsteinquaderbau mit Gurtgesims, Steilsatteldach und Dachgauben, um 1810 | D-5-64-000-181 | BW   |
| Bei der Gerasmühle 10 (Standort)   | Arbeiterhaus                  | Zweigeschossiger Sandsteinquaderbau mit Satteldach, Dachgauben und Gurtgesims, bezeichnet „1882“, Umbau bezeichnet „1982“ | D-5-64-000-182 | BW   |
| Bei der Gerasmühle 12a (Standort)  | Arbeiterhaus                  | Zweigeschossiger Sandsteinquaderbau mit Gurtgesims und Walmdach, erste Hälfte 19. Jahrhundert | D-5-64-000-183 | BW   |
| Bei der Gerasmühle 14 (Standort)   | Ehemaliges Verwaltungsgebäude | Zweigeschossiger Sandsteinquaderbau mit Walmdach und Fledermausgauben, um 1810 | D-5-64-000-184 | BW   |
| Bei der Gerasmühle 16 (Standort)   | Gasthaus                      | Zweigeschossiger, traufständiger Sandsteinbau mit Satteldach, Volutengiebel, Ecklisenen und Aufzugsgaube mit Schopfwalm, spätes 18. Jahrhundert, Portal bezeichnet „1810“, dendrochronologisch datiert 1809/10, Umbau bezeichnet „1995“ | D-5-64-000-185 | BW   |
| Bei der Gerasmühle 16 (Standort)   | Walmdachbau                   | Dreigeschossiger, verputzter Fachwerkbau, erste Hälfte 19. Jahrhundert | D-5-64-000-186 | BW   |

### Lohhof
| Lage                               | Objekt                     | Beschreibung | Akten-Nr.       | Bild |
| ---------------------------------- | -------------------------- | --- | --------------- | ---- |
| Drahtzieherstraße 2, 4a (Standort) | Wohnstallhaus              | Erdgeschossiger, giebelständiger Sandsteinquaderbau mit Satteldach und großer Fachwerk-Schleppgaube, bezeichnet „1855“                              | D-5-64-000-377  | BW   |
| Drahtzieherstraße 2, 4a (Standort) | Ehemaliger Schweinestall   | Erdgeschossiger, traufständiger Sandsteinquaderbau mit Satteldach, Mitte 19. Jahrhundert                                                            | D-5-64-000-377  | BW   |
| Drahtzieherstraße 8 (Standort)     | Ehemaliges Gesindehaus     | Erdgeschossiger, giebelständiger Sandsteinbau mit Satteldach, bezeichnet 1884, rückwärtiger Teil und Dachstuhl 1966/68 nach Brand wiederhergestellt | D-5-64-000-2294 | BW   |
| Drahtzieherstraße 8 (Standort)     | Torpfeiler der Einfriedung | Sandstein, gleichzeitig | D-5-64-000-2294 | BW   |

## Baudenkmäler in Westliche Außenstadt

### Großreuth bei Schweinau
| Lage                                  | Objekt                                         | Beschreibung | Akten-Nr.                | Bild           |
| ------------------------------------- | ---------------------------------------------- | --- | ------------------------ | -------------- |
| Alte Wallensteinstraße 145 (Standort) | Gasthaus „Apollon“                             | Zweigeschossiger traufständiger und verputzter Satteldachbau mit Aufzugsgaube, bezeichnet 1683, Renovierung bezeichnet „1926“                                                                  | D-5-64-000-2070 Wikidata | weitere Bilder |
| Alte Wallensteinstraße 146 (Standort) | Ehemalige Hofanlage: Ehemaliges Wohnstallhaus  | Erdgeschossiger Satteldachbau, im Kern Fachwerk, 18./19. Jahrhundert | D-5-64-000-2071 Wikidata | weitere Bilder |
| Alte Wallensteinstraße 146 (Standort) | Ehemalige Hofanlage; Hofmauer mit Torpfeiler   | Sandstein, verputzt, gleichzeitig | D-5-64-000-2071 Wikidata | weitere Bilder |
| Alte Wallensteinstraße 150 (Standort) | Wohnhaus                                       | Zweigeschossiger traufseitiger Sandsteinquaderbau mit Satteldach und Stockwerksgesimsen, bezeichnet „1800“                                                                                     | D-5-64-000-2072 Wikidata | weitere Bilder |
| Alte Wallensteinstraße 150 (Standort) | Hofmauer                                       | Mit profilierter Rundbogentüre und Torpfeilern, Sandstein, teils verputzt, wohl 17. Jahrhundert                                                                                                | D-5-64-000-2072 Wikidata | weitere Bilder |
| Alte Wallensteinstraße 151 (Standort) | Wohnhaus                                       | Zweigeschossiges traufseitiges Sandsteinquaderhaus mit Satteldach und Uhrendachreiter, erste Hälfte 19. Jahrhundert                                                                            | D-5-64-000-2073 Wikidata | weitere Bilder |
| Alte Wallensteinstraße 154 (Standort) | Hofanlage: Wohnhaus                            | Erdgeschossiger traufseitiger, teils verputzter Sandsteinquaderbau mit Satteldach, 18./19. Jahrhundert                                                                                         | D-5-64-000-2074 Wikidata | weitere Bilder |
| Alte Wallensteinstraße 152 (Standort) | Hofanlage: Hofhaus                             | Erdgeschossiger traufseitiger Satteldachbau, gleichzeitig | D-5-64-000-2074 Wikidata | BW             |
| Alte Wallensteinstraße 154 (Standort) | Hofanlage: Scheune                             | Traufständiger Satteldachbau, gleichzeitig | D-5-64-000-2074 Wikidata | BW             |
| Alte Wallensteinstraße 154 (Standort) | Hofanlage: Hofmauer                            | Mit drei Torpfeilern mit Palmettenaufsätzen, Sandstein, gleichzeitig | D-5-64-000-2074 Wikidata | weitere Bilder |
| Alte Wallensteinstraße 153 (Standort) | Wohnstallhaus                                  | Erdgeschossiger Sandsteinquaderbau mit Steilsatteldach, Volutengiebel und Stockwerksgesimsen, bezeichnet „1764“                                                                                | D-5-64-000-2075 Wikidata | weitere Bilder |
| Alte Wallensteinstraße 153 (Standort) | Hofmauer                                       | Sandsteinquadermauer, zweite Hälfte 18. Jahrhundert | D-5-64-000-2075 Wikidata | weitere Bilder |
| Alte Wallensteinstraße 160 (Standort) | Wohnstallhaus                                  | Erdgeschossiger Sandsteinquaderbau mit Satteldach, 17./18. Jahrhundert und 19. Jahrhundert | D-5-64-000-2077 Wikidata | weitere Bilder |
| Alte Wallensteinstraße 160 (Standort) | Scheune                                        | Erdgeschossiger Sandsteinquaderbau mit Satteldach und Fachwerkgiebel, 18./19. Jahrhundert | D-5-64-000-2077 Wikidata | weitere Bilder |
| Alte Wallensteinstraße 162 (Standort) | Hofanlage: Wohnhaus                            | Zweigeschossiger Sandsteinquaderbau mit Satteldach und quer angebautem ehemaligem Stallgebäude, erdgeschossiger Sandsteinquaderbau mit Satteldach, 18./19. Jahrhundert                         | D-5-64-000-2078 Wikidata | weitere Bilder |
| Alte Wallensteinstraße 162 (Standort) | Hofanlage: Scheune                             | Zweigeschossiger traufseitiger Sandsteinquaderbau mit Satteldach, gleichzeitig | D-5-64-000-2078 Wikidata | BW             |
| Alte Wallensteinstraße 162 (Standort) | Hofanlage: Hofmauer                            | Mit Torpfeilern, Sandstein, gleichzeitig | D-5-64-000-2078 Wikidata | BW             |
| Alte Wallensteinstraße 163 (Standort) | Ehemaliges Tagelöhnerhaus                      | Erdgeschossiger traufseitiger Sandsteinquaderbau mit zweigeschossigem Ausbau, bezeichnet „1859“                                                                                                | D-5-64-000-2079 Wikidata | weitere Bilder |
| Herbststraße 11 (Standort)            | Wohnstallhaus                                  | Erdgeschossiger, verputzter Satteldachbau, Mitte 17. Jahrhundert | D-5-64-000-754 Wikidata  | weitere Bilder |
| Herbststraße 50 (Standort)            | Friedhof von Großreuth bei Schweinau           | Angelegt in der zweiten Hälfte des 19. Jahrhunderts | D-5-64-000-755 Wikidata  | weitere Bilder |
| Herbststraße 50 (Standort)            | Friedhofskapelle                               | Erdgeschossiger Sandsteinquaderbau mit Satteldach und Glockendachreiter, zweite Hälfte 19. Jahrhundert                                                                                         | D-5-64-000-755 Wikidata  | weitere Bilder |
| Herbststraße 50 (Standort)            | Friedhofsmauer                                 | Sandsteinquadermauer, zweite Hälfte 19. Jahrhundert | D-5-64-000-755 Wikidata  | weitere Bilder |
| Nähe Winterstraße (Standort)          | Ehemaliges Feuerwehrgerätehaus                 | Erdgeschossiger Sandsteinquaderbau mit Satteldach und Fachwerkgiebel, bezeichnet „1770“ | D-5-64-000-2069 Wikidata | weitere Bilder |
| Winterstraße 15 (Standort)            | Gasthaus Rottner, früher Zur grünen Weintraube | Zweigeschossiger traufseitiger Sandsteinquaderbau mit Satteldach und Fachwerkobergeschoss und Fachwerkgiebel, 18. Jahrhundert, Erneuerung bezeichnet „1912“, „1967“ und „1995“                 | D-5-64-000-2166 Wikidata | weitere Bilder |
| Nähe Winterstraße (Standort)          | Scheune                                        | Eingeschossiger, traufseitiger Sandsteinquaderbau mit Steilsatteldach, 1. Hälfte 19. Jh. | D-5-64-000-2166          | weitere Bilder |
| Winterstraße 20 (Standort)            | Evangelisch-lutherische Pfarrkirche St. Thomas | Unverputzter Backsteinbau mit Satteldach und massivem Turm mit flachem Pyramidendach, Saalbau mit rechteckigem Altarraum und Holzdecke, von Christian Ruck, bezeichnet „1931“; mit Ausstattung | D-5-64-000-2167 Wikidata | weitere Bilder |
| Winterstraße 20 (Standort)            | Einfriedung                                    | Backsteinmauer, gleichzeitig | D-5-64-000-2167 Wikidata | weitere Bilder |

### Gebersdorf
| Lage                               | Objekt                                            | Beschreibung | Akten-Nr.                | Bild           |
| ---------------------------------- | ------------------------------------------------- | --- | ------------------------ | -------------- |
| Gebersdorfer Straße 106 (Standort) | Ehemaliger Bauernhof: Ehemaliges Wohnstallhaus    | Zweigeschossiger giebelständiger Sandsteinbau mit Fachwerkobergeschoss, Fachwerkgiebel, Frackdach mit Schopfwalm und quer angebautem Flügelbau, zweigeschossiger traufständiger Fachwerkbau mit Satteldach, 17./18. Jahrhundert, Flügelbau bezeichnet „1720“ | D-5-64-000-591 Wikidata  | weitere Bilder |
| Gebersdorfer Straße 102 (Standort) | Ehemaliger Bauernhof: Ehemalige Scheune           | Erdgeschossiger Sandsteinquaderbau mit Satteldach und Fachwerkgiebel, 18. Jahrhundert | D-5-64-000-591 Wikidata  | weitere Bilder |
| Gebersdorfer Straße 104 (Standort) | Ehemaliger Bauernhof: Nebengebäude                | Erdgeschossiger langgestreckter Satteldachbau mit Fachwerkgiebel, 18./19. Jahrhundert | D-5-64-000-591 Wikidata  | weitere Bilder |
| Gebersdorfer Straße 115 (Standort) | Gasthaus Voit                                     | Zweigeschossiger, traufständiger und teils verputzter Sandsteinbau mit Satteldach und teilweise Fachwerkobergeschoss, erste Hälfte 19. Jahrhundert | D-5-64-000-592 Wikidata  | weitere Bilder |
| Gebersdorfer Straße 115 (Standort) | Saalbau                                           | Langgestreckter, zweigeschossiger Sichtziegelbau mit Walmdach, geschweiftem Zwerchgiebel und Sandsteingliederung, Neurenaissance, im Wirtsgarten, Ende 19. Jahrhundert                                                                                       | D-5-64-000-592 Wikidata  | BW             |
| Hügelstraße 136 (Standort)         | Wohnhaus                                          | Erdgeschossiger traufseitiger Satteldachbau mit Fachwerkgiebel und Giebelgauben, 18./19. Jahrhundert | D-5-64-000-832 Wikidata  | weitere Bilder |
| Hügelstraße 136 (Standort)         | Scheune                                           | Erdgeschossiger Steilsatteldachbau mit Fachwerkgiebel, 18. Jahrhundert | D-5-64-000-832 Wikidata  | BW             |
| Neumühlweg 20 (Standort)           | Evangelisch-lutherische Pfarrkirche St. Stephanus | Verputzter Backsteinbau mit Satteldach, Vorhalle und Glockenturm mit flachem Pyramidendach, Saalbau mit Holztonnengewölbe und rundbogiger Chornische, von Christian Ruck, 1930/31, bezeichnet „1931“; mit Ausstattung                                        | D-5-64-000-1388 Wikidata | weitere Bilder |

### Gaismannshof
| Lage                                   | Objekt                  | Beschreibung | Akten-Nr.       | Bild |
| -------------------------------------- | ----------------------- | --- | --------------- | ---- |
| Lehrberger Straße 75 (Standort)        | Wohnstallhaus           | Erdgeschossiger Sandsteinquaderbau mit westlichem Sandsteingiebel und östlichem Fachwerkgiebel mit Schopfwalm, 1672 (dendrochronologisch datiert 1664), im 18. Jahrhundert umgebaut | D-5-64-000-1184 | BW   |
| Lehrberger Straße 80/80a/82 (Standort) | Hofanlage: Wohnhaus     | Erdgeschossiger Sandsteinquaderbau mit Satteldach und Fachwerkgiebel, 18./19. Jahrhundert                                                                                           | D-5-64-000-1185 | BW   |
| Lehrberger Straße 80/80a/82 (Standort) | Hofanlage: Nebengebäude | Erdgeschossiger Sandsteinquaderbau mit Satteldach und Fachwerkgiebel, 19. Jahrhundert                                                                                               | D-5-64-000-1185 | BW   |
| Lehrberger Straße 80/80a/82 (Standort) | Hofanlage: Scheune      | Traufseitig verputzter Sandsteinquaderbau mit Satteldach, bezeichnet „1841“ | D-5-64-000-1185 | BW   |

### Höfen
| Lage                               | Objekt                               | Beschreibung | Akten-Nr.               | Bild           |
| ---------------------------------- | ------------------------------------ | --- | ----------------------- | -------------- |
| Höfener Straße 175 (Standort)      | Ehemaliges Schulhaus                 | Zweigeschossiger traufständiger Sandsteinbau mit Satteldach, Fenstergesims und Uhrtürmchen, drittes Viertel 19. Jahrhundert, Uhrtürmchen 1900 | D-5-64-000-804 Wikidata | weitere Bilder |
| Lotharstraße 3 (Standort)          | Friedhofskapelle                     | Sandsteinbau mit Satteldach, Glockentürmchen und verbrettertem Giebel, Rundbogenfenstern und doppelflügelige Rundbogentüre, zweite Hälfte 19. Jahrhundert | D-5-64-000-1227         | weitere Bilder |
| Weikershofer Straße 11b (Standort) | Wohnhaus                             | Erdgeschossiger traufständiger Satteldachbau mit Fachwerkgiebel und einseitigem Schopfwalm, 17./18. Jahrhundert | D-5-64-000-2091         | BW             |
| Weikershofer Straße 13 (Standort)  | Ehemalige Hofanlage: Scheune         | Erdgeschossiger traufständiger Satteldachbau mit Dachgauben | D-5-64-000-2092         | BW             |
| Weikershofer Straße 13 (Standort)  | Ehemalige Hofanlage: Nebengebäude    | Erdgeschossiger Satteldachbau; sämtlich 18./19. Jahrhundert | D-5-64-000-2092         | BW             |
| Weikershofer Straße 17 (Standort)  | Wohnstallhaus                        | Erdgeschossiger Sandsteinquaderbau mit Satteldach, Giebelgauben und Fachwerk-Zwerchgiebel, bezeichnet „1868“, Dachausbau Ende 19. Jahrhundert | D-5-64-000-2093         | weitere Bilder |
| Weikershofer Straße 20 (Standort)  | Scheune                              | Erdgeschossiger, teils verputzter Fachwerkbau mit Satteldach und verbrettertem Giebel, erstes Viertel 19. Jahrhundert, bildete Hofzusammenhang mit Weikershofer Straße 22 | D-5-64-000-2405         | BW             |
| Weikershofer Straße 20 (Standort)  | Scheune                              | Erdgeschossiger Fachwerkbau mit Steilsatteldach und Schleppgaube, nördlicher Giebel verbrettert, 18./frühes 19. Jh. | D-5-64-000-2405         | BW             |
| Weikershofer Straße 22 (Standort)  | Hofanlage: Bauernhaus                | Erdgeschossiger, giebelständiger Sandsteinquaderbau mit steilem Satteldach, Volutengiebel mit Gesimsgliederung und Satteldachgauben, bezeichnet „1819“ und „1902“ | D-5-64-000-2094         | BW             |
| Weikershofer Straße 22 (Standort)  | Hofanlage:Ehemaliges Ökonomiegebäude | Zweigeschossiger, giebelständiger Satteldachbau mit Sandsteinerdgeschoss, freisichtigem Ziegelsteinobergeschoss, reichem Schweifgiebel und Zwerchhausgiebel mit Halbwalmdach, Gliederungselemente aus Sandstein, späthistoristisch, von Georg Weigand, 1903, Erdgeschossanbau mit Austritt im Obergeschoss 1931, im Inneren entkernt 1974 | D-5-64-000-2094         | BW             |
| Weikershofer Straße 22 (Standort)  | Hofanlage:Ehemaliger Kartoffelkeller | Anggestrecktes, halbkreisförmiges Tonnengewölbe, Sandsteinquadermauerwerk, 19. Jh. | D-5-64-000-2094         | BW             |
| Weikershofer Straße 22 (Standort)  | Hofmauer                             | Durch Sandsteinlisenen gegliederte Ziegelsteinmauer mit Deckplatten aus Kunststein und Toreinfahrt mit rechteckigen Sandsteinpfeilern mit Haubenaufsätzen, 1902. | D-5-64-000-2094         | BW             |
| Weikershofer Straße 23 (Standort)  | Wohnstallhaus                        | Erdgeschossiger traufseitiger Sandsteinquaderbau mit Satteldach, erste Hälfte 19. Jahrhundert, Erneuerungen bezeichnet „1993“ und „2004“ | D-5-64-000-2095         | weitere Bilder |
| Weikershofer Straße 30 (Standort)  | Hofanlage: Wohnstallhaus             | Eingeschossiger, giebelständiger Sandsteinquaderbau mit steilem Satteldach, dendro.dat. 1710, Versteinerung bez. 1859 | D-5-64-000-4879         | BW             |
| Weikershofer Straße 30 (Standort)  | Hofanlage: Scheune                   | Eingeschossiger Sandsteinquaderbau mit Steilsatteldach, 18. Jh., Erweiterungen 1886 und 1893 | D-5-64-000-4879         | BW             |
| Weikershofer Straße 30 (Standort)  | Hofanlage: Stall mit Milchkammer     | Eingeschossiger Sandsteinquaderbau mit Satteldach, 1876, Erweiterung 1890 | D-5-64-000-4879         | BW             |
| Weikershofer Straße 27 (Standort)  | Wohnstallhaus                        | Erdgeschossiger traufseitiger Sandsteinbau mit Satteldach, Schlepp- und Giebelgauben und querstehendem, zweigeschossigem Anbau mit Satteldach, erste Hälfte 19. Jahrhundert | D-5-64-000-2096         | BW             |
| Weikershofer Straße 29 (Standort)  | Ehemaliges Hirtenhaus                | Erdgeschossiger Fachwerkbau mit Satteldach, 18. Jahrhundert | D-5-64-000-2097         | BW             |

### Kleinreuth bei Schweinau
| Lage                               | Objekt                                    | Beschreibung | Akten-Nr.       | Bild           |
| ---------------------------------- | ----------------------------------------- | --- | --------------- | -------------- |
| Rothenburger Straße 482 (Standort) | Gasthof Weinländer, früher Zum weißen Roß | Zweigeschossiger Satteldachbau mit Fachwerkobergeschoss, einseitigem Schopfwalm und Fachwerk-Aufzugsgaube mit Schopfwalm, bezeichnet „1654“ | D-5-64-000-1704 | weitere Bilder |
| Rothenburger Straße 482 (Standort) | Ziehbrunnen                               | Sandstein mit Satteldach | D-5-64-000-1704 | BW             |
| Rothenburger Straße 484 (Standort) | Ehemalige Schmiede                        | Zweigeschossiger Fachwerkbau mit Satteldach und Zwerchhaus, bezeichnet „1702“                                                               | D-5-64-000-1705 | weitere Bilder |
| Rothenburger Straße 496 (Standort) | Wohnstallhaus                             | Erdgeschossiger, teils verputzter Sandsteinbau mit Satteldach, bezeichnet „1850“                                                            | D-5-64-000-1706 | weitere Bilder |

### Leyh
| Lage                                                     | Objekt                                                                       | Beschreibung | Akten-Nr.               | Bild           |
| -------------------------------------------------------- | ---------------------------------------------------------------------------- | --- | ----------------------- | -------------- |
| Höfener Straße 81 (Standort)                             | Ehemalige Restauration von Johann Eberlein                                   | Zweigeschossiger traufständiger Backsteinbau mit steilem Mansardgiebeldach, Sandsteinerdgeschoss, Sandsteingliederung, Risalit und Volutenzwerchgiebel, im Neurenaissance-Stil, um 1880/90 | D-5-64-000-803          | BW             |
| Leyher Straße, Bahnlinie Nürnberg Rbf - Fürth (Standort) | Eisenbahnbrücke über die Leyher Straße; bei km 7,340 der Nürnberger Ringbahn | einbogige Brücke aus Sandsteinquadermauerwerk und Stampfbeton, 1894/98, östliche Erweiterung 1903                                                                                          | D-5-64-000-4874         | BW             |
| Rauhäckerstraße 7 (Standort)                             | Wohnhaus                                                                     | Erdgeschossiger traufständiger Satteldachbau mit Fachwerkgiebel und Zwerchhaus mit Fußwalm, 18. Jahrhundert, Zwerchhaus bezeichnet „1910“                                                  | D-5-64-000-1592         | BW             |
| Sigmundstraße 80 (Standort)                              | Evangelisch-lutherische Erlöserkirche (Pfarrkirche)                          | Verputzter Satteldachbau mit Ostturm mit steilem Spitzhelm, von Christian Ruck, 1927/28, Ostturm von Gustav Gsaenger, 1959/60; mit Ausstattung                                             | D-5-64-000-947 Wikidata | weitere Bilder |

### Eberhardshof
| Lage | Objekt                                                               | Beschreibung | Akten-Nr.                | Bild           |
| --- | -------------------------------------------------------------------- | --- | ------------------------ | -------------- |
| Eberhardshof 1 (Standort)                                                                                                   | Gasthaus                                                             | Erdgeschossiger Sandsteinquaderbau mit steilem Satteldach, Dachgauben, Volutengiebel und gotisierendem Giebel, 18. und 19. Jahrhundert, bezeichnet „1754“ | D-5-64-000-381 Wikidata  | weitere Bilder |
| Eberhardshof 1 (Standort)                                                                                                   | Ehemaliges Wirtschaftsgebäude                                        | Eingeschossiger Langbau mit Satteldach, Schleppgauben und Fachwerk, 19. Jahrhundert, teilweise erneuert | D-5-64-000-381 Wikidata  | weitere Bilder |
| Eberhardshof 1 (Standort)                                                                                                   | Einfriedung                                                          | Eisengitterzaun, 19. Jahrhundert | D-5-64-000-381 Wikidata  | weitere Bilder |
| Eberhardshof 2 (Standort)                                                                                                   | Wohnhaus                                                             | Erdgeschossiger Sandsteinquaderbau mit Satteldach, Zwerchhaus, Dacherkern und Schleppgauben, bezeichnet „1855“ | D-5-64-000-382 Wikidata  | weitere Bilder |
| Eberhardshof 2 (Standort)                                                                                                   | Scheune                                                              | Erdgeschossiger Sandsteinquaderbau mit steilem Satteldach und Schleppgauben, 19. Jahrhundert | D-5-64-000-382 Wikidata  | weitere Bilder |
| Fürther Straße 152 (Standort)                                                                                               | Mietshaus in Ecklage                                                 | Viergeschossiger Sandsteinquaderbau mit Mansarddach, Zwerchhäusern und Dacherkern, mit zwei- und dreigeschossigen Flacherkern mit Walmdach und viergeschossigem, polygonalem Eckerker, im Neu-Nürnberger-Stil mit neugotischen Formen, um 1900 | D-5-64-000-579           | weitere Bilder |
| Fürther Straße 154 (Standort)                                                                                               | Mietshaus                                                            | Viergeschossiger, traufständiger Satteldachbau mit Sandsteinstraßenfassade, Zwerchhaus mit Volutengiebel, Dacherker, zwei zweigeschossigen Sandsteinerkern mit Eisenbalkonbrüstung und sehr flachem, zweigeschossigem Sandsteinerker mit Walmdach, im Neu-Nürnberger-Stil mit neugotischen Formen, um 1900 | D-5-64-000-580 Wikidata  | weitere Bilder |
| Fürther Straße 154 (Standort)                                                                                               | Rückgebäude                                                          | Mietshaus, dreigeschossiger Putzbau mit Pultdach, gleichzeitig | D-5-64-000-580 Wikidata  | BW             |
| Fürther Straße 154 (Standort)                                                                                               | Werkstatt und Garage                                                 | Zweigeschossiger Pultdachbau mit Aufzugsgaube und eingeschossiger Flachdachbau, gleichzeitig | D-5-64-000-580 Wikidata  | BW             |
| Fürther Straße 157, 159 (Standort)                                                                                          | Evangelische Pfarrkirche (Epiphaniaskirche)                          | über annähernd 5-eckiger Grundlinie errichteter Zentralbau aus Sichtbeton, mit flach geneigtem Pultdach und offenem Glockenturm aus Betonscheiben, im Inneren Wände aus freisichtigem Ziegelsteinmauerwerk, von Gerhard Grellmann, 1968–1970; mit Ausstattung | D-5-64-000-4754 Wikidata | weitere Bilder |
| Fürther Straße 157, 159 (Standort)                                                                                          | Vorhof mit Brunnen                                                   | Brunnenskulptur von Heinz Heiber, gleichzeitig | D-5-64-000-4754          | BW             |
| Fürther Straße 158 (Standort)                                                                                               | Mietshaus in Ecklage                                                 | Viergeschossiger, asymmetrisch gruppierter Putzbau mit hohem Sandsteinsockel und Mansarddach, Zwerchgiebeln, Eckloggia und Eisenbalkon, mit ein- und zweigeschossigen Erkern mit Balkonbrüstung und zweigeschossigem, dreiseitigem Eckerker, in reduziert historistischen Formen, bezeichnet „1909“ | D-5-64-000-581 Wikidata  | weitere Bilder |
| Fürther Straße 165 (Standort)                                                                                               | Mietshaus in Ecklage                                                 | Fünfgeschossiger Satteldachbau mit Sandsteinstraßenfassaden, Zwerchgiebeln und Schleppgauben, mit eingeschossigem Sandsteinerker mit Balkonbrüstung, dreigeschossigem, zweiachsigem Flacherker mit Eisenbalkonbrüstung und dreigeschossigem, einachsigem Eckerker mit Eisenbalkonbrüstung, im Neu-Nürnberger-Stil mit neugotischen Formen, um 1900 | D-5-64-000-582 Wikidata  | weitere Bilder |
| Fürther Straße 168 (Standort)                                                                                               | Wohnhaus                                                             | Zweigeschossiger, traufständiger Sandsteinquaderbau mit Satteldach und Rundbogenfenstern, um 1840 | D-5-64-000-2307 Wikidata | weitere Bilder |
| Fürther Straße 176 (Standort)                                                                                               | Villa                                                                | Zweigeschossiger Mansarddachbau auf hohem Sockelgeschoss mit Sandsteinfassaden, Dachgauben und Mittelrisalit mit Kuppelhaube, im Stil des Neubarock, um 1900 | D-5-64-000-583 Wikidata  | weitere Bilder |
| Fürther Straße 176 (Standort)                                                                                               | Einfriedungsmauer                                                    | Zugehörig, Sandstein, gleichzeitig | D-5-64-000-583 Wikidata  | weitere Bilder |
| Fürther Straße 199 (Standort)                                                                                               | Kopfbau des ehemaligen Münzprägewerks Balmberger                     | Eingeschossiger Backsteinbau mit Sandsteingliederung, Mansardwalmdach, Zwerchhaus mit Volutengiebel und Dacherkern, im Stil der Neurenaissance, um 1898 | D-5-64-000-2309 Wikidata | weitere Bilder |
| Fürther Straße 205 / 215 (Standort)                                                                                         | Ehemaliges Quelle-Versandhaus                                        | Fünfgeschossiger Stahlbetonskelettbau mit Flachdach, durchlaufenden Fensterbändern und chromledergelben Klinkerbrüstungen, Hauptfassade an der Fürther Straße durch Treppenhäuser in vier Vorbauten gegliedert, zwei Innenhöfe mit überbrückten Einfahrten von Süden, von Ernst Neufert und Ingenieurbüro Gherzi (Engineering International Zürich), Kernbau an Fürther Straße ab 1954–56 unter der Oberbauleitung „Neubau Quelle“, zugehörige Bauabschnitte 1959–68, siehe auch Wandererstraße 80/89 | D-5-64-000-2509 Wikidata | weitere Bilder |
| Maximilianstraße 28 (Standort)                                                                                              | Mietshaus                                                            | Fünfgeschossiger Mansarddachbau in Ecklage mit Zwerchgiebel, Sandsteinerdgeschoss, Eisenbalkon und dreigeschossigem Sandsteinrunderker mit Eisenbalkonbrüstung, Spätjugendstil, um 1910 | D-5-64-000-1280 Wikidata | weitere Bilder |
| Maximilianstraße 36 (Standort)                                                                                              | Mietshaus                                                            | Viergeschossiger Mansarddachbau in Ecklage mit Sandsteinerdgeschoss und -eckgliederung, Zwerchhäusern, Schleppgauben und Eckturmaufsatz, mit Eisenbalkonen, dreigeschossigem Runderker mit Balkonbrüstung und dreigeschossigem Flacherker mit Walmdach, schlichter Jugendstil, bezeichnet „1908“ | D-5-64-000-1281 Wikidata | weitere Bilder |
| Maximilianstraße 42 (Standort)                                                                                              | Mietshaus                                                            | Fünfgeschossiger, traufständiger Sandsteinquaderbau mit Satteldach, Ziergiebel und dreigeschossigem, zweiachsigem Sandsteinerker mit Balkonbrüstung, Jugendstil, um 1910 | D-5-64-000-1282 Wikidata | weitere Bilder |
| Muggenhofer Straße 26-28 (Standort)                                                                                         | Ehemalige Fabrikgebäude der Triumph-Werke                            | Viergeschossiger, traufständiger Putzbau mit zurückspringendem Mansardengeschoss und Ziergiebel, von Expressionismus und Heimatstil beeinflusste Sachlichkeit, von Jakob Schmeißner, bezeichnet „1923/24“ | D-5-64-000-1382 Wikidata | weitere Bilder |
| Muggenhofer Straße 28 (Standort)                                                                                            | Vorgarten-Einfriedung                                                | Sandsteinmauerung mit Holzlattung, gleichzeitig | D-5-64-000-1382 Wikidata | weitere Bilder |
| Muggenhofer Straße 80-90 (gerade Nummern); Johann-Sebastian-Bach-Straße 28-34 (gerade Nummern); Lortzingstraße 4 (Standort) | Städtische Wohnungsanlage                                            | Dreiflügeliger, zweigeschossiger Gebäudekomplex mit Satteldach, Eckrisaliten, Dacherkern und Schleppgauben, Putzbau mit Sandsteingliederung und Stadtwappen, im schlichten Neu-Nürnberger-Stil, bezeichnet „1901“ | D-5-64-000-1383 Wikidata | weitere Bilder |
| Pestalozzistraße 25 (Standort)                                                                                              | Ehemalige Kreistaubstummenanstalt, jetzt Zentrum für Hörgeschädigte  | Dreiflügeliger, dreigeschossiger Satteldachbau mit Eckrisaliten und drei Zwerchgiebeln, Putzbau mit reichem Jugendstildekor in Sandstein und Portalplastik, von Josef Förster, 1903–05, Betsaal mit Ausstattung | D-5-64-000-743           | weitere Bilder |
| Pestalozzistraße 25, an der nördlichen Grundstücksgrenze (Standort)                                                         | Gartenpavillon (westlicher)                                          | | D-5-64-000-743           | BW             |
| Pestalozzistraße 25, an der nördlichen Grundstücksgrenze (Standort)                                                         | Gartenpavillon (östlicher)                                           | | D-5-64-000-743           | BW             |
| Seeleinsbühlstraße 9 (Standort)                                                                                             | Mietshaus mit Gaststätte Zum Bühler                                  | Dreigeschossiger Mansarddachbau mit Sandsteinstraßenfassade und -erdgeschoss, Zwerchgiebeln und Dacherkern mit Spitzhelmen, im Neu-Nürnberger-Stil mit neugotischen Formen, von Karl Neuwirth, 1896 | D-5-64-000-2356 Wikidata | weitere Bilder |
| Wandererstraße 80 (Standort)                                                                                                | Pförtnerhaus des ehemaligen Quelle-Versandhauses                     | Erdgeschossiger Bau unter asymmetrischem Flugdach, von Ernst Neufert, bald nach 1960, siehe auch Fürther Straße 205/215 und Wandererstraße 89 | D-5-64-000-2510 Wikidata | weitere Bilder |
| Wandererstraße 89 (Standort)                                                                                                | Versorgungsbau des Quelle-Versandhauses (Heizhaus und Werkfeuerwehr) | Zweigeschossiger Klinkerbau mit Flachdach, von Ernst Neufert, 1955/56 | D-5-64-000-2511 Wikidata | weitere Bilder |
| Wandererstraße 89 (Standort)                                                                                                | Quelleturm                                                           | Freistehender, 90 m hoher ehemaliger Kamin mit Lichtreklame, von Ernst Neufert, bezeichnet „1965“, siehe auch Fürther Straße 205/215 und Wandererstraße 80 | D-5-64-000-2511 Wikidata | weitere Bilder |

### Muggenhof
| Lage                                     | Objekt                                                                | Beschreibung | Akten-Nr.                | Bild           |
| ---------------------------------------- | --------------------------------------------------------------------- | --- | ------------------------ | -------------- |
| Adolf-Braun-Straße 35 (Standort)         | Ehemaliges Wohnstallhaus                                              | Zweigeschossiger Sandsteinbau mit Satteldach, Zwerchhäusern und Giebelbekrönung, neugotisch, um 1850/60, im Kern älter | D-5-64-000-23 Wikidata   | weitere Bilder |
| Adolf-Braun-Straße 39 (Standort)         | Ehemaliges Wohnstallhaus                                              | Eingeschossiger Sandsteinbau mit steilem Satteldach und Dachgauben, Mitte 19. Jahrhundert, im Kern älter | D-5-64-000-24 Wikidata   | weitere Bilder |
| Adolf-Braun-Straße 40 (Standort)         | Ehemaliges Bauernhaus                                                 | Eingeschossiger Sandsteinbau mit Fachwerkteilen, Fachwerkgiebel und einseitigem Schopfwalm, 17./18. Jahrhundert | D-5-64-000-25 Wikidata   | weitere Bilder |
| Adolf-Braun-Straße 42 (Standort)         | Ehemaliges Bauernhaus                                                 | Eingeschossiger Sandsteinbau mit Fachwerkteilen, Fachwerkgiebel, Krüppelwalmdach mit Schleppgauben, 17./18. Jahrhundert | D-5-64-000-26 Wikidata   | weitere Bilder |
| Adolf-Braun-Straße 45 (Standort)         | Ehemaliges Bauernhaus                                                 | Eingeschossiger Satteldachbau mit Sandsteinerdgeschoss, Zwerchhaus und Schleppgauben, im Kern 18. Jahrhundert (dendrochronologisch datiert 1704/05)                                                                                     | D-5-64-000-27 Wikidata   | weitere Bilder |
| Fuchsstraße 20 (Standort)                | Straßenbahn-Hauptwerkstätten                                          | errichtet nach Plänen des Städtischen Hochbauamtes, Reformstil, 1911–14; Verwaltungsgebäude: zwei- bis viergeschossige Baugruppe mit Walm- und Mansardwalmdächern, Zwerchgiebeln, Dacherkern, Schleppgauben, Erkern und Turm, bez. 1914 | D-5-64-000-2305 Wikidata | weitere Bilder |
| Muggenhofer Straße 182 (Standort)        | Pförtnerhaus                                                          | Eingeschossiger Walmdachbau, gleichzeitig | D-5-64-000-2305 Wikidata | weitere Bilder |
| Fuchsstraße 20 (Standort)                | Wagenhalle                                                            | Eingeschossiger, ffünfschiffiger Hallenbau mit Satteldächern und Dreiecksgiebeln, gleichzeitig | D-5-64-000-2305 Wikidata | weitere Bilder |
| Fuchsstraße 20 (Standort)                | Einfriedung                                                           | Mauer mit Betonpfeilern und Holzlatten, gleichzeitig | D-5-64-000-2305 Wikidata | weitere Bilder |
| Fürther Straße 310 (Standort)            | Mietshaus                                                             | Fünfgeschossiger, traufständiger Sandsteinquaderbau mit Satteldach, Ziergiebel, zweigeschossigem Flacherker mit Eisenbalkonbrüstung und Eisenbalkonen, Jugendstilformen, um 1906                                                        | D-5-64-000-585 Wikidata  | weitere Bilder |
| Fürther Straße 312 (Standort)            | Mietshaus                                                             | Viergeschossiger, traufseitiger Sandsteinquaderbau mit Satteldach, Zwerchgiebel, zweigeschossigem Flacherker mit Eisenbalkonbrüstung und Toreinfahrt, Jugendstil, um 1906                                                               | D-5-64-000-586 Wikidata  | weitere Bilder |
| Fürther Straße 319 (Standort)            | Villa                                                                 | Dreigeschossiger Satteldachbau mit Treppengiebel, Risaliten, Dacherkern mit Spitzhelmen, mit hölzerner Loggia, Balkonen und zweigeschossigem Eckerker mit Kuppelhaube, mit Sandsteingliederung, im Neu-Nürnberger-Stil, 1896            | D-5-64-000-2308 Wikidata | weitere Bilder |
| Fürther Straße 319 (Standort)            | Mauer                                                                 | Neugotische Brüstungsmauer im Garten, gleichzeitig | D-5-64-000-2308 Wikidata | weitere Bilder |
| Fürther Straße 352 (Standort)            | Ehemaliges Schulhaus                                                  | Historistischer, zweigeschossiger Sichtziegelbau mit Walmdach, Hausteingliederung und dreigeschossigem Mittelrisalit, 1895 | D-5-64-000-4743 Wikidata | weitere Bilder |
| Fürther Straße 354 (Standort)            | Ehemaliges Schulhaus                                                  | Historistischer, zweigeschossiger Sichtziegelbau mit Walmdach, Hausteingliederung und Mittelrisalit mit Zwerchhaus, rückwärtig Treppenhausrisalit, 1885                                                                                 | D-5-64-000-4743 Wikidata | weitere Bilder |
| Pegnitz; Schnieglinger Straße (Standort) | Eisenbahnbrücke über die Pegnitz bei km 9,168 der Nürnberger Ringbahn | fünfbogige Stampfbetonbrücke mit Ovalöffnungen und Konsolgesims, Ausführung Dyckerhoff & Widmann, 1909–10 | D-5-64-000-4866 Wikidata | weitere Bilder |

## Ehemalige Baudenkmäler
In diesem Abschnitt sind Objekte aufgeführt, die früher einmal in der Denkmalliste eingetragen waren, jetzt aber nicht mehr. Objekte, die in anderem Zusammenhang – also z. B. als Teil eines Baudenkmals – weiter eingetragen sind, sollen hier nicht aufgeführt werden. Aktennummern in diesem Abschnitt sind ehemalige, jetzt nicht mehr gültige Aktennummern.

| Lage                             | Objekt                | Beschreibung                                                                                          | Akten-Nr.      | Bild                  |
| -------------------------------- | --------------------- | --- | -------------- | --------------------- |
| Adolf-Braun-Straße 46 (Standort) | Ehemaliges Bauernhaus | Eingeschossiges Satteldachbau, im Kern 18. Jahrhundert, Veränderung bezeichnet „1841“, stark erneuert | D-5-64-000-28  | Ehemaliges Bauernhaus |
| Flockenstraße 16 (Standort)      | Scheune               | Erdgeschossiger giebelständiger Fachwerkbau mit Satteldach, 18. Jahrhundert                           | D-5-64-000-478 | BW                    |

## Abgegangene Baudenkmäler
In diesem Abschnitt sind Objekte aufgeführt, die früher einmal in der Denkmalliste eingetragen waren, jetzt aber nicht mehr existieren, z. B. weil sie abgebrochen wurden. Aktennummern in diesem Abschnitt sind ehemalige, jetzt nicht mehr gültige Aktennummern.

| Lage                             | Objekt                                  | Beschreibung                                                                   | Akten-Nr.       | Bild |
| -------------------------------- | --------------------------------------- | ------------------------------------------------------------------------------ | --------------- | ---- |
| Mühlhofer Hauptstraße 3          | Fabrikgebäude der Leonischen Drahtwerke | Fabrikgebäude, zweigeschossiger Sandsteinbau mit Sheddächern, 1881; abgerissen | D-5-64-000-1376 | BW   |
| Deutenbacher Straße 8 (Standort) | Scheune                                 | Traufständiger Satteldachbau, 19. Jahrhundert, 1923 erweitert; abgerissen      | D-5-64-000-810  | BW   |